# Torneo Federal C 2015
El Torneo Federal C 2015 fue la primera edición de dicho certamen, organizado por el Consejo Federal, órgano interno de la Asociación del Fútbol Argentino.
Participaron del mismo los clubes ganadores de sus respectivas ligas regionales, y también algunos que ocupan el segundo o tercer puesto. En algunos casos los equipos campeones deciden ceder su plaza por cuestiones económicas o porque ya participan de un torneo de una categoría superior, y son reemplazados por otros.

## Incorporaciones y descensos
| Ascendidos al Federal B 2014 | Ascendidos al Federal B 2014  |
| ---------------------------- | ----------------------------- |
| Campeón                      | Sarmiento (CS)                |
| Campeón                      | Defensores De Valeria Del Mar |
| Campeón                      | Ferrocarril Roca (LF)         |
| Campeón                      | Social Obrero                 |
| Campeón                      | Bragado Club                  |
| Campeón                      | Sportivo Baradero             |
| Campeón                      | El Linqueño                   |
| Campeón                      | La Emilia                     |
| Campeón                      | La Salle Jobson               |
| Campeón                      | Defensores de Pronunciamiento |
| Campeón                      | Libertad (C)                  |
| Campeón                      | Jorge Gibson Brown            |
| Campeón                      | Comercio (SS)                 |
| Campeón                      | San Carlos (LE)               |
| Campeón                      | Comercio Central Unidos       |
| Campeón                      | Güemes (SdE)                  |
| Campeón                      | Independiente (F)             |
| Campeón                      | Bella Vista (T)               |
| Campeón                      | Atlético Famaillá             |
| Campeón                      | Almirante Brown (L)           |
| Campeón                      | Atlético Pellegrini (S)       |
| Campeón                      | Américo Tesorieri (LR)        |
| Campeón                      | Sportivo Peñarol (C)          |
| Campeón                      | Colón Juniors                 |
| Campeón                      | Luján SC                      |
| Campeón                      | Huracán Las Heras             |
| Campeón                      | Sportivo Balloffet            |

| Descendidos del Argentino B 2013/14 | Descendidos del Argentino B 2013/14 |
| Zonas                               | Equipos                             |
| ----------------------------------- | ----------------------------------- |
| Zona 1                              | Deportivo Río Dorado                |
| Zona 1                              | Tiro y Gimnasia                     |
| Zona 2                              | Unión Güemes (S)                    |
| Zona 2                              | Libertad (CS)                       |
| Zona 3                              | Villa Cubas                         |
| Zona 3                              | Sportivo Fernández                  |
| Zona 4                              | Atenas de Pocito                    |
| Zona 4                              | Leonardo Murialdo                   |
| Zona 5                              | San Martín (MC)                     |
| Zona 5                              | San Martín (M)                      |
| Zona 6                              | Defensores de La Boca               |
| Zona 6                              | Independiente (LR)                  |
| Zona 7                              | Argentino Quilmes (R)               |
| Zona 7                              | 9 de Julio (R)                      |
| Zona 8                              | Deportivo Curupay                   |
| Zona 8                              | Central Goya                        |
| Zona 9                              | San Martín (F)                      |
| Zona 9                              | Atlético Laguna Blanca              |
| Zona 10                             | Jorge Newbery (VT)                  |
| Zona 10                             | Jorge Ross                          |
| Zona 11                             | Sportivo Barracas (C)               |
| Zona 11                             | Defensores de Salto                 |
| Zona 12                             | Belgrano (Z)                        |
| Zona 12                             | Náutico Hacoaj                      |
| Zona 13                             | Defensores de Buena Parada          |
| Zona 13                             | Villa Congreso                      |
| Zona 14                             | Estudiantes Unidos                  |
| Zona 14                             | Círculo Italiano                    |
| Zona 15                             | Petrolero Austral                   |

| \| Incorporados de las ligas regionales \| \| ----------------------------------------------------------------------------------------------------------------------------------------------------------------------------------------------------------------- \| \| La cantidad de equipos ascendidos o participantes de cada liga regional variaron según los afiliados a cada una, pudiendo así participar clubes coronados campeones, segundos, terceros, cuartos y hasta quintos. \| |
| Incorporados de las ligas regionales |
| La cantidad de equipos ascendidos o participantes de cada liga regional variaron según los afiliados a cada una, pudiendo así participar clubes coronados campeones, segundos, terceros, cuartos y hasta quintos. |

## Sistema de disputa
El torneo contó con dos etapas:
- Etapa clasificatoria:

Se dividió a los 257 equipos clasificados en 73 zonas, 38 de 4 equipos y 35 de 3. El mejor de cada una, los segundos de los grupos integrados por cuatro clubes y el mejor segundo de las zonas de tres clasificaron a la Etapa final.
- Etapa final:

Se jugó en cuatro fases por eliminación directa a doble partido, uno en cada sede.
La jugaron los 112 equipos clasificados en la etapa anterior. Los 7 ganadores ascendieron al Torneo Federal B.

## Equipos participantes
| Zonas   | Equipo                                                                | Localidad                     | Provincia           | Liga de origen                                  |
| ------- | --------------------------------------------------------------------- | ----------------------------- | ------------------- | ----------------------------------------------- |
| Zona 1  | Club Mercantil                                                        | Ushuaia                       | Tierra del Fuego    | Liga Ushuaiense de fútbol                       |
| Zona 1  | Club Social y Deportivo Victoria                                      | Río Grande                    | Tierra del Fuego    | Liga Oficial de fútbol Río Grande               |
| Zona 1  | Lasserre Fútbol Club                                                  | Ushuaia                       | Tierra del Fuego    | Liga Ushuaiense de fútbol                       |
| Zona 1  | Club Social y Deportivo Camioneros                                    | Río Grande                    | Tierra del Fuego    | Liga Oficial de fútbol Río Grande               |
| Zona 2  | Club Atlético Argentinos del Sur                                      | El Calafate                   | Santa Cruz          | Liga de Fútbol Sur de Santa Cruz                |
| Zona 2  | Club Atlético Santa Cruz                                              | Puerto Santa Cruz             | Santa Cruz          | Liga de Fútbol Centro de Santa Cruz             |
| Zona 2  | Club Social y Deportivo Defensores del Carmen                         | Río Gallegos                  | Santa Cruz          | Liga de Fútbol Sur de Santa Cruz                |
| Zona 3  | Asociación Club Banfield Puerto Deseado                               | Puerto Deseado                | Santa Cruz          | Liga de Fútbol Norte de Santa Cruz              |
| Zona 3  | Club Atlético Social y Deportivo Estrella Norte                       | Caleta Olivia                 | Santa Cruz          | Liga de Fútbol Norte de Santa Cruz              |
| Zona 3  | Club Social y Deportivo Nocheros                                      | Las Heras                     | Santa Cruz          | Liga de Fútbol Norte de Santa Cruz              |
| Zona 4  | Club Atlético Juventud Unida                                          | Gobernador Costa              | Chubut              | Liga de Fútbol del Oeste de Chubut              |
| Zona 4  | Club Deportivo Cristal                                                | El Bolsón                     | Río Negro           | Liga de Fútbol de Bariloche                     |
| Zona 4  | Club Social Deportivo y Cultural Fontana                              | Trevelin                      | Chubut              | Liga de Fútbol del Oeste de Chubut              |
| Zona 4  | Club Social y Deportivo Estrella del Sur                              | Bariloche                     | Río Negro           | Liga de Fútbol de Bariloche                     |
| Zona 5  | Club Atlético Talleres                                                | San Antonio Oeste             | Río Negro           | Liga Rionegrina de Fútbol                       |
| Zona 5  | Club Social y Deportivo Los Menucos                                   | Los Menucos                   | Río Negro           | Liga Rionegrina de Fútbol                       |
| Zona 5  | Peña Patagonia Azul y Oro                                             | Viedma                        | Río Negro           | Liga Rionegrina de Fútbol                       |
| Zona 6  | Club Deportivo Villa Unión                                            | Choele Choel                  | Río Negro           | Liga Regional de Fútbol Avellaneda              |
| Zona 6  | Club Unión Alem Progresista                                           | Allen                         | Río Negro           | Liga Deportiva Confluencia                      |
| Zona 6  | Club Social y Deportivo Chichinales                                   | Chichinales                   | Río Negro           | Liga Deportiva Confluencia                      |
| Zona 7  | Asociación Deportiva Centenario                                       | Centenario                    | Neuquén             | Liga de Fútbol del Neuquén                      |
| Zona 7  | Club Bicicrós Senillosa                                               | Senillosa                     | Neuquén             | Liga de Fútbol del Neuquén                      |
| Zona 7  | Club Deportivo Rincón                                                 | Rincón de los Sauces          | Neuquén             | Liga de Fútbol del Neuquén                      |
| Zona 8  | Club Deportivo Ferrocarril del Estado                                 | Comodoro Rivadavia            | Chubut              | Liga de Fútbol de Comodoro Rivadavia            |
| Zona 8  | Club Social y Deportivo Petroquímica Comodoro Rivadavia               | Comodoro Rivadavia            | Chubut              | Liga de Fútbol de Comodoro Rivadavia            |
| Zona 8  | Club Atlético San Lorenzo de Perito Moreno                            | Perito Moreno                 | Santa Cruz          | Liga de Fútbol Norte de Santa Cruz              |
| Zona 9  | Club Atlético All Boys                                                | Santa Rosa                    | La Pampa            | Liga Cultural de Fútbol                         |
| Zona 9  | Club Atlético Barrio Norte                                            | Rivadavia                     | Buenos Aires        | Liga de fútbol del Oeste                        |
| Zona 9  | Foot Ball Club Argentino                                              | Trenque Lauquen               | Buenos Aires        | Liga Trenquelauquense de fútbol                 |
| Zona 10 | Centro de Almaceneros                                                 | Coronel Pringles              | Buenos Aires        | Liga Pringles de fútbol                         |
| Zona 10 | Club Atlético El Nacional                                             | Tres Arroyos                  | Buenos Aires        | Liga Regional Tresarroyense de fútbol           |
| Zona 10 | Club Atlético Huracán                                                 | Tres Arroyos                  | Buenos Aires        | Liga Regional Tresarroyense de fútbol           |
| Zona 10 | Racing Athletic Club                                                  | General Lamadrid              | Buenos Aires        | Liga Lapridense de fútbol                       |
| Zona 11 | Club Alumni Azuleño                                                   | Azul                          | Buenos Aires        | Liga de fútbol de Azul                          |
| Zona 11 | Club Atlético Estudiantes                                             | Olavarría                     | Buenos Aires        | Liga de Fútbol de Olavarría                     |
| Zona 11 | Club Social y Deportivo El Fortín                                     | Olavarría                     | Buenos Aires        | Liga de Fútbol de Olavarría                     |
| Zona 11 | Club Social y Deportivo Sarmiento                                     | Tapalqué                      | Buenos Aires        | Liga de fútbol de Azul                          |
| Zona 12 | Club Atlético Defensores de Buena Parada                              | Río Colorado                  | Río Negro           | Liga de Fútbol de Río Colorado                  |
| Zona 12 | Club Atlético Monte Hermoso                                           | Monte Hermoso                 | Buenos Aires        | Liga de fútbol de Coronel Dorrego               |
| Zona 12 | Club Atlético Sansinena Social y Deportivo                            | General Cerri                 | Buenos Aires        | Liga del Sur                                    |
| Zona 13 | Asociación Juvenil Barrio Traut                                       | Las Flores                    | Buenos Aires        | Liga de fútbol de Las Flores                    |
| Zona 13 | Club Atlético Argentino                                               | Saladillo                     | Buenos Aires        | Liga Deportiva de Saladillo                     |
| Zona 13 | Club Social y Deportivo Argentino                                     | Benito Juárez                 | Buenos Aires        | Liga Juarense de fútbol                         |
| Zona 14 | Club Atlético Empleados de Comercio                                   | Bolívar                       | Buenos Aires        | Liga Deportiva de Bolívar                       |
| Zona 14 | Club Atlético Independiente                                           | Bolívar                       | Buenos Aires        | Liga Deportiva de Bolívar                       |
| Zona 14 | Club Deportivo Alvear                                                 | General Alvear                | Buenos Aires        | Liga Alvearense de Fútbol                       |
| Zona 15 | Asociación Civil Parque de Deportes Labardén                          | Labardén                      | Buenos Aires        | Liga Maipuense de fútbol                        |
| Zona 15 | Club Atlético Ayacucho                                                | Ayacucho                      | Buenos Aires        | Liga Ayacuchense de fútbol                      |
| Zona 15 | Club Atlético Independiente                                           | Dolores                       | Buenos Aires        | Liga Dolorense de fútbol                        |
| Zona 15 | Club Independiente                                                    | Tandil                        | Buenos Aires        | Liga Tandilense de fútbol                       |
| Zona 16 | Club Atlético Chascomús                                               | Chascomús                     | Buenos Aires        | Liga regional Chascomunense de Fútbol           |
| Zona 16 | Club Atlético Sarmiento                                               | Coronel Vidal                 | Buenos Aires        | Liga de fútbol de Mar Chiquita                  |
| Zona 16 | Club Deportivo Chascomús                                              | Chascomús                     | Buenos Aires        | Liga regional Chascomunense de Fútbol           |
| Zona 16 | Club Social y Deportivo Verónica                                      | Verónica                      | Buenos Aires        | Liga regional Chascomunense de Fútbol           |
| Zona 17 | Club Atlético Argentino                                               | Pergamino                     | Buenos Aires        | Liga de Fútbol de Pergamino                     |
| Zona 17 | Club Social y Deportivo Leandro N. Alem                               | Pergamino                     | Buenos Aires        | Liga de Fútbol de Pergamino                     |
| Zona 17 | Club Sportivo Barracas                                                | Colón                         | Buenos Aires        | Liga Deportiva de Colón                         |
| Zona 17 | Porteño Foot-Ball Club                                                | Colón                         | Buenos Aires        | Liga Deportiva de Colón                         |
| Zona 18 | Club Atlético Almirante Brown                                         | Arrecifes                     | Buenos Aires        | Liga de fútbol de Arrecifes                     |
| Zona 18 | Club Atlético Sportsman                                               | Carmen de Areco               | Buenos Aires        | Liga de fútbol de Arrecifes                     |
| Zona 18 | Club Social Deportivo Ascensión                                       | Ascensión                     | Buenos Aires        | Liga Deportiva de General Arenales              |
| Zona 19 | Club Atlético Caza y Pesca                                            | Don Torcuato                  | Buenos Aires        | Liga Escobarense de fútbol                      |
| Zona 19 | Club Atlético General Belgrano                                        | Zárate                        | Buenos Aires        | Liga Zarateña de fútbol                         |
| Zona 19 | Club Atlético Pilar                                                   | Pilar                         | Buenos Aires        | Liga Escobarense de fútbol                      |
| Zona 19 | Club Social y Deportivo Sarmiento                                     | Zárate                        | Buenos Aires        | Liga Zarateña de fútbol                         |
| Zona 20 | Asociación Cultural y Biblioteca Coronel Brandsen                     | La Plata                      | Buenos Aires        | Liga Amateur Platense de fútbol                 |
| Zona 20 | Centro de Fomento Villa Montoro                                       | La Plata                      | Buenos Aires        | Liga Amateur Platense de fútbol                 |
| Zona 20 | Círculo Cultural Tolosano                                             | Tolosa                        | Buenos Aires        | Liga Amateur Platense de fútbol                 |
| Zona 20 | Club Social y Deportivo Madreselva                                    | Lobos                         | Buenos Aires        | Liga Lobense de fútbol                          |
| Zona 21 | Asociación Deportiva Atlético Villa Gesell                            | Villa Gesell                  | Buenos Aires        | Liga Madariaguense de fútbol                    |
| Zona 21 | Club Círculo Deportivo                                                | Comandante Nicanor Otamendi   | Buenos Aires        | Liga Marplatense de fútbol                      |
| Zona 21 | Club Deportivo El León                                                | General Madariaga             | Buenos Aires        | Liga Madariaguense de fútbol                    |
| Zona 21 | Club Social, Deportivo y Cultural El Porvenir                         | San Clemente del Tuyú         | Buenos Aires        | Liga de fútbol del Partido de la Costa          |
| Zona 22 | Asociación Mutual de Unión de Transporte Automotor                    | Luján                         | Buenos Aires        | Liga Lujanense de fútbol                        |
| Zona 22 | Club Atlético Baradero                                                | Baradero                      | Buenos Aires        | Liga de fútbol de Baradero                      |
| Zona 22 | Club Náutico Hacoaj                                                   | Tigre                         | Buenos Aires        | Liga Escobarense de fútbol                      |
| Zona 22 | Club Social y Deportivo Monterrey                                     | Presidente Derqui             | Buenos Aires        | Liga Escobarense de fútbol                      |
| Zona 23 | Asociación de Trabajadores de la Industria Lechera                    | General Rodríguez             | Buenos Aires        | Liga Lujanense de fútbol                        |
| Zona 23 | Club Social, Cultural y Deportivo Gimnasia y Esgrima                  | Chivilcoy                     | Buenos Aires        | Liga Chivilcoyana de fútbol                     |
| Zona 23 | Club Social y Atlético Ciclón                                         | Chivilcoy                     | Buenos Aires        | Liga Chivilcoyana de fútbol                     |
| Zona 24 | Club Atlético Juventud Unida                                          | Suipacha                      | Buenos Aires        | Liga Mercedina de Fútbol                        |
| Zona 24 | Club Atlético Villa Belgrano                                          | Junín                         | Buenos Aires        | Liga Deportiva del Oeste                        |
| Zona 24 | Club Social y Deportivo San Carlos                                    | Capitán Sarmiento             | Buenos Aires        | Liga Deportiva de San Antonio de Areco          |
| Zona 25 | Argentino Oeste Fútbol Club                                           | San Nicolás                   | Buenos Aires        | Liga Nicoleña de fútbol                         |
| Zona 25 | Club Belgrano                                                         | San Nicolás                   | Buenos Aires        | Liga Nicoleña de fútbol                         |
| Zona 25 | Club Atlético Unión Arroyo Seco                                       | Arroyo Seco                   | Santa Fe            | Liga de Fútbol Regional del Sud                 |
| Zona 26 | Club Atlético All Boys                                                | Córdoba                       | Córdoba             | Liga Cordobesa de Fútbol                        |
| Zona 26 | Club Atlético Bella Vista                                             | Córdoba                       | Córdoba             | Liga Cordobesa de Fútbol                        |
| Zona 26 | Club Atlético Las Flores                                              | Córdoba                       | Córdoba             | Liga Cordobesa de Fútbol                        |
| Zona 27 | Club Deportivo San Nicolás                                            | Malagueño                     | Córdoba             | Liga Deportiva de Fútbol de Punilla             |
| Zona 27 | Club Social y Deportivo Colón                                         | Colonia Caroya                | Córdoba             | Liga Regional Colón                             |
| Zona 27 | Club Sportivo Rivadavia                                               | Villa Carlos Paz              | Córdoba             | Liga Deportiva de Fútbol de Punilla             |
| Zona 28 | Asociación Española de Socorros Mutuos y Deportivo Jorge Roberto Ross | La Carlota                    | Córdoba             | Liga Regional de Fútbol de Canals               |
| Zona 28 | Club Atlético Estudiantes                                             | General Levalle               | Córdoba             | Liga Regional de Fútbol de Laboulaye            |
| Zona 28 | Club Atlético y Biblioteca Popular Central Argentino                  | La Carlota                    | Córdoba             | Liga Regional de Fútbol de Canals               |
| Zona 28 | Club Deportivo y Cultural Serrano                                     | Serrano                       | Córdoba             | Liga Regional de Fútbol de Laboulaye            |
| Zona 29 | Club Atlético Río Tercero                                             | Río Tercero                   | Córdoba             | Liga Regional Riotercerense de Fútbol           |
| Zona 29 | Club Atlético Sampacho                                                | Sampacho                      | Córdoba             | Liga Regional de fútbol de Río Cuarto           |
| Zona 29 | Club Atlético San Martín                                              | Vicuña Mackenna               | Córdoba             | Liga Regional de fútbol de Río Cuarto           |
| Zona 30 | Centro de Actividades Infantiles                                      | San Luis                      | San Luis            | Liga Sanluiseña de fútbol                       |
| Zona 30 | Club Atlético Alianza Futbolística                                    | Villa Mercedes                | San Luis            | Liga de Fútbol de Villa Mercedes                |
| Zona 30 | Club Atlético Aviador Origone                                         | Villa Mercedes                | San Luis            | Liga de Fútbol de Villa Mercedes                |
| Zona 30 | Club Atlético Colegiales                                              | Villa Mercedes                | San Luis            | Liga de Fútbol de Villa Mercedes                |
| Zona 31 | Club Defensores del Oeste                                             | San Luis                      | San Luis            | Liga Sanluiseña de fútbol                       |
| Zona 31 | Club Sarmiento Juventud Unida                                         | Tilisarao                     | San Luis            | Liga Futbolística y deportiva Valle del Conlara |
| Zona 31 | Club Social y Deportivo El Trapiche                                   | San Luis                      | San Luis            | Liga Sanluiseña de fútbol                       |
| Zona 31 | Club Sportivo Dolores Buenos Aires al Pacífico                        | Concarán                      | San Luis            | Liga Futbolística y deportiva Valle del Conlara |
| Zona 32 | Club Atlético Libertad Trinidad                                       | Villa Trinidad                | Santa Fe            | Liga Regional Ceresina de Fútbol                |
| Zona 32 | Club Atlético Unión                                                   | Esperanza                     | Santa Fe            | Liga Esperancina de Fútbol                      |
| Zona 32 | Club Cultural y Deportivo Ferro DHO                                   | San Cristóbal                 | Santa Fe            | Liga Regional Ceresina de Fútbol                |
| Zona 32 | Club Social y Deportivo Argentino                                     | Franck                        | Santa Fe            | Liga Esperancina de Fútbol                      |
| Zona 33 | Club Social y Deportivo General Belgrano                              | Santa Isabel                  | Santa Fe            | Liga Venadense de Fútbol                        |
| Zona 33 | Club Atlético Jorge Newbery                                           | Rufino                        | Santa Fe            | Liga Venadense de Fútbol                        |
| Zona 33 | Club Atlético Paz                                                     | Máximo Paz                    | Santa Fe            | Liga Deportiva del Sur                          |
| Zona 33 | Club Sportivo Ben Hur                                                 | Rufino                        | Santa Fe            | Liga Venadense de Fútbol                        |
| Zona 34 | Club Atlético Sarmiento                                               | Victoria                      | Entre Ríos          | Liga Victoriense de Fútbol                      |
| Zona 34 | Club Deportivo Juventud Urdinarrain                                   | Urdinarrain                   | Entre Ríos          | Liga Departamental de Fútbol de Gualeguaychú    |
| Zona 34 | Club Deportivo Ramsar Juniors                                         | Basavilbaso                   | Entre Ríos          | Liga Regional de Fútbol de Basavilbaso          |
| Zona 35 | Club Atlético Barrio Sud                                              | Villaguay                     | Entre Ríos          | Liga Villaguayense de Fútbol                    |
| Zona 35 | Club Atlético Unión y Fraternidad                                     | San Salvador                  | Entre Ríos          | Liga Villaguayense de Fútbol                    |
| Zona 35 | Club Atlético Uruguay                                                 | Concepción del Uruguay        | Entre Ríos          | Liga de Fútbol de Concepción del Uruguay        |
| Zona 35 | Club Social y Deportivo María Auxiliadora                             | Concepción del Uruguay        | Entre Ríos          | Liga de Fútbol de Concepción del Uruguay        |
| Zona 36 | Club Deportivo América                                                | Federación                    | Entre Ríos          | Liga Federaense de Fútbol                       |
| Zona 36 | Club Escuela Tabares                                                  | San Gustavo                   | Entre Ríos          | Liga Paceña de Fútbol                           |
| Zona 36 | Club Social y Deportivo La Bianca                                     | Concordia                     | Entre Ríos          | Liga Concordiense de Fútbol                     |
| Zona 37 | Club Atlético Santa Rosa                                              | Chajarí                       | Entre Ríos          | Liga de Fútbol de Chajarí                       |
| Zona 37 | Club Comunicaciones Concordia                                         | Concordia                     | Entre Ríos          | Liga Concordiense de Fútbol                     |
| Zona 37 | Club Estudiantes Concordia                                            | Concordia                     | Entre Ríos          | Liga Concordiense de Fútbol                     |
| Zona 38 | Atlético Neuquén Club                                                 | Paraná                        | Entre Ríos          | Liga Paranaense de Fútbol                       |
| Zona 38 | Club Colón de San Justo                                               | San Justo                     | Santa Fe            | Liga Santafesina de Fútbol                      |
| Zona 38 | Club Sportivo Urquiza                                                 | Paraná                        | Entre Ríos          | Liga Paranaense de Fútbol                       |
| Zona 38 | Club Universitario de Paraná                                          | Paraná                        | Entre Ríos          | Liga Paranaense de Fútbol                       |
| Zona 39 | Club Atlético Diamantino                                              | Diamante                      | Entre Ríos          | Liga Diamantina de Fútbol                       |
| Zona 39 | Club Atlético Litoral                                                 | María Grande                  | Entre Ríos          | Liga de Fútbol de Paraná Campaña                |
| Zona 39 | Club Unión Agrarios Cerrito                                           | Cerrito                       | Entre Ríos          | Liga de Fútbol de Paraná Campaña                |
| Zona 40 | Centro Hispano y Argentino Real del Padre                             | Real del Padre                | Mendoza             | Liga Alvearense de Fútbol                       |
| Zona 40 | Club Atlético Ferrocarril Oeste                                       | General Alvear                | Mendoza             | Liga Alvearense de Fútbol                       |
| Zona 40 | Club San Martín de Monte Comán                                        | Monte Comán                   | Mendoza             | Liga Sanrafaelina de Fútbol                     |
| Zona 40 | Sportivo Pedal Club                                                   | San Rafael                    | Mendoza             | Liga Sanrafaelina de Fútbol                     |
| Zona 41 | Club Atlético Pilares                                                 | San Rafael                    | Mendoza             | Liga Sanrafaelina de Fútbol                     |
| Zona 41 | Club Atlético San Carlos                                              | Eugenio Bustos                | Mendoza             | Liga Sancarlina de Fútbol                       |
| Zona 41 | Club Sportivo La Consulta                                             | La Consulta                   | Mendoza             | Liga Sancarlina de Fútbol                       |
| Zona 42 | Club Atlético El Zampal                                               | El Zampal                     | Mendoza             | Liga Tupungatina de Fútbol                      |
| Zona 42 | Club Atlético y Deportivo Sergi Sport                                 | Tupungato                     | Mendoza             | Liga Tupungatina de Fútbol                      |
| Zona 42 | Club Deportivo Pucará                                                 | Tunuyán                       | Mendoza             | Liga de Fútbol de Tunuyán                       |
| Zona 42 | Club Independiente Sportivo Las Rosas                                 | Tunuyán                       | Mendoza             | Liga de Fútbol de Tunuyán                       |
| Zona 43 | Academia Chacras de Coria Fútbol                                      | Chacras de Coria              | Mendoza             | Liga Mendocina de Fútbol                        |
| Zona 43 | Andes Talleres Sport Club                                             | Godoy Cruz                    | Mendoza             | Liga Mendocina de Fútbol                        |
| Zona 43 | Club Sociedad Deportivo y Recreativo Algarrobal                       | Las Heras                     | Mendoza             | Liga Mendocina de Fútbol                        |
| Zona 44 | Club Atlético La Amistad                                              | Ingeniero Giagnoni            | Mendoza             | Liga Rivadaviense de Fútbol                     |
| Zona 44 | Club Leonardo Murialdo                                                | Villa Nueva                   | Mendoza             | Liga Mendocina de Fútbol                        |
| Zona 44 | Club Social y Deportivo La Libertad                                   | Rivadavia                     | Mendoza             | Liga Rivadaviense de Fútbol                     |
| Zona 45 | Club Atlético Peñaflor                                                | San Martín                    | San Juan            | Liga Caucetera de Fútbol                        |
| Zona 45 | Club Sportivo Juventud Unida                                          | Pocito                        | San Juan            | Liga Sanjuanina de Fútbol                       |
| Zona 45 | Club Sportivo San Isidro                                              | San Martín                    | San Juan            | Liga Caucetera de Fútbol                        |
| Zona 45 | Club Unión Deportiva La Chimbera                                      | La Chimbera                   | San Juan            | Liga Veinticinqueña de Fútbol                   |
| Zona 46 | Club Atlético San Miguel Bochin Club                                  | San Miguel                    | San Juan            | Liga de Fútbol de Albardón                      |
| Zona 46 | Club Sportivo 9 de Julio                                              | Nueve de Julio                | San Juan            | Liga Sanjuanina de Fútbol                       |
| Zona 46 | Club Sportivo Árbol Verde                                             | Concepción                    | San Juan            | Liga Sanjuanina de Fútbol                       |
| Zona 46 | Club Sportivo Huarpes                                                 | Cochagual                     | San Juan            | Liga Sarmientina de Fútbol                      |
| Zona 47 | Club Argentino de La Florida                                          | Jáchal                        | San Juan            | Liga Jachalera de Fútbol                        |
| Zona 47 | Club Deportivo La Estrella                                            | Jáchal                        | San Juan            | Liga Jachalera de Fútbol                        |
| Zona 47 | Club Sportivo Los Andes                                               | Tudcum                        | San Juan            | Liga Iglesiana de Fútbol                        |
| Zona 47 | Club Sportivo San Martín Iglesia                                      | Rodeo                         | San Juan            | Liga Iglesiana de Fútbol                        |
| Zona 48 | Asociación Social y Deportiva Tinogasta Central                       | Tinogasta                     | Catamarca           | Liga Tinogasteña de Fútbol                      |
| Zona 48 | Club Atlético San Luis                                                | Belén                         | Catamarca           | Liga Belenista de Fútbol                        |
| Zona 48 | Club Social y Deportivo Progreso                                      | Tinogasta                     | Catamarca           | Liga Tinogasteña de Fútbol                      |
| Zona 48 | Club Social y Deportivo Defensores de Belgrano                        | San Pedro                     | La Rioja            | Liga Costeña de Fútbol                          |
| Zona 49 | Club Atlético Américo Tesorieri                                       | Catamarca                     | Catamarca           | Liga Catamarqueña de fútbol                     |
| Zona 49 | Club Deportivo Coronel Daza                                           | Banda de Varela               | Catamarca           | Liga Chacarera de Fútbol                        |
| Zona 49 | Club Deportivo Los Sureños                                            | San Isidro                    | Catamarca           | Liga Chacarera de Fútbol                        |
| Zona 50 | Club Atlético Federación Agraria Argentina                            | Aimogasta                     | La Rioja            | Liga Aimogasteña de Fútbol                      |
| Zona 50 | Club Atlético Jorge Newbery                                           | Villa de Pomán                | Catamarca           | Liga Departamental de Fútbol del Pomán          |
| Zona 50 | Club Atlético Vélez Sarsfield                                         | Andalgalá                     | Catamarca           | Liga Andalgalense de Fútbol                     |
| Zona 50 | Club Sportivo Ferrocarriles del Estado                                | Chumbicha                     | Catamarca           | Liga Catamarqueña de fútbol                     |
| Zona 51 | Club Deportivo Instituto Tráfico                                      | Frías                         | Santiago del Estero | Liga Cultural de Fútbol                         |
| Zona 51 | Club Social y Deportivo Unión Friense                                 | Frías                         | Santiago del Estero | Liga Cultural de Fútbol                         |
| Zona 51 | Instituto Central Norte Argentino                                     | Recreo                        | Catamarca           | Liga Departamental de Fútbol de Recreo          |
| Zona 51 | Club Atlético Pedro Cano                                              | Recreo                        | Catamarca           | Liga Departamental de Fútbol de Recreo          |
| Zona 52 | Club Atlético Argentino                                               | Termas de Río Hondo           | Santiago del Estero | Liga Termense de Fútbol                         |
| Zona 52 | Club Atlético Barrio Adela                                            | Termas de Río Hondo           | Santiago del Estero | Liga Termense de Fútbol                         |
| Zona 52 | Club Atlético Estudiantes                                             | Santiago del Estero           | Santiago del Estero | Liga Santiagueña de Fútbol                      |
| Zona 52 | Club Sportivo Fernández                                               | Fernández                     | Santiago del Estero | Liga Santiagueña de Fútbol                      |
| Zona 53 | Club Atlético Central Norte                                           | Tucumán                       | Tucumán             | Liga Tucumana de Fútbol                         |
| Zona 53 | Club Sportivo Guzmán                                                  | Tucumán                       | Tucumán             | Liga Tucumana de Fútbol                         |
| Zona 53 | Club Social y Deportivo La Florida                                    | Tucumán                       | Tucumán             | Liga Tucumana de Fútbol                         |
| Zona 54 | Club Atlético Belgrano                                                | Monte Quemado                 | Santiago del Estero | Liga Copeña de Fútbol                           |
| Zona 54 | Club Atlético Juventud Unida del Triángulo                            | Monte Quemado                 | Santiago del Estero | Liga Copeña de Fútbol                           |
| Zona 54 | Club Deportivo Estrella                                               | Taco Pozo                     | Chaco               | Liga Anteña de Fútbol                           |
| Zona 55 | Club Atlético San Martín                                              | Quimilí                       | Santiago del Estero | Liga Quimilense de Fútbol                       |
| Zona 55 | Club Atlético Talleres                                                | Añatuya                       | Santiago del Estero | Liga Añatuyense de Fútbol                       |
| Zona 55 | Club Unión Talleres Fábrica                                           | Weisburd                      | Santiago del Estero | Liga Quimilense de Fútbol                       |
| Zona 56 | Club Deportivo, Social y Cultural San Antonio                         | Campo Santo                   | Salta               | Liga Güemense de Fútbol                         |
| Zona 56 | Club Deportivo Unión Correos Castellanos                              | Salta                         | Salta               | Liga Salteña de Fútbol                          |
| Zona 56 | Club Deportivo Villa San Antonio                                      | Salta                         | Salta               | Liga Salteña de Fútbol                          |
| Zona 56 | Club Atlético Olimpia Oriental                                        | Rosario de Lerma              | Salta               | Liga de Fútbol del Valle de Lerma               |
| Zona 57 | Club Atlético Cerrillos                                               | Cerrillos                     | Salta               | Liga de Fútbol del Valle de Lerma               |
| Zona 57 | Club Deportivo y Social Libertad                                      | San Carlos                    | Salta               | Liga Calchaquí de Fútbol                        |
| Zona 57 | Club Deportivo y Social Rivadavia                                     | Cafayate                      | Salta               | Liga Calchaquí de Fútbol                        |
| Zona 57 | Club Unión Huaytiquina                                                | Campo Quijano                 | Salta               | Liga de Fútbol del Valle de Lerma               |
| Zona 58 | Club Atlético Ceibalito                                               | Ceibalito                     | Salta               | Liga Anteña de Fútbol                           |
| Zona 58 | Club Social y Deportivo El Quebrachal                                 | El Quebrachal                 | Salta               | Liga Anteña de Fútbol                           |
| Zona 58 | Club Social y Deportivo Río Dorado                                    | Apolinario Saravia            | Salta               | Liga Anteña de Fútbol                           |
| Zona 59 | Club Atlético Central Norte                                           | San José de Metán             | Salta               | Liga Metanense de Fútbol                        |
| Zona 59 | Club Atlético Normal Rosarino                                         | Rosario de la Frontera        | Salta               | Liga de Fútbol de Rosario de La Frontera        |
| Zona 59 | Club Social, Cultural y Deportivo Michel                              | San José de Metán             | Salta               | Liga Metanense de Fútbol                        |
| Zona 59 | Club Social y Atlético Villa Beba                                     | Rosario de la Frontera        | Salta               | Liga de Fútbol de Rosario de La Frontera        |
| Zona 60 | Club Deportivo Coronel Cornejo                                        | Coronel Cornejo               | Salta               | Liga Departamental de Fútbol General San Martín |
| Zona 60 | Club Gimnasia y Tiro                                                  | Orán                          | Salta               | Liga Regional de Fútbol del Bermejo             |
| Zona 60 | Club Social y Deportivo Atlético Ferro                                | Santa Rosa                    | Salta               | Liga Regional de Fútbol del Bermejo             |
| Zona 60 | Club Sportivo Pocitos                                                 | Pocitos                       | Salta               | Liga Departamental de Fútbol General San Martín |
| Zona 61 | Club Atlético Cuyaya                                                  | Jujuy                         | Jujuy               | Liga Jujeña de Fútbol                           |
| Zona 61 | Club Atlético El Carril                                               | San Antonio                   | Jujuy               | Liga Departamental del Fútbol                   |
| Zona 61 | Club Deportivo Luján                                                  | Jujuy                         | Jujuy               | Liga Jujeña de Fútbol                           |
| Zona 61 | Club Deportivo Social y Cultural Pampa Blanca                         | Pampa Blanca                  | Jujuy               | Liga Departamental del Fútbol                   |
| Zona 62 | Club Atlético El Polo                                                 | La Esperanza                  | Jujuy               | Liga Regional Jujeña de Fútbol                  |
| Zona 62 | Club Defensores de Fraile Pintado                                     | Fraile Pintado                | Jujuy               | Liga Regional Jujeña de Fútbol                  |
| Zona 62 | Club Sportivo Alberdi                                                 | Libertador General San Martín | Jujuy               | Liga Regional Jujeña de Fútbol                  |
| Zona 63 | Club Deportivo Santa Catalina                                         | Santa Catalina                | Jujuy               | Liga Puneña de Fútbol                           |
| Zona 63 | Club Gimnasia y Tiro                                                  | Yavi                          | Jujuy               | Liga Puneña de Fútbol                           |
| Zona 63 | Club Sportivo Gardelitos                                              | La Quiaca                     | Jujuy               | Liga Puneña de Fútbol                           |
| Zona 64 | Club Atlético Rolando Hertelendy                                      | Clorinda                      | Formosa             | Liga Clorindense de Fútbol                      |
| Zona 64 | Club Deportivo Formosa                                                | Formosa                       | Formosa             | Liga Formoseña de Fútbol                        |
| Zona 64 | Club Social y Deportivo Libertad                                      | Clorinda                      | Formosa             | Liga Clorindense de Fútbol                      |
| Zona 64 | Club Sportivo General San Martín                                      | Formosa                       | Formosa             | Liga Formoseña de Fútbol                        |
| Zona 65 | Club Atlético 8 de Diciembre                                          | Laguna Blanca                 | Formosa             | Liga de Fútbol de Laguna Blanca                 |
| Zona 65 | Club Atlético Juventud                                                | Laguna Naick Neck             | Formosa             | Liga de Fútbol de Laguna Blanca                 |
| Zona 65 | Club Atlético Laguna Blanca                                           | Laguna Blanca                 | Formosa             | Liga de Fútbol de Laguna Blanca                 |
| Zona 66 | Club Atlético Defensores de Formosa                                   | Formosa                       | Formosa             | Liga Formoseña de Fútbol                        |
| Zona 66 | Club Atlético Libertad                                                | Formosa                       | Formosa             | Liga Formoseña de Fútbol                        |
| Zona 66 | Club Deportivo Tablita                                                | Pirané                        | Formosa             | Liga Piranense de Fútbol                        |
| Zona 66 | Club Social Sportivo y Cultural Chacra 8                              | Formosa                       | Formosa             | Liga Formoseña de Fútbol                        |
| Zona 67 | Asociación Civil Club Centro de Empleados de Comercio                 | Quitilipi                     | Chaco               | Liga Quitilipense de Fútbol                     |
| Zona 67 | Club Atlético San Lorenzo                                             | Quitilipi                     | Chaco               | Liga Quitilipense de Fútbol                     |
| Zona 67 | Club Deportivo Obreros Unidos                                         | Corzuela                      | Chaco               | Liga de Fútbol del Noroeste Chaqueño            |
| Zona 68 | Asociación Civil, Cultural y Deportiva Libertad                       | Charata                       | Chaco               | Liga de Fútbol del Noroeste Chaqueño            |
| Zona 68 | Asociación Civil Juventud Agraria Cooperativista                      | Charata                       | Chaco               | Liga de Fútbol del Noroeste Chaqueño            |
| Zona 68 | Club Centro Juvenil Agrario                                           | Santa Sylvina                 | Chaco               | Asociación de Fútbol del Oeste Chaqueño         |
| Zona 68 | Club Cooperativa Villa Berthet                                        | Villa Berthet                 | Chaco               | Asociación de Fútbol del Oeste Chaqueño         |
| Zona 69 | Club Atlético América                                                 | General José de San Martín    | Chaco               | Liga de Fútbol Norte                            |
| Zona 69 | Club Atlético Central Norte Argentino                                 | Resistencia                   | Chaco               | Liga Chaqueña de fútbol                         |
| Zona 69 | Club Atlético Villa Alvear                                            | Resistencia                   | Chaco               | Liga Chaqueña de fútbol                         |
| Zona 69 | Don Orione Athletic Club                                              | Barranqueras                  | Chaco               | Liga Chaqueña de fútbol                         |
| Zona 70 | Club Atlético San Lorenzo                                             | Presidencia Roque Sáenz Peña  | Chaco               | Liga Saenzpeñense de Fútbol                     |
| Zona 70 | Club Deportivo Unión                                                  | Pampa Alegría                 | Chaco               | Liga Saenzpeñense de Fútbol                     |
| Zona 70 | Club Social y Deportivo Las Garcitas                                  | Las Garcitas                  | Chaco               | Liga Regional de Fútbol                         |
| Zona 70 | Club Social y Deportivo Unión                                         | Machagai                      | Chaco               | Liga Regional de Fútbol                         |
| Zona 71 | Club Atlético Garuhapé                                                | Garuhapé-Mi                   | Misiones            | Liga Regional de fútbol de Puerto Rico          |
| Zona 71 | Club Deportivo Victoria                                               | Colonia Victoria              | Misiones            | Liga de Fútbol de Eldorado                      |
| Zona 71 | Club Sportivo Eldorado                                                | Eldorado                      | Misiones            | Liga de Fútbol de Eldorado                      |
| Zona 71 | Deportivo Galaxia Club                                                | Puerto Iguazú                 | Misiones            | Liga Regional de Fútbol de Iguazú               |
| Zona 72 | Club Atlético Juventud Unida                                          | Gobernador Virasoro           | Corrientes          | Liga Virasoreña de Fútbol                       |
| Zona 72 | Club Atlético Luz y Fuerza                                            | Gobernador Virasoro           | Corrientes          | Liga Virasoreña de Fútbol                       |
| Zona 72 | Club Social y Deportivo Madariaga                                     | Paso de los Libres            | Corrientes          | Liga Libreña de Fútbol General Madariaga        |
| Zona 73 | Club Sportivo Benjamín Matienzo                                       | Goya                          | Corrientes          | Liga Goyana de Fútbol                           |
| Zona 73 | Club Atlético Central Goya                                            | Goya                          | Corrientes          | Liga Goyana de Fútbol                           |
| Zona 73 | Club Centro Estrada                                                   | Bella Vista                   | Corrientes          | Liga Bellavistense de Fútbol                    |

### Distribución geográfica de los equipos
| Región                           | Equipos |
| -------------------------------- | ------- |
| Provincia de Buenos Aires        | 57      |
| Provincia de Catamarca           | 11      |
| Provincia del Chaco              | 16      |
| Provincia del Chubut             | 4       |
| Provincia de Córdoba             | 13      |
| Provincia de Corrientes          | 6       |
| Provincia de Entre Ríos          | 19      |
| Provincia de Formosa             | 11      |
| Provincia de Jujuy               | 10      |
| Provincia de La Pampa            | 1       |
| Provincia de La Rioja            | 2       |
| Provincia de Mendoza             | 17      |
| Provincia de Misiones            | 4       |
| Provincia del Neuquén            | 3       |
| Provincia de Río Negro           | 9       |
| Provincia de Salta               | 19      |
| Provincia de San Juan            | 12      |
| Provincia de San Luis            | 8       |
| Provincia de Santa Cruz          | 7       |
| Provincia de Santa Fe            | 10      |
| Provincia de Santiago del Estero | 11      |
| Provincia de Tierra del Fuego    | 4       |
| Provincia de Tucumán             | 3       |
| Total                            | 257     |

## Fase Clasificatoria

### Zonas 1 a 10
Zona 1
| Equipo                  | Pts | PJ | PG | PE | PP | GF | GC | Dif |
| ----------------------- | --- | -- | -- | -- | -- | -- | -- | --- |
| Camioneros (Río Grande) | 14  | 6  | 4  | 2  | 0  | 9  | 2  | 7   |
| Lasserre FC             | 9   | 6  | 2  | 3  | 1  | 4  | 3  | 1   |
| Mercantil               | 7   | 6  | 2  | 1  | 3  | 6  | 8  | -2  |
| Deportivo Victoria      | 3   | 6  | 1  | 0  | 5  | 4  | 10 | -6  |

|  | Clasificado a la Etapa final. |

| Resultados      | Resultados | Resultados         | Resultados         | Resultados | Resultados      |
| Local           | Resultado  | Visitante          | Local              | Resultado  | Visitante       |
| --------------- | ---------- | ------------------ | ------------------ | ---------- | --------------- |
| Fecha 1         | Fecha 1    | Fecha 1            | Fecha 2            | Fecha 2    | Fecha 2         |
| Camioneros (RG) | 2 - 0      | Deportivo Victoria | Mercantil          | 1 - 2      | Camioneros (RG) |
| Lasserre FC     | 1 - 1      | Mercantil          | Deportivo Victoria | 2 - 0      | Lasserre FC     |
| Fecha 3         | Fecha 3    | Fecha 3            | Fecha 4            | Fecha 4    | Fecha 4         |
| Camioneros (RG) | 0 - 0      | Lasserre FC        | Deportivo Victoria | 1 - 2      | Camioneros (RG) |
| Mercantil       | 3 - 1      | Deportivo Victoria | Mercantil          | 0 - 1      | Lasserre FC     |
| Fecha 5         | Fecha 5    | Fecha 5            | Fecha 6            | Fecha 6    | Fecha 6         |
| Camioneros (RG) | 3 - 0      | Mercantil          | Lasserre FC        | 0 - 0      | Camioneros (RG) |
| Lasserre FC     | 2 - 0      | Deportivo Victoria | Deportivo Victoria | 0 - 1      | Mercantil       |

Zona 2
| Equipo                | Pts | PJ | PG | PE | PP | GF | GC | Dif |
| --------------------- | --- | -- | -- | -- | -- | -- | -- | --- |
| Atlético Santa Cruz   | 7   | 4  | 2  | 1  | 1  | 10 | 7  | 3   |
| Defensores del Carmen | 6   | 4  | 1  | 3  | 0  | 6  | 4  | 2   |
| Argentinos del Sur    | 2   | 4  | 0  | 2  | 2  | 5  | 10 | -5  |

|  | Clasificado a la Etapa final. |

| Resultados                   | Resultados                   | Resultados                   | Resultados                   | Resultados                   | Resultados                   |
| Local                        | Resultado                    | Visitante                    | Local                        | Resultado                    | Visitante                    |
| ---------------------------- | ---------------------------- | ---------------------------- | ---------------------------- | ---------------------------- | ---------------------------- |
| Fecha 1                      | Fecha 1                      | Fecha 1                      | Fecha 2                      | Fecha 2                      | Fecha 2                      |
| Defensores del Carmen        | 0 - 0                        | Argentinos del Sur           | Atlético Santa Cruz          | 2 - 2                        | Defensores del Carmen        |
| Libre: Atlético Santa Cruz   | Libre: Atlético Santa Cruz   | Libre: Atlético Santa Cruz   | Libre: Argentinos del Sur    | Libre: Argentinos del Sur    | Libre: Argentinos del Sur    |
| Fecha 3                      | Fecha 3                      | Fecha 3                      | Fecha 4                      | Fecha 4                      | Fecha 4                      |
| Argentinos del Sur           | 0 - 2                        | Atlético Santa Cruz          | Argentinos del Sur           | 2 - 2                        | Defensores del Carmen        |
| Libre: Defensores del Carmen | Libre: Defensores del Carmen | Libre: Defensores del Carmen | Libre: Atlético Santa Cruz   | Libre: Atlético Santa Cruz   | Libre: Atlético Santa Cruz   |
| Fecha 5                      | Fecha 5                      | Fecha 5                      | Fecha 6                      | Fecha 6                      | Fecha 6                      |
| Defensores del Carmen        | 2 - 0                        | Atlético Santa Cruz          | Atlético Santa Cruz          | 6 - 3                        | Argentinos del Sur           |
| Libre: Argentinos del Sur    | Libre: Argentinos del Sur    | Libre: Argentinos del Sur    | Libre: Defensores del Carmen | Libre: Defensores del Carmen | Libre: Defensores del Carmen |

Zona 3
| Equipo                    | Pts | PJ | PG | PE | PP | GF | GC | Dif |
| ------------------------- | --- | -- | -- | -- | -- | -- | -- | --- |
| Banfield (Puerto Deseado) | 9   | 4  | 3  | 0  | 1  | 6  | 4  | 2   |
| Estrella Norte            | 6   | 4  | 2  | 0  | 2  | 10 | 8  | 2   |
| Deportivo Nocheros        | 3   | 4  | 1  | 0  | 3  | 4  | 8  | -4  |

|  | Clasificado a la Etapa final. |

| Resultados                | Resultados                | Resultados                | Resultados                | Resultados                | Resultados                |
| Local                     | Resultado                 | Visitante                 | Local                     | Resultado                 | Visitante                 |
| ------------------------- | ------------------------- | ------------------------- | ------------------------- | ------------------------- | ------------------------- |
| Fecha 1                   | Fecha 1                   | Fecha 1                   | Fecha 2                   | Fecha 2                   | Fecha 2                   |
| Banfield (PD)             | 1 - 0                     | Deportivo Nocheros        | Estrella Norte            | 3 - 2                     | Banfield (PD)             |
| Libre: Estrella Norte     | Libre: Estrella Norte     | Libre: Estrella Norte     | Libre: Deportivo Nocheros | Libre: Deportivo Nocheros | Libre: Deportivo Nocheros |
| Fecha 3                   | Fecha 3                   | Fecha 3                   | Fecha 4                   | Fecha 4                   | Fecha 4                   |
| Deportivo Nocheros        | 3 - 2                     | Estrella Norte            | Deportivo Nocheros        | 0 - 1                     | Banfield (PD)             |
| Libre: Banfield (PD)      | Libre: Banfield (PD)      | Libre: Banfield (PD)      | Libre: Estrella Norte     | Libre: Estrella Norte     | Libre: Estrella Norte     |
| Fecha 5                   | Fecha 5                   | Fecha 5                   | Fecha 6                   | Fecha 6                   | Fecha 6                   |
| Banfield (PD)             | 2 - 1                     | Estrella Norte            | Estrella Norte            | 4 - 1                     | Deportivo Nocheros        |
| Libre: Deportivo Nocheros | Libre: Deportivo Nocheros | Libre: Deportivo Nocheros | Libre: Banfield (PD)      | Libre: Banfield (PD)      | Libre: Banfield (PD)      |

Zona 4
| Equipo                            | Pts | PJ | PG | PE | PP | GF | GC | Dif |
| --------------------------------- | --- | -- | -- | -- | -- | -- | -- | --- |
| Fontana (Trevelin)                | 13  | 6  | 4  | 1  | 1  | 15 | 5  | 10  |
| Estrella del Sur                  | 11  | 6  | 3  | 2  | 1  | 16 | 9  | 7   |
| Deportivo Cristal                 | 8   | 6  | 2  | 2  | 2  | 13 | 13 | 0   |
| Juventud Unida (Gobernador Costa) | 1   | 6  | 0  | 1  | 5  | 4  | 21 | -17 |

|  | Clasificado a la Etapa final. |

| Resultados        | Resultados | Resultados          | Resultados          | Resultados | Resultados        |
| Local             | Resultado  | Visitante           | Local               | Resultado  | Visitante         |
| ----------------- | ---------- | ------------------- | ------------------- | ---------- | ----------------- |
| Fecha 1           | Fecha 1    | Fecha 1             | Fecha 2             | Fecha 2    | Fecha 2           |
| Fontana (T)       | 2 - 0      | Juventud Unida (GC) | Deportivo Cristal   | 0 - 2      | Fontana (T)       |
| Estrella del Sur  | 2 - 3      | Deportivo Cristal   | Juventud Unida (GC) | 1 - 2      | Estrella del Sur  |
| Fecha 3           | Fecha 3    | Fecha 3             | Fecha 4             | Fecha 4    | Fecha 4           |
| Fontana (T)       | 1 - 2      | Estrella del Sur    | Juventud Unida (GC) | 0 - 4      | Fontana (T)       |
| Deportivo Cristal | 1 - 1      | Juventud Unida (GC) | Deportivo Cristal   | 2 - 2      | Estrella del Sur  |
| Fecha 5           | Fecha 5    | Fecha 5             | Fecha 6             | Fecha 6    | Fecha 6           |
| Fontana (T)       | 5 - 2      | Deportivo Cristal   | Estrella del Sur    | 1 - 1      | Fontana (T)       |
| Estrella del Sur  | 7 - 1      | Juventud Unida (GC) | Juventud Unida (GC) | 1 - 5      | Deportivo Cristal |

Zona 5
| Equipo                       | Pts | PJ | PG | PE | PP | GF | GC | Dif |
| ---------------------------- | --- | -- | -- | -- | -- | -- | -- | --- |
| Peña Azul y Oro              | 10  | 4  | 3  | 1  | 0  | 6  | 0  | 6   |
| Talleres (San Antonio Oeste) | 7   | 4  | 2  | 1  | 1  | 10 | 3  | 7   |
| Deportivo Los Menucos        | 0   | 4  | 0  | 0  | 4  | 1  | 14 | -13 |

|  | Clasificado a la Etapa final. |

| Resultados                   | Resultados                   | Resultados                   | Resultados                   | Resultados                   | Resultados                   |
| Local                        | Resultado                    | Visitante                    | Local                        | Resultado                    | Visitante                    |
| ---------------------------- | ---------------------------- | ---------------------------- | ---------------------------- | ---------------------------- | ---------------------------- |
| Fecha 1                      | Fecha 1                      | Fecha 1                      | Fecha 2                      | Fecha 2                      | Fecha 2                      |
| Peña Azul y Oro              | 1 - 0                        | Deportivo Los Menucos        | Talleres (SAO)               | 0 - 0                        | Peña Azul y Oro              |
| Libre: Talleres (SAO)        | Libre: Talleres (SAO)        | Libre: Talleres (SAO)        | Libre: Deportivo Los Menucos | Libre: Deportivo Los Menucos | Libre: Deportivo Los Menucos |
| Fecha 3                      | Fecha 3                      | Fecha 3                      | Fecha 4                      | Fecha 4                      | Fecha 4                      |
| Deportivo Los Menucos        | 0 - 5                        | Talleres (SAO)               | Deportivo Los Menucos        | 0 - 3                        | Peña Azul y Oro              |
| Libre: Peña Azul y Oro       | Libre: Peña Azul y Oro       | Libre: Peña Azul y Oro       | Libre: Talleres (SAO)        | Libre: Talleres (SAO)        | Libre: Talleres (SAO)        |
| Fecha 5                      | Fecha 5                      | Fecha 5                      | Fecha 6                      | Fecha 6                      | Fecha 6                      |
| Peña Azul y Oro              | 2 - 0                        | Talleres (SAO)               | Talleres (SAO)               | 5 - 1                        | Deportivo Los Menucos        |
| Libre: Deportivo Los Menucos | Libre: Deportivo Los Menucos | Libre: Deportivo Los Menucos | Libre: Peña Azul y Oro       | Libre: Peña Azul y Oro       | Libre: Peña Azul y Oro       |

Zona 6
| Equipo                 | Pts | PJ | PG | PE | PP | GF | GC | Dif |
| ---------------------- | --- | -- | -- | -- | -- | -- | -- | --- |
| Deportivo Chichinales  | 12  | 4  | 4  | 0  | 0  | 10 | 3  | 7   |
| Unión Alem Progresista | 6   | 4  | 2  | 0  | 2  | 6  | 7  | -1  |
| Villa Unión            | 0   | 4  | 0  | 0  | 4  | 4  | 10 | -6  |

|  | Clasificado a la Etapa final. |

| Resultados                    | Resultados                    | Resultados                    | Resultados                    | Resultados                    | Resultados                    |
| Local                         | Resultado                     | Visitante                     | Local                         | Resultado                     | Visitante                     |
| ----------------------------- | ----------------------------- | ----------------------------- | ----------------------------- | ----------------------------- | ----------------------------- |
| Fecha 1                       | Fecha 1                       | Fecha 1                       | Fecha 2                       | Fecha 2                       | Fecha 2                       |
| Unión Alem Progresista        | 0 - 1                         | Deportivo Chichinales         | Villa Unión                   | 1 - 2                         | Unión Alem Progresista        |
| Libre: Villa Unión            | Libre: Villa Unión            | Libre: Villa Unión            | Libre: Deportivo Chichinales  | Libre: Deportivo Chichinales  | Libre: Deportivo Chichinales  |
| Fecha 3                       | Fecha 3                       | Fecha 3                       | Fecha 4                       | Fecha 4                       | Fecha 4                       |
| Deportivo Chichinales         | 2 - 1                         | Villa Unión                   | Deportivo Chichinales         | 4 - 1                         | Unión Alem Progresista        |
| Libre: Unión Alem Progresista | Libre: Unión Alem Progresista | Libre: Unión Alem Progresista | Libre: Villa Unión            | Libre: Villa Unión            | Libre: Villa Unión            |
| Fecha 5                       | Fecha 5                       | Fecha 5                       | Fecha 6                       | Fecha 6                       | Fecha 6                       |
| Unión Alem Progresista        | 3 - 1                         | Villa Unión                   | Villa Unión                   | 1 - 3                         | Deportivo Chichinales         |
| Libre: Deportivo Chichinales  | Libre: Deportivo Chichinales  | Libre: Deportivo Chichinales  | Libre: Unión Alem Progresista | Libre: Unión Alem Progresista | Libre: Unión Alem Progresista |

Zona 7
| Equipo               | Pts | PJ | PG | PE | PP | GF | GC | Dif |
| -------------------- | --- | -- | -- | -- | -- | -- | -- | --- |
| Deportivo Rincón     | 6   | 4  | 1  | 3  | 0  | 8  | 4  | 4   |
| Centenario (Neuquén) | 4   | 4  | 0  | 4  | 0  | 4  | 4  | 0   |
| Bicicrós (Senillosa) | 3   | 4  | 0  | 3  | 1  | 2  | 6  | -4  |

|  | Clasificado a la Etapa final. |

| Resultados              | Resultados              | Resultados              | Resultados              | Resultados              | Resultados              |
| Local                   | Resultado               | Visitante               | Local                   | Resultado               | Visitante               |
| ----------------------- | ----------------------- | ----------------------- | ----------------------- | ----------------------- | ----------------------- |
| Fecha 1                 | Fecha 1                 | Fecha 1                 | Fecha 2                 | Fecha 2                 | Fecha 2                 |
| Deportivo Rincón        | 2 - 2                   | Centenario (N)          | Bicicross (S)           | 1 - 1                   | Deportivo Rincón        |
| Libre: Bicicrós (S)     | Libre: Bicicrós (S)     | Libre: Bicicrós (S)     | Libre: Centenario (N)   | Libre: Centenario (N)   | Libre: Centenario (N)   |
| Fecha 3                 | Fecha 3                 | Fecha 3                 | Fecha 4                 | Fecha 4                 | Fecha 4                 |
| Centenario (N)          | 1 - 1                   | Bicicross (S)           | Centenario (N)          | 1 - 1                   | Deportivo Rincón        |
| Libre: Deportivo Rincón | Libre: Deportivo Rincón | Libre: Deportivo Rincón | Libre: Bicicrós (S)     | Libre: Bicicrós (S)     | Libre: Bicicrós (S)     |
| Fecha 5                 | Fecha 5                 | Fecha 5                 | Fecha 6                 | Fecha 6                 | Fecha 6                 |
| Deportivo Rincón        | 4 - 0                   | Bicicross (S)           | Bicicross (S)           | 0 - 0                   | Centenario (N)          |
| Libre: Centenario (N)   | Libre: Centenario (N)   | Libre: Centenario (N)   | Libre: Deportivo Rincón | Libre: Deportivo Rincón | Libre: Deportivo Rincón |

Zona 8
| Equipo                                      | Pts | PJ | PG | PE | PP | GF | GC | Dif |
| ------------------------------------------- | --- | -- | -- | -- | -- | -- | -- | --- |
| San Lorenzo (Perito Moreno)                 | 7   | 4  | 2  | 1  | 1  | 6  | 4  | 2   |
| Petroquímica (Comodoro Rivadavia)           | 6   | 4  | 2  | 0  | 2  | 6  | 4  | 2   |
| Ferrocarril del Estado (Comodoro Rivadavia) | 4   | 4  | 1  | 1  | 2  | 3  | 7  | -4  |

|  | Clasificado a la Etapa final. |

| Resultados               | Resultados               | Resultados               | Resultados               | Resultados               | Resultados               |
| Local                    | Resultado                | Visitante                | Local                    | Resultado                | Visitante                |
| ------------------------ | ------------------------ | ------------------------ | ------------------------ | ------------------------ | ------------------------ |
| Fecha 1                  | Fecha 1                  | Fecha 1                  | Fecha 2                  | Fecha 2                  | Fecha 2                  |
| Petroquímica (CR)        | 3 - 0                    | Ferro (CR)               | San Lorenzo (PM)         | 2 - 0                    | Petroquímica (CR)        |
| Libre: San Lorenzo (PM)  | Libre: San Lorenzo (PM)  | Libre: San Lorenzo (PM)  | Libre: Ferro (CR)        | Libre: Ferro (CR)        | Libre: Ferro (CR)        |
| Fecha 3                  | Fecha 3                  | Fecha 3                  | Fecha 4                  | Fecha 4                  | Fecha 4                  |
| Ferro (CR)               | 1 - 1                    | San Lorenzo (PM)         | Ferro (CR)               | 0 - 2                    | Petroquímica (CR)        |
| Libre: Petroquímica (CR) | Libre: Petroquímica (CR) | Libre: Petroquímica (CR) | Libre: San Lorenzo (PM)  | Libre: San Lorenzo (PM)  | Libre: San Lorenzo (PM)  |
| Fecha 5                  | Fecha 5                  | Fecha 5                  | Fecha 6                  | Fecha 6                  | Fecha 6                  |
| Petroquímica (CR)        | 1 - 2                    | San Lorenzo (PM)         | San Lorenzo (PM)         | 1 - 2                    | Ferro (CR)               |
| Libre: Ferro (CR)        | Libre: Ferro (CR)        | Libre: Ferro (CR)        | Libre: Petroquímica (CR) | Libre: Petroquímica (CR) | Libre: Petroquímica (CR) |

Zona 9
| Equipo                      | Pts | PJ | PG | PE | PP | GF | GC | Dif |
| --------------------------- | --- | -- | -- | -- | -- | -- | -- | --- |
| All Boys (Santa Rosa)       | 12  | 4  | 4  | 0  | 0  | 12 | 0  | 12  |
| Argentino (Trenque Lauquen) | 4   | 4  | 1  | 1  | 2  | 3  | 12 | -9  |
| Barrio Norte (Rivadavia)    | 1   | 4  | 0  | 1  | 3  | 2  | 5  | -3  |

|  | Clasificado a la Etapa final. |

| Resultados              | Resultados              | Resultados              | Resultados              | Resultados              | Resultados              |
| Local                   | Resultado               | Visitante               | Local                   | Resultado               | Visitante               |
| ----------------------- | ----------------------- | ----------------------- | ----------------------- | ----------------------- | ----------------------- |
| Fecha 1                 | Fecha 1                 | Fecha 1                 | Fecha 2                 | Fecha 2                 | Fecha 2                 |
| All Boys (SR)           | 1 - 0                   | Barrio Norte (R)        | Argentino (TL)          | 0 - 6                   | All Boys (SR)           |
| Libre: Argentino (TL)   | Libre: Argentino (TL)   | Libre: Argentino (TL)   | Libre: Barrio Norte (R) | Libre: Barrio Norte (R) | Libre: Barrio Norte (R) |
| Fecha 3                 | Fecha 3                 | Fecha 3                 | Fecha 4                 | Fecha 4                 | Fecha 4                 |
| Barrio Norte (R)        | 1 - 2                   | Argentino (TL)          | Barrio Norte (R)        | 0 - 1                   | All Boys (SR)           |
| Libre: All Boys (SR)    | Libre: All Boys (SR)    | Libre: All Boys (SR)    | Libre: Argentino (TL)   | Libre: Argentino (TL)   | Libre: Argentino (TL)   |
| Fecha 5                 | Fecha 5                 | Fecha 5                 | Fecha 6                 | Fecha 6                 | Fecha 6                 |
| All Boys (SR)           | 4 - 0                   | Argentino (TL)          | Argentino (TL)          | 1 - 1                   | Barrio Norte (R)        |
| Libre: Barrio Norte (R) | Libre: Barrio Norte (R) | Libre: Barrio Norte (R) | Libre: All Boys (SR)    | Libre: All Boys (SR)    | Libre: All Boys (SR)    |

Zona 10
| Equipo                                   | Pts | PJ | PG | PE | PP | GF | GC | Dif |
| ---------------------------------------- | --- | -- | -- | -- | -- | -- | -- | --- |
| Huracán (Tres Arroyos)                   | 16  | 6  | 5  | 1  | 0  | 26 | 4  | 22  |
| El Nacional (Tres Arroyos)               | 9   | 6  | 3  | 0  | 3  | 7  | 12 | -5  |
| Centro de Almaceneros (Coronel Pringles) | 7   | 6  | 2  | 1  | 3  | 11 | 17 | -6  |
| Racing (General Lamadrid)                | 3   | 6  | 1  | 0  | 5  | 4  | 15 | -11 |

|  | Clasificado a la Etapa final. |

| Resultados                 | Resultados | Resultados       | Resultados       | Resultados | Resultados                 |
| Local                      | Resultado  | Visitante        | Local            | Resultado  | Visitante                  |
| -------------------------- | ---------- | ---------------- | ---------------- | ---------- | -------------------------- |
| Fecha 1                    | Fecha 1    | Fecha 1          | Fecha 2          | Fecha 2    | Fecha 2                    |
| Centro de Almaceneros (CP) | 3 - 1      | Racing (GL)      | Huracán (TA)     | 2 - 2      | Centro de Almaceneros (CP) |
| El Nacional (TA)           | 0 - 5      | Huracán (TA)     | Racing (GL)      | 0 - 1      | El Nacional (TA)           |
| Fecha 3                    | Fecha 3    | Fecha 3          | Fecha 4          | Fecha 4    | Fecha 4                    |
| Centro de Almaceneros (CP) | 1 - 4      | El Nacional (TA) | Racing (GL)      | 2 - 1      | Centro de Almaceneros (CP) |
| Huracán (TA)               | 4 - 0      | Racing (GL)      | Huracán (TA)     | 3 - 0      | El Nacional (TA)           |
| Fecha 5                    | Fecha 5    | Fecha 5          | Fecha 6          | Fecha 6    | Fecha 6                    |
| Centro de Almaceneros (CP) | 1 - 7      | Huracán (TA)     | El Nacional (TA) | 1 - 3      | Centro de Almaceneros (CP) |
| El Nacional (TA)           | 1 - 0      | Racing (GL)      | Racing (GL)      | 1 - 5      | Huracán (TA)               |

### Zonas 11 a 20
Zona 11
| Equipo                           | Pts | PJ | PG | PE | PP | GF | GC | Dif |
| -------------------------------- | --- | -- | -- | -- | -- | -- | -- | --- |
| El Fortín (Olavarría)            | 14  | 6  | 4  | 2  | 0  | 15 | 6  | 9   |
| Atlético Estudiantes (Olavarría) | 9   | 6  | 3  | 0  | 3  | 8  | 8  | 0   |
| Alumni Azuleño                   | 8   | 6  | 2  | 2  | 2  | 9  | 9  | 0   |
| Sarmiento (Tapalqué)             | 3   | 6  | 1  | 0  | 5  | 7  | 16 | -9  |

|  | Clasificado a la Etapa final. |

| Resultados     | Resultados | Resultados               | Resultados               | Resultados | Resultados     |
| Local          | Resultado  | Visitante                | Local                    | Resultado  | Visitante      |
| -------------- | ---------- | ------------------------ | ------------------------ | ---------- | -------------- |
| Fecha 1        | Fecha 1    | Fecha 1                  | Fecha 2                  | Fecha 2    | Fecha 2        |
| El Fortín (O)  | 2 - 0      | Atlético Estudiantes (O) | Alumni Azuleño           | 1 - 1      | El Fortín (O)  |
| Sarmiento (T)  | 3 - 1      | Alumni Azuleño           | Atlético Estudiantes (O) | 2 - 1      | Sarmiento (T)  |
| Fecha 3        | Fecha 3    | Fecha 3                  | Fecha 4                  | Fecha 4    | Fecha 4        |
| El Fortín (O)  | 3 - 1      | Sarmiento (T)            | Atlético Estudiantes (O) | 1 - 3      | El Fortín (O)  |
| Alumni Azuleño | 1 - 0      | Atlético Estudiantes (O) | Alumni Azuleño           | 4 - 0      | Sarmiento (T)  |
| Fecha 5        | Fecha 5    | Fecha 5                  | Fecha 6                  | Fecha 6    | Fecha 6        |
| El Fortín (O)  | 2 - 2      | Alumni Azuleño           | Sarmiento (T)            | 1 - 4      | El Fortín (O)  |
| Sarmiento (T)  | 1 - 2      | Atlético Estudiantes (O) | Atlético Estudiantes (O) | 3 - 0      | Alumni Azuleño |

Zona 12
| Equipo                     | Pts | PJ | PG | PE | PP | GF | GC | Dif |
| -------------------------- | --- | -- | -- | -- | -- | -- | -- | --- |
| Sansinena                  | 12  | 4  | 4  | 0  | 0  | 15 | 4  | 11  |
| Defensores de Buena Parada | 6   | 4  | 2  | 0  | 2  | 7  | 6  | 1   |
| Atlético Monte Hermoso     | 0   | 4  | 0  | 0  | 4  | 3  | 15 | -12 |

|  | Clasificado a la Etapa final. |

| Resultados                        | Resultados                        | Resultados                        | Resultados                        | Resultados                        | Resultados                        |
| Local                             | Resultado                         | Visitante                         | Local                             | Resultado                         | Visitante                         |
| --------------------------------- | --------------------------------- | --------------------------------- | --------------------------------- | --------------------------------- | --------------------------------- |
| Fecha 1                           | Fecha 1                           | Fecha 1                           | Fecha 2                           | Fecha 2                           | Fecha 2                           |
| Sansinena                         | 3 - 2                             | Defensores de Buena Parada        | Atlético Monte Hermoso            | 0 - 2                             | Sansinena                         |
| Libre: Atlético Monte Hermoso     | Libre: Atlético Monte Hermoso     | Libre: Atlético Monte Hermoso     | Libre: Defensores de Buena Parada | Libre: Defensores de Buena Parada | Libre: Defensores de Buena Parada |
| Fecha 3                           | Fecha 3                           | Fecha 3                           | Fecha 4                           | Fecha 4                           | Fecha 4                           |
| Defensores de Buena Parada        | 4 - 1                             | Atlético Monte Hermoso            | Defensores de Buena Parada        | 0 - 2                             | Sansinena                         |
| Libre: Sansinena                  | Libre: Sansinena                  | Libre: Sansinena                  | Libre: Atlético Monte Hermoso     | Libre: Atlético Monte Hermoso     | Libre: Atlético Monte Hermoso     |
| Fecha 5                           | Fecha 5                           | Fecha 5                           | Fecha 6                           | Fecha 6                           | Fecha 6                           |
| Sansinena                         | 8 - 2                             | Atlético Monte Hermoso            | Atlético Monte Hermoso            | 0 - 1                             | Defensores de Buena Parada        |
| Libre: Defensores de Buena Parada | Libre: Defensores de Buena Parada | Libre: Defensores de Buena Parada | Libre: Sansinena                  | Libre: Sansinena                  | Libre: Sansinena                  |

Zona 13
| Equipo                         | Pts | PJ | PG | PE | PP | GF | GC | Dif |
| ------------------------------ | --- | -- | -- | -- | -- | -- | -- | --- |
| Barrio Traut                   | 9   | 4  | 3  | 0  | 1  | 14 | 4  | 10  |
| Atlético Argentino (Saladillo) | 7   | 4  | 2  | 1  | 1  | 5  | 6  | -1  |
| Argentino (Benito Juárez)      | 1   | 4  | 0  | 1  | 3  | 2  | 11 | -9  |

|  | Clasificado a la Etapa final. |

| Resultados                    | Resultados                    | Resultados                    | Resultados                    | Resultados                    | Resultados                    |
| Local                         | Resultado                     | Visitante                     | Local                         | Resultado                     | Visitante                     |
| ----------------------------- | ----------------------------- | ----------------------------- | ----------------------------- | ----------------------------- | ----------------------------- |
| Fecha 1                       | Fecha 1                       | Fecha 1                       | Fecha 2                       | Fecha 2                       | Fecha 2                       |
| Atlético Argentino (S)        | 1 - 1                         | Argentino (B)                 | Barrio Traut                  | 4 - 0                         | Atlético Argentino (S)        |
| Libre: Barrio Traut           | Libre: Barrio Traut           | Libre: Barrio Traut           | Libre: Argentino (B)          | Libre: Argentino (B)          | Libre: Argentino (B)          |
| Fecha 3                       | Fecha 3                       | Fecha 3                       | Fecha 4                       | Fecha 4                       | Fecha 4                       |
| Argentino (B)                 | 0 - 2                         | Barrio Traut                  | Argentino (B)                 | 0 - 1                         | Atlético Argentino (S)        |
| Libre: Atlético Argentino (S) | Libre: Atlético Argentino (S) | Libre: Atlético Argentino (S) | Libre: Barrio Traut           | Libre: Barrio Traut           | Libre: Barrio Traut           |
| Fecha 5                       | Fecha 5                       | Fecha 5                       | Fecha 6                       | Fecha 6                       | Fecha 6                       |
| Atlético Argentino (S)        | 3 - 1                         | Barrio Traut                  | Barrio Traut                  | 7 - 1                         | Argentino (B)                 |
| Libre: Argentino (B)          | Libre: Argentino (B)          | Libre: Argentino (B)          | Libre: Atlético Argentino (S) | Libre: Atlético Argentino (S) | Libre: Atlético Argentino (S) |

Zona 14
| Equipo                              | Pts | PJ | PG | PE | PP | GF | GC | Dif |
| ----------------------------------- | --- | -- | -- | -- | -- | -- | -- | --- |
| Independiente (Bolívar)             | 7   | 4  | 2  | 1  | 1  | 3  | 2  | 1   |
| Comercio e Industria (Urdampilleta) | 7   | 4  | 2  | 1  | 1  | 7  | 5  | 2   |
| Deportivo Alvear                    | 3   | 4  | 1  | 0  | 3  | 4  | 7  | -3  |

|  | Clasificado a la Etapa final. |

| Resultados                      | Resultados                      | Resultados                      | Resultados                      | Resultados                      | Resultados                      |
| Local                           | Resultado                       | Visitante                       | Local                           | Resultado                       | Visitante                       |
| ------------------------------- | ------------------------------- | ------------------------------- | ------------------------------- | ------------------------------- | ------------------------------- |
| Fecha 1                         | Fecha 1                         | Fecha 1                         | Fecha 2                         | Fecha 2                         | Fecha 2                         |
| Independiente (D)               | 0 - 0                           | Comercio e Industria (U)        | Deportivo Alvear                | 1 - 0                           | Independiente (D)               |
| Libre: Deportivo Alvear         | Libre: Deportivo Alvear         | Libre: Deportivo Alvear         | Libre: Comercio e Industria (U) | Libre: Comercio e Industria (U) | Libre: Comercio e Industria (U) |
| Fecha 3                         | Fecha 3                         | Fecha 3                         | Fecha 4                         | Fecha 4                         | Fecha 4                         |
| Comercio e Industria (U)        | 1 - 0                           | Deportivo Alvear                | Comercio e Industria (U)        | 1 - 2                           | Independiente (D)               |
| Libre: Independiente (D)        | Libre: Independiente (D)        | Libre: Independiente (D)        | Libre: Deportivo Alvear         | Libre: Deportivo Alvear         | Libre: Deportivo Alvear         |
| Fecha 5                         | Fecha 5                         | Fecha 5                         | Fecha 6                         | Fecha 6                         | Fecha 6                         |
| Independiente (D)               | 1 - 0                           | Deportivo Alvear                | Deportivo Alvear                | 3 - 5                           | Comercio e Industria (U)        |
| Libre: Comercio e Industria (U) | Libre: Comercio e Industria (U) | Libre: Comercio e Industria (U) | Libre: Independiente (D)        | Libre: Independiente (D)        | Libre: Independiente (D)        |

Zona 15
| Equipo                      | Pts | PJ | PG | PE | PP | GF | GC | Dif |
| --------------------------- | --- | -- | -- | -- | -- | -- | -- | --- |
| Independiente (Tandil)      | 16  | 6  | 5  | 1  | 0  | 20 | 5  | 15  |
| Parque de Deportes Labardén | 10  | 6  | 3  | 1  | 2  | 13 | 16 | -3  |
| Atlético Ayacucho           | 8   | 6  | 2  | 2  | 2  | 10 | 8  | 2   |
| Independiente (Dolores)     | 0   | 6  | 0  | 0  | 6  | 4  | 18 | -14 |

|  | Clasificado a la Etapa final. |

| Resultados                  | Resultados | Resultados                  | Resultados                  | Resultados | Resultados                  |
| Local                       | Resultado  | Visitante                   | Local                       | Resultado  | Visitante                   |
| --------------------------- | ---------- | --------------------------- | --------------------------- | ---------- | --------------------------- |
| Fecha 1                     | Fecha 1    | Fecha 1                     | Fecha 2                     | Fecha 2    | Fecha 2                     |
| Atlético Ayacucho           | 0 - 1      | Independiente (T)           | Independiente (D)           | 0 - 2      | Atlético Ayacucho           |
| Parque de Deportes Labardén | 2 - 1      | Independiente (D)           | Independiente (T)           | 7 - 3      | Parque de Deportes Labardén |
| Fecha 3                     | Fecha 3    | Fecha 3                     | Fecha 4                     | Fecha 4    | Fecha 4                     |
| Atlético Ayacucho           | 1 - 1      | Parque de Deportes Labardén | Independiente (T)           | 1 - 1      | Atlético Ayacucho           |
| Independiente (D)           | 0 - 3      | Independiente (T)           | Independiente (D)           | 1 - 3      | Parque de Deportes Labardén |
| Fecha 5                     | Fecha 5    | Fecha 5                     | Fecha 6                     | Fecha 6    | Fecha 6                     |
| Atlético Ayacucho           | 3 - 1      | Independiente (D)           | Parque de Deportes Labardén | 4 - 3      | Atlético Ayacucho           |
| Parque de Deportes Labardén | 0 - 3      | Independiente (T)           | Independiente (T)           | 5 - 1      | Independiente (D)           |

Zona 16
| Equipo                    | Pts | PJ | PG | PE | PP | GF | GC | Dif |
| ------------------------- | --- | -- | -- | -- | -- | -- | -- | --- |
| Atlético Chascomús        | 18  | 6  | 6  | 0  | 0  | 17 | 5  | 12  |
| Deportivo Chascomús       | 9   | 6  | 3  | 0  | 3  | 14 | 12 | 2   |
| Social Verónica           | 7   | 6  | 2  | 1  | 3  | 10 | 11 | -1  |
| Sarmiento (Coronel Vidal) | 1   | 6  | 0  | 1  | 5  | 6  | 19 | -13 |

|  | Clasificado a la Etapa final. |

| Resultados          | Resultados | Resultados          | Resultados          | Resultados | Resultados          |
| Local               | Resultado  | Visitante           | Local               | Resultado  | Visitante           |
| ------------------- | ---------- | ------------------- | ------------------- | ---------- | ------------------- |
| Fecha 1             | Fecha 1    | Fecha 1             | Fecha 2             | Fecha 2    | Fecha 2             |
| Sarmiento (CV)      | 1 - 3      | Atlético Chascomús  | Social Verónica     | 3 - 1      | Sarmiento (CV)      |
| Deportivo Chascomús | 1 - 3      | Social Verónica     | Atlético Chascomús  | 4 - 3      | Deportivo Chascomús |
| Fecha 3             | Fecha 3    | Fecha 3             | Fecha 4             | Fecha 4    | Fecha 4             |
| Sarmiento (CV)      | 1 - 3      | Deportivo Chascomús | Atlético Chascomús  | 4 - 0      | Sarmiento (CV)      |
| Social Verónica     | 1 - 2      | Atlético Chascomús  | Social Verónica     | 1 - 3      | Deportivo Chascomús |
| Fecha 5             | Fecha 5    | Fecha 5             | Fecha 6             | Fecha 6    | Fecha 6             |
| Sarmiento (CV)      | 2 - 2      | Social Verónica     | Deportivo Chascomús | 4 - 1      | Sarmiento (CV)      |
| Deportivo Chascomús | 0 - 2      | Atlético Chascomús  | Atlético Chascomús  | 2 - 0      | Social Verónica     |

Zona 17
| Equipo                      | Pts | PJ | PG | PE | PP | GF | GC | Dif |
| --------------------------- | --- | -- | -- | -- | -- | -- | -- | --- |
| Argentino (Pergamino)       | 13  | 6  | 4  | 1  | 1  | 16 | 9  | 7   |
| Sportivo Barracas (Colón)   | 10  | 6  | 3  | 1  | 2  | 15 | 11 | 4   |
| Porteño (Colón)             | 9   | 6  | 3  | 0  | 3  | 14 | 15 | -1  |
| Leandro N. Alem (Pergamino) | 2   | 6  | 0  | 2  | 4  | 7  | 17 | -10 |

|  | Clasificado a la Etapa final. |

| Resultados            | Resultados | Resultados          | Resultados          | Resultados | Resultados            |
| Local                 | Resultado  | Visitante           | Local               | Resultado  | Visitante             |
| --------------------- | ---------- | ------------------- | ------------------- | ---------- | --------------------- |
| Fecha 1               | Fecha 1    | Fecha 1             | Fecha 2             | Fecha 2    | Fecha 2               |
| Sportivo Barracas (C) | 3 - 2      | Porteño (C)         | Leandro N. Alem (P) | 2 - 2      | Sportivo Barracas (C) |
| Argentino (P)         | 5 - 2      | Leandro N. Alem (P) | Porteño (C)         | 3 - 1      | Argentino (P)         |
| Fecha 3               | Fecha 3    | Fecha 3             | Fecha 4             | Fecha 4    | Fecha 4               |
| Sportivo Barracas (C) | 0 - 4      | Argentino (P)       | Porteño (C)         | 1 - 4      | Sportivo Barracas (C) |
| Leandro N. Alem (P)   | 1 - 2      | Porteño (C)         | Leandro N. Alem (P) | 0 - 0      | Argentino (P)         |
| Fecha 5               | Fecha 5    | Fecha 5             | Fecha 6             | Fecha 6    | Fecha 6               |
| Sportivo Barracas (C) | 5 - 0      | Leandro N. Alem (P) | Argentino (P)       | 2 - 1      | Sportivo Barracas (C) |
| Argentino (P)         | 4 - 3      | Porteño (C)         | Porteño (C)         | 3 - 2      | Leandro N. Alem (P)   |

Zona 18
| Equipo                      | Pts | PJ | PG | PE | PP | GF | GC | Dif |
| --------------------------- | --- | -- | -- | -- | -- | -- | -- | --- |
| Sportsman                   | 8   | 4  | 2  | 2  | 0  | 9  | 1  | 8   |
| Social Ascensión            | 5   | 4  | 1  | 2  | 1  | 5  | 2  | 3   |
| Almirante Brown (Arrecifes) | 3   | 4  | 1  | 0  | 3  | 3  | 14 | -11 |

|  | Clasificado a la Etapa final. |

| Resultados                 | Resultados                 | Resultados                 | Resultados                 | Resultados                 | Resultados                 |
| Local                      | Resultado                  | Visitante                  | Local                      | Resultado                  | Visitante                  |
| -------------------------- | -------------------------- | -------------------------- | -------------------------- | -------------------------- | -------------------------- |
| Fecha 1                    | Fecha 1                    | Fecha 1                    | Fecha 2                    | Fecha 2                    | Fecha 2                    |
| Almirante Brown (A)        | 1 - 2                      | Sportsman                  | Social Ascensión           | 5 - 0                      | Almirante Brown (A)        |
| Libre: Social Ascensión    | Libre: Social Ascensión    | Libre: Social Ascensión    | Libre: Sportsman           | Libre: Sportsman           | Libre: Sportsman           |
| Fecha 3                    | Fecha 3                    | Fecha 3                    | Fecha 4                    | Fecha 4                    | Fecha 4                    |
| Sportsman                  | 0 - 0                      | Social Ascensión           | Sportsman                  | 7 - 0                      | Almirante Brown (A)        |
| Libre: Almirante Brown (A) | Libre: Almirante Brown (A) | Libre: Almirante Brown (A) | Libre: Social Ascensión    | Libre: Social Ascensión    | Libre: Social Ascensión    |
| Fecha 5                    | Fecha 5                    | Fecha 5                    | Fecha 6                    | Fecha 6                    | Fecha 6                    |
| Almirante Brown (A)        | 2 - 0                      | Social Ascensión           | Social Ascensión           | 0 - 0                      | Sportsman                  |
| Libre: Sportsman           | Libre: Sportsman           | Libre: Sportsman           | Libre: Almirante Brown (A) | Libre: Almirante Brown (A) | Libre: Almirante Brown (A) |

Zona 19
| Equipo                      | Pts | PJ | PG | PE | PP | GF | GC | Dif |
| --------------------------- | --- | -- | -- | -- | -- | -- | -- | --- |
| Atlético Pilar              | 15  | 6  | 5  | 0  | 1  | 14 | 4  | 10  |
| Belgrano (Zárate)           | 7   | 6  | 1  | 4  | 1  | 9  | 10 | -1  |
| Sarmiento (Zárate)          | 5   | 6  | 1  | 2  | 3  | 8  | 15 | -7  |
| Caza y Pesca (Don Torcuato) | 5   | 6  | 1  | 2  | 3  | 9  | 11 | -2  |

|  | Clasificado a la Etapa final. |

| Resultados        | Resultados | Resultados        | Resultados        | Resultados | Resultados        |
| Local             | Resultado  | Visitante         | Local             | Resultado  | Visitante         |
| ----------------- | ---------- | ----------------- | ----------------- | ---------- | ----------------- |
| Fecha 1           | Fecha 1    | Fecha 1           | Fecha 2           | Fecha 2    | Fecha 2           |
| Sarmiento (Z)     | 2 - 2      | Belgrano (Z)      | Caza y Pesca (DT) | 2 - 1      | Sarmiento (Z)     |
| Atlético Pilar    | 1 - 0      | Caza y Pesca (DT) | Belgrano (Z)      | 2 - 1      | Atlético Pilar    |
| Fecha 3           | Fecha 3    | Fecha 3           | Fecha 4           | Fecha 4    | Fecha 4           |
| Sarmiento (Z)     | 0 - 2      | Atlético Pilar    | Belgrano (Z)      | 1 - 1      | Sarmiento (Z)     |
| Caza y Pesca (DT) | 2 - 2      | Belgrano (Z)      | Caza y Pesca (DT) | 1 - 2      | Atlético Pilar    |
| Fecha 5           | Fecha 5    | Fecha 5           | Fecha 6           | Fecha 6    | Fecha 6           |
| Sarmiento (Z)     | 3 - 2      | Caza y Pesca (DT) | Atlético Pilar    | 6 - 1      | Sarmiento (Z)     |
| Atlético Pilar    | 2 - 0      | Belgrano (Z)      | Belgrano (Z)      | 2 - 2      | Caza y Pesca (DT) |

Zona 20
| Equipo                    | Pts | PJ | PG | PE | PP | GF | GC | Dif |
| ------------------------- | --- | -- | -- | -- | -- | -- | -- | --- |
| Coronel Brandsen          | 11  | 6  | 3  | 2  | 1  | 6  | 3  | 3   |
| Villa Montoro             | 11  | 6  | 3  | 2  | 1  | 10 | 3  | 7   |
| Madreselva                | 10  | 6  | 3  | 1  | 2  | 9  | 8  | 1   |
| Círculo Cultural Tolosano | 1   | 6  | 0  | 1  | 5  | 1  | 12 | -11 |

|  | Clasificado a la Etapa final. |

| Resultados                | Resultados | Resultados                | Resultados                | Resultados | Resultados                |
| Local                     | Resultado  | Visitante                 | Local                     | Resultado  | Visitante                 |
| ------------------------- | ---------- | ------------------------- | ------------------------- | ---------- | ------------------------- |
| Fecha 1                   | Fecha 1    | Fecha 1                   | Fecha 2                   | Fecha 2    | Fecha 2                   |
| Madreselva                | 0 - 3      | Villa Montoro             | Coronel Brandsen          | 3 - 1      | Madreselva                |
| Círculo Cultural Tolosano | 0 - 1      | Coronel Brandsen          | Villa Montoro             | 2 - 0      | Círculo Cultural Tolosano |
| Fecha 3                   | Fecha 3    | Fecha 3                   | Fecha 4                   | Fecha 4    | Fecha 4                   |
| Madreselva                | 2 - 0      | Círculo Cultural Tolosano | Villa Montoro             | 1 - 1      | Madreselva                |
| Coronel Brandsen          | 0 - 0      | Villa Montoro             | Coronel Brandsen          | 0 - 0      | Círculo Cultural Tolosano |
| Fecha 5                   | Fecha 5    | Fecha 5                   | Fecha 6                   | Fecha 6    | Fecha 6                   |
| Madreselva                | 1 - 0      | Coronel Brandsen          | Círculo Cultural Tolosano | 1 - 4      | Madreselva                |
| Círculo Cultural Tolosano | 0 - 3      | Villa Montoro             | Villa Montoro             | 1 - 2      | Coronel Brandsen          |

### Zonas 21 a 30
Zona 21
| Equipo                                          | Pts | PJ | PG | PE | PP | GF | GC | Dif |
| ----------------------------------------------- | --- | -- | -- | -- | -- | -- | -- | --- |
| Círculo Deportivo (Comandante Nicanor Otamendi) | 16  | 6  | 5  | 1  | 0  | 18 | 4  | 14  |
| El León (General Madariaga)                     | 10  | 6  | 3  | 1  | 2  | 14 | 5  | 9   |
| Atlético Villa Gesell                           | 6   | 6  | 2  | 0  | 4  | 9  | 23 | -14 |
| El Porvenir (San Clemente)                      | 3   | 6  | 1  | 0  | 5  | 4  | 13 | -9  |

|  | Clasificado a la Etapa final. |

| Resultados              | Resultados | Resultados              | Resultados              | Resultados | Resultados              |
| Local                   | Resultado  | Visitante               | Local                   | Resultado  | Visitante               |
| ----------------------- | ---------- | ----------------------- | ----------------------- | ---------- | ----------------------- |
| Fecha 1                 | Fecha 1    | Fecha 1                 | Fecha 2                 | Fecha 2    | Fecha 2                 |
| El León (GM)            | 5 - 0      | Atlético Villa Gesell   | El Povenir (SC)         | 0 - 3      | El León (GM)            |
| Círculo Deportivo (CNO) | 3 - 1      | El Povenir (SC)         | Atlético Villa Gesell   | 2 - 4      | Círculo Deportivo (CNO) |
| Fecha 3                 | Fecha 3    | Fecha 3                 | Fecha 4                 | Fecha 4    | Fecha 4                 |
| El León (GM)            | 1 - 1      | Círculo Deportivo (CNO) | Atlético Villa Gesell   | 2 - 5      | El León (GM)            |
| El Povenir (SC)         | 1 - 3      | Atlético Villa Gesell   | El Povenir (SC)         | 0 - 2      | Círculo Deportivo (CNO) |
| Fecha 5                 | Fecha 5    | Fecha 5                 | Fecha 6                 | Fecha 6    | Fecha 6                 |
| El León (GM)            | 0 - 1      | El Povenir (SC)         | Círculo Deportivo (CNO) | 1 - 0      | El León (GM)            |
| Círculo Deportivo (CNO) | 7 - 0      | Atlético Villa Gesell   | Atlético Villa Gesell   | 2 - 1      | El Povenir (SC)         |

Zona 22
| Equipo                        | Pts | PJ | PG | PE | PP | GF | GC | Dif |
| ----------------------------- | --- | -- | -- | -- | -- | -- | -- | --- |
| Atlético Baradero             | 12  | 6  | 3  | 3  | 0  | 8  | 4  | 4   |
| Mutual UTA                    | 9   | 6  | 2  | 3  | 1  | 9  | 8  | 1   |
| Monterrey (Presidente Derqui) | 5   | 6  | 1  | 2  | 3  | 5  | 7  | -2  |
| Náutico Hacoaj                | 4   | 6  | 0  | 4  | 2  | 5  | 8  | -3  |

|  | Clasificado a la Etapa final. |

| Resultados        | Resultados | Resultados        | Resultados        | Resultados | Resultados        |
| Local             | Resultado  | Visitante         | Local             | Resultado  | Visitante         |
| ----------------- | ---------- | ----------------- | ----------------- | ---------- | ----------------- |
| Fecha 1           | Fecha 1    | Fecha 1           | Fecha 2           | Fecha 2    | Fecha 2           |
| Monterrey (PD)    | 0 - 0      | Náutico Hacoaj    | Mutual UTA        | 2 - 1      | Monterrey (PD)    |
| Atlético Baradero | 1 - 1      | Mutual UTA        | Náutico Hacoaj    | 0 - 0      | Atlético Baradero |
| Fecha 3           | Fecha 3    | Fecha 3           | Fecha 4           | Fecha 4    | Fecha 4           |
| Monterrey (PD)    | 1 - 2      | Atlético Baradero | Náutico Hacoaj    | 1 - 1      | Monterrey (PD)    |
| Mutual UTA        | 3 - 2      | Náutico Hacoaj    | Mutual UTA        | 1 - 1      | Atlético Baradero |
| Fecha 5           | Fecha 5    | Fecha 5           | Fecha 6           | Fecha 6    | Fecha 6           |
| Monterrey (PD)    | 2 - 1      | Mutual UTA        | Atlético Baradero | 1 - 0      | Monterrey (PD)    |
| Atlético Baradero | 3 - 1      | Náutico Hacoaj    | Náutico Hacoaj    | 1 - 1      | Mutual UTA        |

Zona 23
| Equipo                         | Pts | PJ | PG | PE | PP | GF | GC | Dif |
| ------------------------------ | --- | -- | -- | -- | -- | -- | -- | --- |
| Gimnasia y Esgrima (Chivilcoy) | 12  | 4  | 4  | 0  | 0  | 10 | 2  | 8   |
| Ciclón (Chivilcoy)             | 4   | 4  | 1  | 1  | 2  | 6  | 11 | -5  |
| ATILRA                         | 1   | 4  | 0  | 1  | 3  | 7  | 10 | -3  |

|  | Clasificado a la Etapa final. |

| Resultados                    | Resultados                    | Resultados                    | Resultados                    | Resultados                    | Resultados                    |
| Local                         | Resultado                     | Visitante                     | Local                         | Resultado                     | Visitante                     |
| ----------------------------- | ----------------------------- | ----------------------------- | ----------------------------- | ----------------------------- | ----------------------------- |
| Fecha 1                       | Fecha 1                       | Fecha 1                       | Fecha 2                       | Fecha 2                       | Fecha 2                       |
| Gimnasia y Esgrima (C)        | 1 - 0                         | Ciclón (C)                    | ATILRA                        | 2 - 3                         | Gimnasia y Esgrima (C)        |
| Libre: ATILRA                 | Libre: ATILRA                 | Libre: ATILRA                 | Libre: Ciclón (C)             | Libre: Ciclón (C)             | Libre: Ciclón (C)             |
| Fecha 3                       | Fecha 3                       | Fecha 3                       | Fecha 4                       | Fecha 4                       | Fecha 4                       |
| Ciclón (C)                    | 4 - 3                         | ATILRA                        | Ciclón (C)                    | 0 - 5                         | Gimnasia y Esgrima (C)        |
| Libre: Gimnasia y Esgrima (C) | Libre: Gimnasia y Esgrima (C) | Libre: Gimnasia y Esgrima (C) | Libre: ATILRA                 | Libre: ATILRA                 | Libre: ATILRA                 |
| Fecha 5                       | Fecha 5                       | Fecha 5                       | Fecha 6                       | Fecha 6                       | Fecha 6                       |
| Gimnasia y Esgrima (C)        | 1 - 0                         | ATILRA                        | ATILRA                        | 2 - 2                         | Ciclón (C)                    |
| Libre: Ciclón (C)             | Libre: Ciclón (C)             | Libre: Ciclón (C)             | Libre: Gimnasia y Esgrima (C) | Libre: Gimnasia y Esgrima (C) | Libre: Gimnasia y Esgrima (C) |

Zona 24
| Equipo                                | Pts | PJ | PG | PE | PP | GF | GC | Dif |
| ------------------------------------- | --- | -- | -- | -- | -- | -- | -- | --- |
| Villa Belgrano                        | 7   | 4  | 2  | 1  | 1  | 5  | 3  | 2   |
| Social San Carlos (Capitán Sarmiento) | 7   | 4  | 2  | 1  | 1  | 12 | 6  | 6   |
| Juventud Unida (Suipacha)             | 3   | 4  | 1  | 0  | 3  | 5  | 13 | -8  |

|  | Clasificado a la Etapa final. |

| Resultados                    | Resultados                    | Resultados                    | Resultados                    | Resultados                    | Resultados                    |
| Local                         | Resultado                     | Visitante                     | Local                         | Resultado                     | Visitante                     |
| ----------------------------- | ----------------------------- | ----------------------------- | ----------------------------- | ----------------------------- | ----------------------------- |
| Fecha 1                       | Fecha 1                       | Fecha 1                       | Fecha 2                       | Fecha 2                       | Fecha 2                       |
| Villa Belgrano                | 2 - 1                         | Juventud Unida (S)            | Social San Carlos (CS)        | 1 - 3                         | Villa Belgrano                |
| Libre: Social San Carlos (CS) | Libre: Social San Carlos (CS) | Libre: Social San Carlos (CS) | Libre: Juventud Unida (S)     | Libre: Juventud Unida (S)     | Libre: Juventud Unida (S)     |
| Fecha 3                       | Fecha 3                       | Fecha 3                       | Fecha 4                       | Fecha 4                       | Fecha 4                       |
| Juventud Unida (S)            | 2 - 3                         | Social San Carlos (CS)        | Juventud Unida (S)            | 1 - 0                         | Villa Belgrano                |
| Libre: Villa Belgrano         | Libre: Villa Belgrano         | Libre: Villa Belgrano         | Libre: Social San Carlos (CS) | Libre: Social San Carlos (CS) | Libre: Social San Carlos (CS) |
| Fecha 5                       | Fecha 5                       | Fecha 5                       | Fecha 6                       | Fecha 6                       | Fecha 6                       |
| Villa Belgrano                | 0 - 0                         | Social San Carlos (CS)        | Social San Carlos (CS)        | 8 - 1                         | Juventud Unida (S)            |
| Libre: Juventud Unida (S)     | Libre: Juventud Unida (S)     | Libre: Juventud Unida (S)     | Libre: Villa Belgrano         | Libre: Villa Belgrano         | Libre: Villa Belgrano         |

Zona 25
| Equipo                 | Pts | PJ | PG | PE | PP | GF | GC | Dif |
| ---------------------- | --- | -- | -- | -- | -- | -- | -- | --- |
| Belgrano (San Nicolás) | 9   | 4  | 3  | 0  | 1  | 12 | 7  | 5   |
| Unión Arroyo Seco      | 6   | 4  | 2  | 0  | 2  | 8  | 8  | 0   |
| Argentino Oeste        | 3   | 4  | 1  | 0  | 3  | 8  | 13 | -5  |

|  | Clasificado a la Etapa final. |

| Resultados               | Resultados               | Resultados               | Resultados               | Resultados               | Resultados               |
| Local                    | Resultado                | Visitante                | Local                    | Resultado                | Visitante                |
| ------------------------ | ------------------------ | ------------------------ | ------------------------ | ------------------------ | ------------------------ |
| Fecha 1                  | Fecha 1                  | Fecha 1                  | Fecha 2                  | Fecha 2                  | Fecha 2                  |
| Belgrano (SN)            | 4 - 1                    | Argentino Oeste          | Unión Arroyo Seco        | 2 - 4                    | Belgrano (SN)            |
| Libre: Unión Arroyo Seco | Libre: Unión Arroyo Seco | Libre: Unión Arroyo Seco | Libre: Argentino Oeste   | Libre: Argentino Oeste   | Libre: Argentino Oeste   |
| Fecha 3                  | Fecha 3                  | Fecha 3                  | Fecha 4                  | Fecha 4                  | Fecha 4                  |
| Argentino Oeste          | 2 - 3                    | Unión Arroyo Seco        | Argentino Oeste          | 4 - 3                    | Belgrano (SN)            |
| Libre: Belgrano (SN)     | Libre: Belgrano (SN)     | Libre: Belgrano (SN)     | Libre: Unión Arroyo Seco | Libre: Unión Arroyo Seco | Libre: Unión Arroyo Seco |
| Fecha 5                  | Fecha 5                  | Fecha 5                  | Fecha 6                  | Fecha 6                  | Fecha 6                  |
| Belgrano (SN)            | 1 - 0                    | Unión Arroyo Seco        | Unión Arroyo Seco        | 3 - 1                    | Argentino Oeste          |
| Libre: Argentino Oeste   | Libre: Argentino Oeste   | Libre: Argentino Oeste   | Libre: Belgrano (SN)     | Libre: Belgrano (SN)     | Libre: Belgrano (SN)     |

Zona 26
| Equipo                | Pts | PJ | PG | PE | PP | GF | GC | Dif |
| --------------------- | --- | -- | -- | -- | -- | -- | -- | --- |
| Bella Vista (Córdoba) | 8   | 4  | 2  | 2  | 0  | 4  | 2  | 2   |
| Atlético Las Flores   | 7   | 4  | 2  | 1  | 1  | 5  | 4  | 1   |
| All Boys (Córdoba)    | 1   | 4  | 0  | 1  | 3  | 3  | 6  | -3  |

|  | Clasificado a la Etapa final. |

| Resultados                 | Resultados                 | Resultados                 | Resultados                 | Resultados                 | Resultados                 |
| Local                      | Resultado                  | Visitante                  | Local                      | Resultado                  | Visitante                  |
| -------------------------- | -------------------------- | -------------------------- | -------------------------- | -------------------------- | -------------------------- |
| Fecha 1                    | Fecha 1                    | Fecha 1                    | Fecha 2                    | Fecha 2                    | Fecha 2                    |
| All Boys (C)               | 0 - 1                      | Bella Vista (C)            | Atlético Las Flores        | 2 - 1                      | All Boys (C)               |
| Libre: Atlético Las Flores | Libre: Atlético Las Flores | Libre: Atlético Las Flores | Libre: Bella Vista (C)     | Libre: Bella Vista (C)     | Libre: Bella Vista (C)     |
| Fecha 3                    | Fecha 3                    | Fecha 3                    | Fecha 4                    | Fecha 4                    | Fecha 4                    |
| Bella Vista (C)            | 1 - 1                      | Atlético Las Flores        | Bella Vista (C)            | 1 - 1                      | All Boys (C)               |
| Libre: All Boys (C)        | Libre: All Boys (C)        | Libre: All Boys (C)        | Libre: Atlético Las Flores | Libre: Atlético Las Flores | Libre: Atlético Las Flores |
| Fecha 5                    | Fecha 5                    | Fecha 5                    | Fecha 6                    | Fecha 6                    | Fecha 6                    |
| All Boys (C)               | 1 - 2                      | Atlético Las Flores        | Atlético Las Flores        | 0 - 1                      | Bella Vista (C)            |
| Libre: Bella Vista (C)     | Libre: Bella Vista (C)     | Libre: Bella Vista (C)     | Libre: All Boys (C)        | Libre: All Boys (C)        | Libre: All Boys (C)        |

Zona 27
| Equipo                                | Pts | PJ | PG | PE | PP | GF | GC | Dif |
| ------------------------------------- | --- | -- | -- | -- | -- | -- | -- | --- |
| Colón (Colonia Caroya)                | 7   | 4  | 2  | 1  | 1  | 9  | 6  | 3   |
| San Nicolás (Malagueño)               | 6   | 4  | 1  | 3  | 0  | 10 | 9  | 1   |
| Sportivo Rivadavia (Villa Carlos Paz) | 2   | 4  | 0  | 2  | 2  | 6  | 10 | -4  |

|  | Clasificado a la Etapa final. |

| Resultados                      | Resultados                      | Resultados                      | Resultados                      | Resultados                      | Resultados                      |
| Local                           | Resultado                       | Visitante                       | Local                           | Resultado                       | Visitante                       |
| ------------------------------- | ------------------------------- | ------------------------------- | ------------------------------- | ------------------------------- | ------------------------------- |
| Fecha 1                         | Fecha 1                         | Fecha 1                         | Fecha 2                         | Fecha 2                         | Fecha 2                         |
| Sportivo Rivadavia (VCP)        | 2 - 2                           | San Nicolás (M)                 | Colón (CC)                      | 3 - 1                           | Sportivo Rivadavia (VCP)        |
| Libre: Colón (CC)               | Libre: Colón (CC)               | Libre: Colón (CC)               | Libre: San Nicolás (M)          | Libre: San Nicolás (M)          | Libre: San Nicolás (M)          |
| Fecha 3                         | Fecha 3                         | Fecha 3                         | Fecha 4                         | Fecha 4                         | Fecha 4                         |
| San Nicolás (M)                 | 3 - 2                           | Colón (CC)                      | San Nicolás (M)                 | 3 - 3                           | Sportivo Rivadavia (VCP)        |
| Libre: Sportivo Rivadavia (VCP) | Libre: Sportivo Rivadavia (VCP) | Libre: Sportivo Rivadavia (VCP) | Libre: Colón (CC)               | Libre: Colón (CC)               | Libre: Colón (CC)               |
| Fecha 5                         | Fecha 5                         | Fecha 5                         | Fecha 6                         | Fecha 6                         | Fecha 6                         |
| Sportivo Rivadavia (VCP)        | 0 - 2                           | Colón (CC)                      | Colón (CC)                      | 2 - 2                           | San Nicolás (M)                 |
| Libre: San Nicolás (M)          | Libre: San Nicolás (M)          | Libre: San Nicolás (M)          | Libre: Sportivo Rivadavia (VCP) | Libre: Sportivo Rivadavia (VCP) | Libre: Sportivo Rivadavia (VCP) |

Zona 28
| Equipo                        | Pts | PJ | PG | PE | PP | GF | GC | Dif |
| ----------------------------- | --- | -- | -- | -- | -- | -- | -- | --- |
| Central Argentino             | 12  | 6  | 3  | 3  | 0  | 9  | 4  | 5   |
| Jorge Ross                    | 10  | 6  | 2  | 4  | 0  | 10 | 8  | 2   |
| Estudiantes (General Levalle) | 6   | 6  | 1  | 3  | 2  | 9  | 8  | 1   |
| Deportivo Serrano             | 2   | 6  | 0  | 2  | 4  | 8  | 16 | -8  |

|  | Clasificado a la Etapa final. |

| Resultados        | Resultados | Resultados        | Resultados        | Resultados | Resultados        |
| Local             | Resultado  | Visitante         | Local             | Resultado  | Visitante         |
| ----------------- | ---------- | ----------------- | ----------------- | ---------- | ----------------- |
| Fecha 1           | Fecha 1    | Fecha 1           | Fecha 2           | Fecha 2    | Fecha 2           |
| Jorge Ross        | 1 - 1      | Central Argentino | Deportivo Serrano | 3 - 3      | Jorge Ross        |
| Estudiantes (GL)  | 3 - 0      | Deportivo Serrano | Central Argentino | 1 - 0      | Estudiantes (GL)  |
| Fecha 3           | Fecha 3    | Fecha 3           | Fecha 4           | Fecha 4    | Fecha 4           |
| Jorge Ross        | 1 - 0      | Estudiantes (GL)  | Central Argentino | 1 - 1      | Jorge Ross        |
| Deportivo Serrano | 1 - 3      | Central Argentino | Deportivo Serrano | 3 - 3      | Estudiantes (GL)  |
| Fecha 5           | Fecha 5    | Fecha 5           | Fecha 6           | Fecha 6    | Fecha 6           |
| Jorge Ross        | 2 - 1      | Deportivo Serrano | Estudiantes (GL)  | 2 - 2      | Jorge Ross        |
| Estudiantes (GL)  | 1 - 1      | Central Argentino | Central Argentino | 2 - 0      | Deportivo Serrano |

Zona 29
| Equipo                       | Pts | PJ | PG | PE | PP | GF | GC | Dif |
| ---------------------------- | --- | -- | -- | -- | -- | -- | -- | --- |
| Sampacho                     | 7   | 4  | 2  | 1  | 1  | 5  | 4  | 1   |
| Atlético Río Tercero         | 5   | 4  | 1  | 2  | 1  | 6  | 4  | 2   |
| San Martín (Vicuña Mackenna) | 3   | 4  | 0  | 3  | 1  | 2  | 5  | -3  |

|  | Clasificado a la Etapa final. |

| Resultados                  | Resultados                  | Resultados                  | Resultados                  | Resultados                  | Resultados                  |
| Local                       | Resultado                   | Visitante                   | Local                       | Resultado                   | Visitante                   |
| --------------------------- | --------------------------- | --------------------------- | --------------------------- | --------------------------- | --------------------------- |
| Fecha 1                     | Fecha 1                     | Fecha 1                     | Fecha 2                     | Fecha 2                     | Fecha 2                     |
| San Martín (VM)             | 0 - 0                       | Sampacho                    | Atlético Río Tercero        | 1 - 1                       | San Martín (VM)             |
| Libre: Atlético Río Tercero | Libre: Atlético Río Tercero | Libre: Atlético Río Tercero | Libre: Sampacho             | Libre: Sampacho             | Libre: Sampacho             |
| Fecha 3                     | Fecha 3                     | Fecha 3                     | Fecha 4                     | Fecha 4                     | Fecha 4                     |
| Sampacho                    | 2 - 1                       | Atlético Río Tercero        | Sampacho                    | 3 - 0                       | San Martín (VM)             |
| Libre: San Martín (VM)      | Libre: San Martín (VM)      | Libre: San Martín (VM)      | Libre: Atlético Río Tercero | Libre: Atlético Río Tercero | Libre: Atlético Río Tercero |
| Fecha 5                     | Fecha 5                     | Fecha 5                     | Fecha 6                     | Fecha 6                     | Fecha 6                     |
| San Martín (VM)             | 1 - 1                       | Atlético Río Tercero        | Atlético Río Tercero        | 3 - 0                       | Sampacho                    |
| Libre: Sampacho             | Libre: Sampacho             | Libre: Sampacho             | Libre: San Martín (VM)      | Libre: San Martín (VM)      | Libre: San Martín (VM)      |

Zona 30
| Equipo                      | Pts | PJ | PG | PE | PP | GF | GC | Dif |
| --------------------------- | --- | -- | -- | -- | -- | -- | -- | --- |
| Aviador Origone             | 10  | 6  | 3  | 1  | 2  | 6  | 7  | -1  |
| Colegiales (Villa Mercedes) | 9   | 6  | 3  | 0  | 3  | 9  | 7  | 2   |
| Alianza Futbolística        | 9   | 6  | 2  | 0  | 3  | 8  | 7  | 1   |
| CAI (San Luis)              | 7   | 6  | 2  | 1  | 3  | 7  | 9  | -2  |

|  | Clasificado a la Etapa final. |

| Resultados           | Resultados | Resultados           | Resultados           | Resultados | Resultados           |
| Local                | Resultado  | Visitante            | Local                | Resultado  | Visitante            |
| -------------------- | ---------- | -------------------- | -------------------- | ---------- | -------------------- |
| Fecha 1              | Fecha 1    | Fecha 1              | Fecha 2              | Fecha 2    | Fecha 2              |
| Colegiales (VM)      | 2 - 0      | CAI (SL)             | Aviador Origone      | 1 - 0      | Colegiales (VM)      |
| Alianza Futbolística | 1 - 2      | Aviador Origone      | CAI (SL)             | 0 - 3      | Alianza Futbolística |
| Fecha 3              | Fecha 3    | Fecha 3              | Fecha 4              | Fecha 4    | Fecha 4              |
| Colegiales (VM)      | 0 - 2      | Alianza Futbolística | CAI (SL)             | 3 - 1      | Colegiales (VM)      |
| Aviador Origone      | 2 - 1      | CAI (SL)             | Aviador Origone      | 0 - 1      | Alianza Futbolística |
| Fecha 5              | Fecha 5    | Fecha 5              | Fecha 6              | Fecha 6    | Fecha 6              |
| Colegiales (VM)      | 3 - 0      | Aviador Origone      | Alianza Futbolística | 1 - 3      | Colegiales (VM)      |
| Alianza Futbolística | 0 - 2      | CAI (SL)             | CAI (SL)             | 1 - 1      | Aviador Origone      |

### Zonas 31 a 40
Zona 31
| Equipo                   | Pts | PJ | PG | PE | PP | GF | GC | Dif |
| ------------------------ | --- | -- | -- | -- | -- | -- | -- | --- |
| Defensores del Oeste     | 16  | 6  | 5  | 1  | 0  | 12 | 1  | 11  |
| Dolores BAP              | 11  | 6  | 3  | 2  | 1  | 13 | 4  | 9   |
| Sarmiento Juventud Unida | 7   | 6  | 2  | 1  | 3  | 4  | 10 | -6  |
| El Trapiche              | 0   | 6  | 0  | 0  | 6  | 0  | 14 | -14 |

|  | Clasificado a la Etapa final. |

| Resultados               | Resultados | Resultados           | Resultados           | Resultados | Resultados               |
| Local                    | Resultado  | Visitante            | Local                | Resultado  | Visitante                |
| ------------------------ | ---------- | -------------------- | -------------------- | ---------- | ------------------------ |
| Fecha 1                  | Fecha 1    | Fecha 1              | Fecha 2              | Fecha 2    | Fecha 2                  |
| Sarmiento Juventud Unida | 1 - 1      | Dolores BAP          | El Trapiche          | 0 - 1      | Sarmiento Juventud Unida |
| Defensores del Oeste     | 1 - 0      | El Trapiche          | Dolores BAP          | 1 - 1      | Defensores del Oeste     |
| Fecha 3                  | Fecha 3    | Fecha 3              | Fecha 4              | Fecha 4    | Fecha 4                  |
| Sarmiento Juventud Unida | 0 - 3      | Defensores del Oeste | Dolores BAP          | 3 - 0      | Sarmiento Juventud Unida |
| El Trapiche              | 0 - 2      | Dolores BAP          | El Trapiche          | 0 - 2      | Defensores del Oeste     |
| Fecha 5                  | Fecha 5    | Fecha 5              | Fecha 6              | Fecha 6    | Fecha 6                  |
| Sarmiento Juventud Unida | 2 - 0      | El Trapiche          | Defensores del Oeste | 3 - 0      | Sarmiento Juventud Unida |
| Defensores del Oeste     | 2 - 0      | Dolores BAP          | Dolores BAP          | 6 - 0      | El Trapiche              |

Zona 32
| Equipo                    | Pts | PJ | PG | PE | PP | GF | GC | Dif |
| ------------------------- | --- | -- | -- | -- | -- | -- | -- | --- |
| Argentino (Franck)        | 13  | 6  | 4  | 1  | 1  | 14 | 8  | 6   |
| Ferro DHO (San Cristóbal) | 10  | 6  | 3  | 1  | 2  | 8  | 9  | -1  |
| Unión (Esperanza)         | 7   | 6  | 2  | 1  | 3  | 7  | 9  | -2  |
| Libertad Trinidad         | 4   | 6  | 1  | 1  | 4  | 7  | 10 | -3  |

|  | Clasificado a la Etapa final. |

| Resultados        | Resultados | Resultados        | Resultados        | Resultados | Resultados        |
| Local             | Resultado  | Visitante         | Local             | Resultado  | Visitante         |
| ----------------- | ---------- | ----------------- | ----------------- | ---------- | ----------------- |
| Fecha 1           | Fecha 1    | Fecha 1           | Fecha 2           | Fecha 2    | Fecha 2           |
| Argentino (F)     | 2 - 1      | Unión (E)         | Libertad Trinidad | 2 - 2      | Argentino (F)     |
| Ferro DHO (SC)    | 2 - 1      | Libertad Trinidad | Unión (E)         | 0 - 1      | Ferro DHO (SC)    |
| Fecha 3           | Fecha 3    | Fecha 3           | Fecha 4           | Fecha 4    | Fecha 4           |
| Argentino (F)     | 3 - 1      | Ferro DHO (SC)    | Unión (E)         | 3 - 2      | Argentino (F)     |
| Libertad Trinidad | 2 - 0      | Unión (E)         | Libertad Trinidad | 1 - 2      | Ferro DHO (SC)    |
| Fecha 5           | Fecha 5    | Fecha 5           | Fecha 6           | Fecha 6    | Fecha 6           |
| Argentino (F)     | 2 - 0      | Libertad Trinidad | Ferro DHO (SC)    | 1 - 3      | Argentino (F)     |
| Ferro DHO (SC)    | 1 - 1      | Unión (E)         | Unión (E)         | 2 - 1      | Libertad Trinidad |

Zona 33
| Equipo                  | Pts | PJ | PG | PE | PP | GF | GC | Dif |
| ----------------------- | --- | -- | -- | -- | -- | -- | -- | --- |
| Belgrano (Santa Isabel) | 16  | 6  | 5  | 1  | 0  | 19 | 9  | 10  |
| Jorge Newbery (Rufino)  | 11  | 6  | 3  | 2  | 1  | 11 | 7  | 4   |
| Ben Hur (Rufino)        | 4   | 6  | 1  | 1  | 4  | 9  | 15 | -6  |
| Atlético Paz            | 3   | 6  | 1  | 0  | 5  | 6  | 14 | -8  |

|  | Clasificado a la Etapa final. |

| Resultados        | Resultados | Resultados        | Resultados        | Resultados | Resultados        |
| Local             | Resultado  | Visitante         | Local             | Resultado  | Visitante         |
| ----------------- | ---------- | ----------------- | ----------------- | ---------- | ----------------- |
| Fecha 1           | Fecha 1    | Fecha 1           | Fecha 2           | Fecha 2    | Fecha 2           |
| Atlético Paz      | 0 - 5      | Belgrano (SI)     | Jorge Newbery (R) | 1 - 0      | Atlético Paz      |
| Ben Hur (R)       | 1 - 4      | Jorge Newbery (R) | Belgrano (SI)     | 3 - 1      | Ben Hur (R)       |
| Fecha 3           | Fecha 3    | Fecha 3           | Fecha 4           | Fecha 4    | Fecha 4           |
| Atlético Paz      | 2 - 1      | Ben Hur (R)       | Belgrano (SI)     | 2 - 1      | Atlético Paz      |
| Jorge Newbery (R) | 1 - 1      | Belgrano (SI)     | Jorge Newbery (R) | 0 - 0      | Ben Hur (R)       |
| Fecha 5           | Fecha 5    | Fecha 5           | Fecha 6           | Fecha 6    | Fecha 6           |
| Atlético Paz      | 0 - 1      | Jorge Newbery (R) | Ben Hur (R)       | 4 - 3      | Atlético Paz      |
| Ben Hur (R)       | 2 - 3      | Belgrano (SI)     | Belgrano (SI)     | 5 - 4      | Jorge Newbery (R) |

Zona 34
| Equipo               | Pts | PJ | PG | PE | PP | GF | GC | Dif |
| -------------------- | --- | -- | -- | -- | -- | -- | -- | --- |
| Juventud Urdinarrain | 9   | 4  | 3  | 0  | 1  | 9  | 2  | 7   |
| Ramsar Juniors       | 9   | 4  | 3  | 0  | 1  | 7  | 4  | 3   |
| Sarmiento (Victoria) | 0   | 4  | 0  | 0  | 4  | 1  | 11 | -10 |

|  | Clasificado a la Etapa final. |

| Resultados                  | Resultados                  | Resultados                  | Resultados                  | Resultados                  | Resultados                  |
| Local                       | Resultado                   | Visitante                   | Local                       | Resultado                   | Visitante                   |
| --------------------------- | --------------------------- | --------------------------- | --------------------------- | --------------------------- | --------------------------- |
| Fecha 1                     | Fecha 1                     | Fecha 1                     | Fecha 2                     | Fecha 2                     | Fecha 2                     |
| Ramsar Juniors              | 3 - 1                       | Sarmiento (V)               | Juventud Urdinarrain        | 2 - 0                       | Ramsar Juniors              |
| Libre: Juventud Urdinarrain | Libre: Juventud Urdinarrain | Libre: Juventud Urdinarrain | Libre: Sarmiento (V)        | Libre: Sarmiento (V)        | Libre: Sarmiento (V)        |
| Fecha 3                     | Fecha 3                     | Fecha 3                     | Fecha 4                     | Fecha 4                     | Fecha 4                     |
| Sarmiento (V)               | 0 - 3                       | Juventud Urdinarrain        | Sarmiento (V)               | 0 - 2                       | Ramsar Juniors              |
| Libre: Ramsar Juniors       | Libre: Ramsar Juniors       | Libre: Ramsar Juniors       | Libre: Juventud Urdinarrain | Libre: Juventud Urdinarrain | Libre: Juventud Urdinarrain |
| Fecha 5                     | Fecha 5                     | Fecha 5                     | Fecha 6                     | Fecha 6                     | Fecha 6                     |
| Ramsar Juniors              | 2 - 1                       | Juventud Urdinarrain        | Juventud Urdinarrain        | 3 - 0                       | Sarmiento (V)               |
| Libre: Sarmiento (V)        | Libre: Sarmiento (V)        | Libre: Sarmiento (V)        | Libre: Ramsar Juniors       | Libre: Ramsar Juniors       | Libre: Ramsar Juniors       |

Zona 35
| Equipo                             | Pts | PJ | PG | PE | PP | GF | GC | Dif |
| ---------------------------------- | --- | -- | -- | -- | -- | -- | -- | --- |
| Atlético Uruguay                   | 15  | 6  | 5  | 0  | 1  | 20 | 2  | 18  |
| Deportivo María Auxiliadora        | 9   | 6  | 3  | 0  | 3  | 5  | 7  | -2  |
| Unión y Fraternidad (San Salvador) | 7   | 6  | 2  | 1  | 3  | 7  | 8  | -1  |
| Barrio Sud                         | 4   | 6  | 1  | 1  | 4  | 2  | 17 | -15 |

|  | Clasificado a la Etapa final. |

| Resultados                  | Resultados | Resultados                  | Resultados                  | Resultados | Resultados                  |
| Local                       | Resultado  | Visitante                   | Local                       | Resultado  | Visitante                   |
| --------------------------- | ---------- | --------------------------- | --------------------------- | ---------- | --------------------------- |
| Fecha 1                     | Fecha 1    | Fecha 1                     | Fecha 2                     | Fecha 2    | Fecha 2                     |
| Barrio Sud                  | 0 - 0      | Unión y Fraternidad (SS)    | Deportivo María Auxiliadora | 1 - 0      | Barrio Sud                  |
| Atlético Uruguay            | 3 - 0      | Deportivo María Auxiliadora | Unión y Fraternidad (SS)    | 0 - 2      | Atlético Uruguay            |
| Fecha 3                     | Fecha 3    | Fecha 3                     | Fecha 4                     | Fecha 4    | Fecha 4                     |
| Barrio Sud                  | 2 - 1      | Atlético Uruguay            | Unión y Fraternidad (SS)    | 5 - 0      | Barrio Sud                  |
| Deportivo María Auxiliadora | 0 - 2      | Unión y Fraternidad (SS)    | Deportivo María Auxiliadora | 0 - 2      | Atlético Uruguay            |
| Fecha 5                     | Fecha 5    | Fecha 5                     | Fecha 6                     | Fecha 6    | Fecha 6                     |
| Barrio Sud                  | 0 - 2      | Deportivo María Auxiliadora | Atlético Uruguay            | 8 - 0      | Barrio Sud                  |
| Atlético Uruguay            | 4 - 0      | Unión y Fraternidad (SS)    | Unión y Fraternidad (SS)    | 0 - 2      | Deportivo María Auxiliadora |

Zona 36
| Equipo                         | Pts | PJ | PG | PE | PP | GF | GC | Dif |
| ------------------------------ | --- | -- | -- | -- | -- | -- | -- | --- |
| Social La Bianca               | 9   | 4  | 3  | 0  | 1  | 6  | 3  | 3   |
| Escuela Tabares                | 6   | 4  | 2  | 0  | 2  | 6  | 6  | 0   |
| Deportivo América (Federación) | 3   | 4  | 1  | 0  | 3  | 3  | 6  | -3  |

|  | Clasificado a la Etapa final. |

| Resultados                   | Resultados                   | Resultados                   | Resultados                   | Resultados                   | Resultados                   |
| Local                        | Resultado                    | Visitante                    | Local                        | Resultado                    | Visitante                    |
| ---------------------------- | ---------------------------- | ---------------------------- | ---------------------------- | ---------------------------- | ---------------------------- |
| Fecha 1                      | Fecha 1                      | Fecha 1                      | Fecha 2                      | Fecha 2                      | Fecha 2                      |
| Social La Bianca             | 1 - 0                        | Deportivo América (F)        | Escuela Tabares              | 2 - 1                        | Social La Bianca             |
| Libre: Escuela Tabarez       | Libre: Escuela Tabarez       | Libre: Escuela Tabarez       | Libre: Deportivo América (F) | Libre: Deportivo América (F) | Libre: Deportivo América (F) |
| Fecha 3                      | Fecha 3                      | Fecha 3                      | Fecha 4                      | Fecha 4                      | Fecha 4                      |
| Deportivo América (F)        | 2 - 1                        | Escuela Tabares              | Deportivo América (F)        | 0 - 2                        | Social La Bianca             |
| Libre: Social La Bianca      | Libre: Social La Bianca      | Libre: Social La Bianca      | Libre: Escuela Tabarez       | Libre: Escuela Tabarez       | Libre: Escuela Tabarez       |
| Fecha 5                      | Fecha 5                      | Fecha 5                      | Fecha 6                      | Fecha 6                      | Fecha 6                      |
| Social La Bianca             | 2 - 1                        | Escuela Tabares              | Escuela Tabares              | 2 - 1                        | Deportivo América (F)        |
| Libre: Deportivo América (F) | Libre: Deportivo América (F) | Libre: Deportivo América (F) | Libre: Social La Bianca      | Libre: Social La Bianca      | Libre: Social La Bianca      |

Zona 37
| Equipo                        | Pts | PJ | PG | PE | PP | GF | GC | Dif |
| ----------------------------- | --- | -- | -- | -- | -- | -- | -- | --- |
| Estudiantes (Concordia)       | 12  | 4  | 4  | 0  | 0  | 8  | 2  | 6   |
| Comunicaciones (Concordia)    | 6   | 4  | 2  | 0  | 2  | 5  | 3  | 2   |
| Atlético Santa Rosa (Chajarí) | 0   | 4  | 0  | 0  | 4  | 3  | 11 | -8  |

|  | Clasificado a la Etapa final. |

| Resultados                     | Resultados                     | Resultados                     | Resultados                     | Resultados                     | Resultados                     |
| Local                          | Resultado                      | Visitante                      | Local                          | Resultado                      | Visitante                      |
| ------------------------------ | ------------------------------ | ------------------------------ | ------------------------------ | ------------------------------ | ------------------------------ |
| Fecha 1                        | Fecha 1                        | Fecha 1                        | Fecha 2                        | Fecha 2                        | Fecha 2                        |
| Comunicaciones (C)             | 0 - 1                          | Estudiantes (C)                | Atlético Santa Rosa (C)        | 0 - 3                          | Comunicaciones (C)             |
| Libre: Atlético Santa Rosa (C) | Libre: Atlético Santa Rosa (C) | Libre: Atlético Santa Rosa (C) | Libre: Estudiantes (C)         | Libre: Estudiantes (C)         | Libre: Estudiantes (C)         |
| Fecha 3                        | Fecha 3                        | Fecha 3                        | Fecha 4                        | Fecha 4                        | Fecha 4                        |
| Estudiantes (C)                | 2 - 0                          | Atlético Santa Rosa (C)        | Estudiantes (C)                | 1 - 0                          | Comunicaciones (C)             |
| Libre: Comunicaciones (C)      | Libre: Comunicaciones (C)      | Libre: Comunicaciones (C)      | Libre: Atlético Santa Rosa (C) | Libre: Atlético Santa Rosa (C) | Libre: Atlético Santa Rosa (C) |
| Fecha 5                        | Fecha 5                        | Fecha 5                        | Fecha 6                        | Fecha 6                        | Fecha 6                        |
| Comunicaciones (C)             | 2 - 1                          | Atlético Santa Rosa (C)        | Atlético Santa Rosa (C)        | 2 - 4                          | Estudiantes (C)                |
| Libre: Estudiantes (C)         | Libre: Estudiantes (C)         | Libre: Estudiantes (C)         | Libre: Comunicaciones (C)      | Libre: Comunicaciones (C)      | Libre: Comunicaciones (C)      |

Zona 38
| Equipo                    | Pts | PJ | PG | PE | PP | GF | GC | Dif |
| ------------------------- | --- | -- | -- | -- | -- | -- | -- | --- |
| Atlético Neuquén          | 11  | 6  | 3  | 2  | 1  | 10 | 7  | 3   |
| Sportivo Urquiza (Paraná) | 9   | 6  | 2  | 3  | 1  | 12 | 8  | 4   |
| Universitario (Paraná)    | 5   | 6  | 1  | 2  | 3  | 11 | 17 | -6  |
| Colón (San Justo)         | 5   | 6  | 0  | 5  | 1  | 7  | 8  | -1  |

|  | Clasificado a la Etapa final. |

| Resultados           | Resultados | Resultados        | Resultados        | Resultados | Resultados           |
| Local                | Resultado  | Visitante         | Local             | Resultado  | Visitante            |
| -------------------- | ---------- | ----------------- | ----------------- | ---------- | -------------------- |
| Fecha 1              | Fecha 1    | Fecha 1           | Fecha 2           | Fecha 2    | Fecha 2              |
| Sportivo Urquiza (P) | 6 - 2      | Universitario (P) | Atlético Neuquén  | 1 - 1      | Sportivo Urquiza (P) |
| Colón (SJ)           | 0 - 1      | Atlético Neuquén  | Universitario (P) | 2 - 2      | Colón (SJ)           |
| Fecha 3              | Fecha 3    | Fecha 3           | Fecha 4           | Fecha 4    | Fecha 4              |
| Atlético Neuquén     | 3 - 2      | Universitario (P) | Universitario (P) | 2 - 1      | Sportivo Urquiza (P) |
| Sportivo Urquiza (P) | 0 - 0      | Colón (SJ)        | Atlético Neuquén  | 1 - 1      | Colón (SJ)           |
| Fecha 5              | Fecha 5    | Fecha 5           | Fecha 6           | Fecha 6    | Fecha 6              |
| Sportivo Urquiza (P) | 2 - 1      | Atlético Neuquén  | Universitario (P) | 1 - 3      | Atlético Neuquén     |
| Colón (SJ)           | 2 - 2      | Universitario (P) | Colón (SJ)        | 2 - 2      | Sportivo Urquiza (P) |

Zona 39
| Equipo                 | Pts | PJ | PG | PE | PP | GF | GC | Dif |
| ---------------------- | --- | -- | -- | -- | -- | -- | -- | --- |
| Unión Agrarios Cerrito | 10  | 4  | 3  | 1  | 0  | 6  | 2  | 4   |
| Atlético Diamantino    | 7   | 4  | 2  | 1  | 0  | 7  | 4  | 3   |
| Atlético Litoral       | 0   | 4  | 0  | 0  | 4  | 1  | 8  | -7  |

|  | Clasificado a la Etapa final. |

| Resultados                    | Resultados                    | Resultados                    | Resultados                    | Resultados                    | Resultados                    |
| Local                         | Resultado                     | Visitante                     | Local                         | Resultado                     | Visitante                     |
| ----------------------------- | ----------------------------- | ----------------------------- | ----------------------------- | ----------------------------- | ----------------------------- |
| Fecha 1                       | Fecha 1                       | Fecha 1                       | Fecha 2                       | Fecha 2                       | Fecha 2                       |
| Atlético Litoral              | 0 - 1                         | Unión Agrarios Cerrito        | Atlético Diamantino           | 3 - 0                         | Atlético Litoral              |
| Libre: Atlético Diamantino    | Libre: Atlético Diamantino    | Libre: Atlético Diamantino    | Libre: Unión Agrarios Cerrito | Libre: Unión Agrarios Cerrito | Libre: Unión Agrarios Cerrito |
| Fecha 3                       | Fecha 3                       | Fecha 3                       | Fecha 4                       | Fecha 4                       | Fecha 4                       |
| Unión Agrarios Cerrito        | 1 - 1                         | Atlético Diamantino           | Unión Agrarios Cerrito        | 2 - 0                         | Atlético Litoral              |
| Libre: Atlético Litoral       | Libre: Atlético Litoral       | Libre: Atlético Litoral       | Libre: Atlético Diamantino    | Libre: Atlético Diamantino    | Libre: Atlético Diamantino    |
| Fecha 5                       | Fecha 5                       | Fecha 5                       | Fecha 6                       | Fecha 6                       | Fecha 6                       |
| Atlético Litoral              | 1 - 2                         | Atlético Diamantino           | Atlético Diamantino           | 1 - 2                         | Unión Agrarios Cerrito        |
| Libre: Unión Agrarios Cerrito | Libre: Unión Agrarios Cerrito | Libre: Unión Agrarios Cerrito | Libre: Atlético Litoral       | Libre: Atlético Litoral       | Libre: Atlético Litoral       |

Zona 40
| Equipo                   | Pts | PJ | PG | PE | PP | GF | GC | Dif |
| ------------------------ | --- | -- | -- | -- | -- | -- | -- | --- |
| Real del Padre           | 9   | 6  | 2  | 3  | 1  | 9  | 9  | 0   |
| San Martín (Monte Comán) | 8   | 6  | 2  | 2  | 2  | 6  | 6  | 0   |
| Ferro (General Alvear)   | 8   | 6  | 2  | 2  | 2  | 8  | 8  | 0   |
| Sportivo Pedal           | 7   | 6  | 2  | 1  | 3  | 8  | 8  | 0   |

|  | Clasificado a la Etapa final. |

| Resultados      | Resultados | Resultados      | Resultados      | Resultados | Resultados      |
| Local           | Resultado  | Visitante       | Local           | Resultado  | Visitante       |
| --------------- | ---------- | --------------- | --------------- | ---------- | --------------- |
| Fecha 1         | Fecha 1    | Fecha 1         | Fecha 2         | Fecha 2    | Fecha 2         |
| Real del Padre  | 1 - 1      | Ferro (GA)      | Sportivo Pedal  | 3 - 1      | Real del Padre  |
| San Martín (MC) | 0 - 1      | Sportivo Pedal  | Ferro (GA)      | 2 - 1      | San Martín (MC) |
| Fecha 3         | Fecha 3    | Fecha 3         | Fecha 4         | Fecha 4    | Fecha 4         |
| Real del Padre  | 1 - 1      | San Martín (MC) | Ferro (GA)      | 1 - 2      | Real del Padre  |
| Sportivo Pedal  | 2 - 2      | Ferro (GA)      | Sportivo Pedal  | 0 - 1      | San Martín (MC) |
| Fecha 5         | Fecha 5    | Fecha 5         | Fecha 6         | Fecha 6    | Fecha 6         |
| Real del Padre  | 2 - 1      | Sportivo Pedal  | San Martín (MC) | 2 - 2      | Real del Padre  |
| San Martín (MC) | 1 - 0      | Ferro (GA)      | Ferro (GA)      | 2 - 1      | Sportivo Pedal  |

### Zonas 41 a 50
Zona 41
| Equipo                      | Pts | PJ | PG | PE | PP | GF | GC | Dif |
| --------------------------- | --- | -- | -- | -- | -- | -- | -- | --- |
| Atlético Pilares            | 9   | 4  | 3  | 0  | 1  | 5  | 4  | 1   |
| San Carlos (Eugenio Bustos) | 6   | 4  | 2  | 0  | 2  | 4  | 5  | -1  |
| La Consulta                 | 3   | 4  | 1  | 0  | 3  | 4  | 4  | 0   |

|  | Clasificado a la Etapa final. |

| Resultados              | Resultados              | Resultados              | Resultados              | Resultados              | Resultados              |
| Local                   | Resultado               | Visitante               | Local                   | Resultado               | Visitante               |
| ----------------------- | ----------------------- | ----------------------- | ----------------------- | ----------------------- | ----------------------- |
| Fecha 1                 | Fecha 1                 | Fecha 1                 | Fecha 2                 | Fecha 2                 | Fecha 2                 |
| San Carlos (EB)         | 1 - 0                   | La Consulta             | Atlético Pilares        | 1 - 0                   | San Carlos (EB)         |
| Libre: Atlético Pilares | Libre: Atlético Pilares | Libre: Atlético Pilares | Libre: La Consulta      | Libre: La Consulta      | Libre: La Consulta      |
| Fecha 3                 | Fecha 3                 | Fecha 3                 | Fecha 4                 | Fecha 4                 | Fecha 4                 |
| La Consulta             | 0 - 1                   | Atlético Pilares        | La Consulta             | 1 - 2                   | San Carlos (EB)         |
| Libre: San Carlos (EB)  | Libre: San Carlos (EB)  | Libre: San Carlos (EB)  | Libre: Atlético Pilares | Libre: Atlético Pilares | Libre: Atlético Pilares |
| Fecha 5                 | Fecha 5                 | Fecha 5                 | Fecha 6                 | Fecha 6                 | Fecha 6                 |
| San Carlos (EB)         | 1 - 3                   | Atlético Pilares        | Atlético Pilares        | 0 - 3                   | La Consulta             |
| Libre: La Consulta      | Libre: La Consulta      | Libre: La Consulta      | Libre: San Carlos (EB)  | Libre: San Carlos (EB)  | Libre: San Carlos (EB)  |

Zona 42
| Equipo                           | Pts | PJ | PG | PE | PP | GF | GC | Dif |
| -------------------------------- | --- | -- | -- | -- | -- | -- | -- | --- |
| Deportivo Pucará                 | 11  | 6  | 3  | 2  | 1  | 9  | 6  | 3   |
| Sergi Sport                      | 8   | 6  | 2  | 2  | 2  | 11 | 12 | -1  |
| El Zampal                        | 8   | 6  | 2  | 2  | 2  | 8  | 8  | 0   |
| Independiente Sportivo Las Rosas | 5   | 6  | 1  | 2  | 3  | 10 | 12 | -2  |

|  | Clasificado a la Etapa final. |

| Resultados                       | Resultados | Resultados       | Resultados       | Resultados | Resultados                       |
| Local                            | Resultado  | Visitante        | Local            | Resultado  | Visitante                        |
| -------------------------------- | ---------- | ---------------- | ---------------- | ---------- | -------------------------------- |
| Fecha 1                          | Fecha 1    | Fecha 1          | Fecha 2          | Fecha 2    | Fecha 2                          |
| Independiente Sportivo Las Rosas | 1 - 2      | Deportivo Pucará | El Zampal        | 1 - 1      | Independiente Sportivo Las Rosas |
| Sergi Sport                      | 2 - 0      | El Zampal        | Deportivo Pucará | 3 - 1      | Sergi Sport                      |
| Fecha 3                          | Fecha 3    | Fecha 3          | Fecha 4          | Fecha 4    | Fecha 4                          |
| Independiente Sportivo Las Rosas | 0 - 1      | Sergi Sport      | Deportivo Pucará | 0 - 2      | Independiente Sportivo Las Rosas |
| El Zampal                        | 0 - 2      | Deportivo Pucará | El Zampal        | 3 - 1      | Sergi Sport                      |
| Fecha 5                          | Fecha 5    | Fecha 5          | Fecha 6          | Fecha 6    | Fecha 6                          |
| Independiente Sportivo Las Rosas | 1 - 3      | El Zampal        | Sergi Sport      | 5 - 5      | Independiente Sportivo Las Rosas |
| Sergi Sport                      | 1 - 1      | Deportivo Pucará | Deportivo Pucará | 1 - 1      | El Zampal                        |

Zona 43
| Equipo               | Pts | PJ | PG | PE | PP | GF | GC | Dif |
| -------------------- | --- | -- | -- | -- | -- | -- | -- | --- |
| Andes Talleres 1     | 6   | 4  | 2  | 0  | 2  | 6  | 5  | 1   |
| Deportivo Algarrobal | 6   | 4  | 2  | 0  | 2  | 6  | 6  | 0   |
| Chacras de Coria 1   | 3   | 4  | 1  | 0  | 3  | 2  | 5  | -3  |

|  | Clasificado a la Etapa final. |

1: Su partido correspondiente a la fecha 5 fue suspendido por incidentes. El Tribunal de Disciplina se lo dio por perdido a ambos por 1-0.
| Resultados                  | Resultados                  | Resultados                  | Resultados                  | Resultados                  | Resultados                  |
| Local                       | Resultado                   | Visitante                   | Local                       | Resultado                   | Visitante                   |
| --------------------------- | --------------------------- | --------------------------- | --------------------------- | --------------------------- | --------------------------- |
| Fecha 1                     | Fecha 1                     | Fecha 1                     | Fecha 2                     | Fecha 2                     | Fecha 2                     |
| Chacras de Coria            | 1 - 0                       | Deportivo Algarrobal        | Andes Talleres              | 2 - 0                       | Chacras de Coria            |
| Libre: Andes Talleres       | Libre: Andes Talleres       | Libre: Andes Talleres       | Libre: Deportivo Algarrobal | Libre: Deportivo Algarrobal | Libre: Deportivo Algarrobal |
| Fecha 3                     | Fecha 3                     | Fecha 3                     | Fecha 4                     | Fecha 4                     | Fecha 4                     |
| Deportivo Algarrobal        | 3 - 2                       | Andes Talleres              | Deportivo Algarrobal        | 2 - 1                       | Chacras de Coria            |
| Libre: Chacras de Coria     | Libre: Chacras de Coria     | Libre: Chacras de Coria     | Libre: Andes Talleres       | Libre: Andes Talleres       | Libre: Andes Talleres       |
| Fecha 5                     | Fecha 5                     | Fecha 5                     | Fecha 6                     | Fecha 6                     | Fecha 6                     |
| Chacras de Coria            | PP - PP                     | Andes Talleres              | Andes Talleres              | 2 - 1                       | Deportivo Algarrobal        |
| Libre: Deportivo Algarrobal | Libre: Deportivo Algarrobal | Libre: Deportivo Algarrobal | Libre: Chacras de Coria     | Libre: Chacras de Coria     | Libre: Chacras de Coria     |

Zona 44
| Equipo            | Pts | PJ | PG | PE | PP | GF | GC | Dif |
| ----------------- | --- | -- | -- | -- | -- | -- | -- | --- |
| Leonardo Murialdo | 10  | 4  | 3  | 1  | 0  | 8  | 4  | 4   |
| La Libertad       | 4   | 4  | 1  | 1  | 2  | 7  | 6  | 1   |
| La Amistad        | 3   | 4  | 1  | 0  | 3  | 4  | 9  | -5  |

|  | Clasificado a la Etapa final. |

| Resultados               | Resultados               | Resultados               | Resultados               | Resultados               | Resultados               |
| Local                    | Resultado                | Visitante                | Local                    | Resultado                | Visitante                |
| ------------------------ | ------------------------ | ------------------------ | ------------------------ | ------------------------ | ------------------------ |
| Fecha 1                  | Fecha 1                  | Fecha 1                  | Fecha 2                  | Fecha 2                  | Fecha 2                  |
| La Amistad               | 0 - 4                    | La Libertad              | Leonardo Murialdo        | 1 - 0                    | La Amistad               |
| Libre: Leonardo Murialdo | Libre: Leonardo Murialdo | Libre: Leonardo Murialdo | Libre: La Libertad       | Libre: La Libertad       | Libre: La Libertad       |
| Fecha 3                  | Fecha 3                  | Fecha 3                  | Fecha 4                  | Fecha 4                  | Fecha 4                  |
| La Libertad              | 2 - 2                    | Leonardo Murialdo        | La Libertad              | 1 - 2                    | La Amistad               |
| Libre: La Amistad        | Libre: La Amistad        | Libre: La Amistad        | Libre: Leonardo Murialdo | Libre: Leonardo Murialdo | Libre: Leonardo Murialdo |
| Fecha 5                  | Fecha 5                  | Fecha 5                  | Fecha 6                  | Fecha 6                  | Fecha 6                  |
| La Amistad               | 2 - 3                    | Leonardo Murialdo        | Leonardo Murialdo        | 2 - 0                    | La Libertad              |
| Libre: La Libertad       | Libre: La Libertad       | Libre: La Libertad       | Libre: La Amistad        | Libre: La Amistad        | Libre: La Amistad        |

Zona 45
| Equipo                           | Pts | PJ | PG | PE | PP | GF | GC | Dif |
| -------------------------------- | --- | -- | -- | -- | -- | -- | -- | --- |
| Peñaflor                         | 11  | 6  | 3  | 2  | 1  | 10 | 9  | 1   |
| Juventud Unida (Pocito)          | 9   | 6  | 2  | 3  | 1  | 10 | 9  | 1   |
| Sportivo San Isidro (San Martín) | 9   | 6  | 2  | 3  | 1  | 10 | 5  | 5   |
| Deportivo La Chimbera            | 2   | 6  | 0  | 2  | 4  | 4  | 11 | -7  |

|  | Clasificado a la Etapa final. |

| Resultados            | Resultados | Resultados               | Resultados               | Resultados | Resultados            |
| Local                 | Resultado  | Visitante                | Local                    | Resultado  | Visitante             |
| --------------------- | ---------- | ------------------------ | ------------------------ | ---------- | --------------------- |
| Fecha 1               | Fecha 1    | Fecha 1                  | Fecha 2                  | Fecha 2    | Fecha 2               |
| Peñaflor              | 0 - 3      | Sportivo San Isidro (SM) | Deportivo La Chimbera    | 0 - 2      | Peñaflor              |
| Juventud Unida (P)    | 1 - 1      | Deportivo La Chimbera    | Sportivo San Isidro (SM) | 1 - 1      | Juventud Unida (P)    |
| Fecha 3               | Fecha 3    | Fecha 3                  | Fecha 4                  | Fecha 4    | Fecha 4               |
| Peñaflor              | 2 - 2      | Juventud Unida (P)       | Sportivo San Isidro (SM) | 1 - 1      | Peñaflor              |
| Deportivo La Chimbera | 0 - 0      | Sportivo San Isidro (SM) | Deportivo La Chimbera    | 1 - 2      | Juventud Unida (P)    |
| Fecha 5               | Fecha 5    | Fecha 5                  | Fecha 6                  | Fecha 6    | Fecha 6               |
| Peñaflor              | 2 - 1      | Deportivo La Chimbera    | Juventud Unida (P)       | 2 - 3      | Peñaflor              |
| Juventud Unida (P)    | 2 - 1      | Sportivo San Isidro (SM) | Sportivo San Isidro (SM) | 4 - 1      | Deportivo La Chimbera |

Zona 46
| Equipo                | Pts | PJ | PG | PE | PP | GF | GC | Dif |
| --------------------- | --- | -- | -- | -- | -- | -- | -- | --- |
| San Miguel (San Juan) | 14  | 6  | 4  | 2  | 0  | 8  | 2  | 6   |
| Árbol Verde           | 8   | 6  | 2  | 2  | 2  | 5  | 6  | -1  |
| 9 de julio (San Juan) | 6   | 6  | 1  | 3  | 2  | 4  | 5  | -1  |
| Sportivo Huarpes      | 4   | 6  | 1  | 1  | 4  | 6  | 10 | -4  |

|  | Clasificado a la Etapa final. |

| Resultados       | Resultados | Resultados      | Resultados      | Resultados | Resultados       |
| Local            | Resultado  | Visitante       | Local           | Resultado  | Visitante        |
| ---------------- | ---------- | --------------- | --------------- | ---------- | ---------------- |
| Fecha 1          | Fecha 1    | Fecha 1         | Fecha 2         | Fecha 2    | Fecha 2          |
| Sportivo Huarpes | 0 - 1      | San Miguel (SJ) | 9 de julio (SJ) | 2 - 0      | Sportivo Huarpes |
| Árbol Verde      | 1 - 0      | 9 de julio (SJ) | San Miguel (SJ) | 2 - 0      | Árbol Verde      |
| Fecha 3          | Fecha 3    | Fecha 3         | Fecha 4         | Fecha 4    | Fecha 4          |
| Sportivo Huarpes | 2 - 3      | Árbol Verde     | San Miguel (SJ) | 3 - 2      | Sportivo Huarpes |
| 9 de julio (SJ)  | 0 - 0      | San Miguel (SJ) | 9 de julio (SJ) | 1 - 1      | Árbol Verde      |
| Fecha 5          | Fecha 5    | Fecha 5         | Fecha 6         | Fecha 6    | Fecha 6          |
| Sportivo Huarpes | 1 - 1      | 9 de julio (SJ) | Árbol Verde     | 0 - 1      | Sportivo Huarpes |
| Árbol Verde      | 0 - 0      | San Miguel (SJ) | San Miguel (SJ) | 2 - 0      | 9 de julio (SJ)  |

Zona 47
| Equipo                     | Pts | PJ | PG | PE | PP | GF | GC | Dif |
| -------------------------- | --- | -- | -- | -- | -- | -- | -- | --- |
| San Martín Iglesia (Rodeo) | 14  | 6  | 4  | 2  | 0  | 14 | 2  | 12  |
| Argentino (La Florida)     | 10  | 6  | 2  | 4  | 0  | 10 | 5  | 5   |
| Estrella (Jáchal)          | 7   | 6  | 2  | 1  | 3  | 6  | 7  | -1  |
| Los Andes (Tudcum)         | 1   | 6  | 0  | 1  | 5  | 5  | 21 | -16 |

|  | Clasificado a la Etapa final. |

| Resultados             | Resultados | Resultados     | Resultados     | Resultados | Resultados             |
| Local                  | Resultado  | Visitante      | Local          | Resultado  | Visitante              |
| ---------------------- | ---------- | -------------- | -------------- | ---------- | ---------------------- |
| Fecha 1                | Fecha 1    | Fecha 1        | Fecha 2        | Fecha 2    | Fecha 2                |
| San Martín Iglesia (R) | 5 - 0      | Los Andes (T)  | Estrella (J)   | 0 - 3      | San Martín Iglesia (R) |
| Argentino (LF)         | 1 - 0      | Estrella (J)   | Los Andes (T)  | 3 - 3      | Argentino (LF)         |
| Fecha 3                | Fecha 3    | Fecha 3        | Fecha 4        | Fecha 4    | Fecha 4                |
| San Martín Iglesia (R) | 1 - 1      | Argentino (LF) | Los Andes (T)  | 0 - 3      | San Martín Iglesia (R) |
| Estrella (J)           | 2 - 1      | Los Andes (T)  | Estrella (J)   | 0 - 0      | Argentino (LF)         |
| Fecha 5                | Fecha 5    | Fecha 5        | Fecha 6        | Fecha 6    | Fecha 6                |
| San Martín Iglesia (R) | 1 - 0      | Estrella (J)   | Argentino (LF) | 1 - 1      | San Martín Iglesia (R) |
| Argentino (LF)         | 4 - 0      | Los Andes (T)  | Los Andes (T)  | 1 - 4      | Estrella (J)           |

Zona 48
| Equipo                             | Pts | PJ | PG | PE | PP | GF | GC | Dif |
| ---------------------------------- | --- | -- | -- | -- | -- | -- | -- | --- |
| San Luis (Belén)                   | 13  | 6  | 4  | 1  | 1  | 15 | 3  | 12  |
| Progreso (Tinogasta)               | 11  | 6  | 3  | 2  | 1  | 7  | 4  | 3   |
| Tinogasta Central                  | 9   | 6  | 2  | 3  | 1  | 6  | 5  | 1   |
| Defensores de Belgrano (San Pedro) | 0   | 6  | 0  | 0  | 6  | 4  | 20 | -16 |

|  | Clasificado a la Etapa final. |

| Resultados                  | Resultados | Resultados                  | Resultados                  | Resultados | Resultados                  |
| Local                       | Resultado  | Visitante                   | Local                       | Resultado  | Visitante                   |
| --------------------------- | ---------- | --------------------------- | --------------------------- | ---------- | --------------------------- |
| Fecha 1                     | Fecha 1    | Fecha 1                     | Fecha 2                     | Fecha 2    | Fecha 2                     |
| Tinogasta Central           | 0 - 0      | Progreso (T)                | San Luis (B)                | 2 - 0      | Tinogasta Central           |
| Defensores de Belgrano (SP) | 1 - 5      | San Luis (B)                | Progreso (T)                | 2 - 0      | Defensores de Belgrano (SP) |
| Fecha 3                     | Fecha 3    | Fecha 3                     | Fecha 4                     | Fecha 4    | Fecha 4                     |
| San Luis (B)                | 3 - 0      | Progreso (T)                | Progreso (T)                | 0 - 0      | Tinogasta Central           |
| Tinogasta Central           | 4 - 2      | Defensores de Belgrano (SP) | San Luis (B)                | 4 - 0      | Defensores de Belgrano (SP) |
| Fecha 5                     | Fecha 5    | Fecha 5                     | Fecha 6                     | Fecha 6    | Fecha 6                     |
| Tinogasta Central           | 1 - 1      | San Luis (B)                | Progreso (T)                | 1 - 0      | San Luis (B)                |
| Defensores de Belgrano (SP) | 1 - 4      | Progreso (T)                | Defensores de Belgrano (SP) | 0 - 1      | Tinogasta Central           |

Zona 49
| Equipo                        | Pts | PJ | PG | PE | PP | GF | GC | Dif |
| ----------------------------- | --- | -- | -- | -- | -- | -- | -- | --- |
| Américo Tesorieri (Catamarca) | 10  | 4  | 3  | 1  | 0  | 11 | 4  | 7   |
| Deportivo Los Sureños         | 7   | 4  | 2  | 1  | 1  | 8  | 7  | 1   |
| Coronel Daza                  | 0   | 4  | 0  | 0  | 4  | 4  | 12 | -8  |

|  | Clasificado a la Etapa final. |

| Resultados                   | Resultados                   | Resultados                   | Resultados                   | Resultados                   | Resultados                   |
| Local                        | Resultado                    | Visitante                    | Local                        | Resultado                    | Visitante                    |
| ---------------------------- | ---------------------------- | ---------------------------- | ---------------------------- | ---------------------------- | ---------------------------- |
| Fecha 1                      | Fecha 1                      | Fecha 1                      | Fecha 2                      | Fecha 2                      | Fecha 2                      |
| Coronel Daza                 | 2 - 3                        | Deportivo Los Sureños        | Américo Tesorieri (C)        | 4 - 0                        | Coronel Daza                 |
| Libre: Américo Tesorieri (C) | Libre: Américo Tesorieri (C) | Libre: Américo Tesorieri (C) | Libre: Deportivo Los Sureños | Libre: Deportivo Los Sureños | Libre: Deportivo Los Sureños |
| Fecha 3                      | Fecha 3                      | Fecha 3                      | Fecha 4                      | Fecha 4                      | Fecha 4                      |
| Deportivo Los Sureños        | 0 - 1                        | Américo Tesorieri (C)        | Deportivo Los Sureños        | 2 - 1                        | Coronel Daza                 |
| Libre: Coronel Daza          | Libre: Coronel Daza          | Libre: Coronel Daza          | Libre: Américo Tesorieri (C) | Libre: Américo Tesorieri (C) | Libre: Américo Tesorieri (C) |
| Fecha 5                      | Fecha 5                      | Fecha 5                      | Fecha 6                      | Fecha 6                      | Fecha 6                      |
| Coronel Daza                 | 1 - 3                        | Américo Tesorieri (C)        | Américo Tesorieri (C)        | 3 - 3                        | Deportivo Los Sureños        |
| Libre: Deportivo Los Sureños | Libre: Deportivo Los Sureños | Libre: Deportivo Los Sureños | Libre: Coronel Daza          | Libre: Coronel Daza          | Libre: Coronel Daza          |

Zona 50
| Equipo                               | Pts | PJ | PG | PE | PP | GF | GC | Dif |
| ------------------------------------ | --- | -- | -- | -- | -- | -- | -- | --- |
| Vélez Sarsfield (Andalgalá)          | 15  | 6  | 5  | 0  | 1  | 13 | 8  | 5   |
| Jorge Newbery (Pomán)                | 12  | 6  | 4  | 0  | 2  | 13 | 8  | 5   |
| Ferrocarriles del Estado (Chumbicha) | 6   | 6  | 2  | 0  | 4  | 8  | 10 | -2  |
| Federación Agraria Argentina         | 3   | 6  | 1  | 0  | 5  | 6  | 14 | -8  |

|  | Clasificado a la Etapa final. |

| Resultados                   | Resultados | Resultados                   | Resultados                   | Resultados | Resultados                   |
| Local                        | Resultado  | Visitante                    | Local                        | Resultado  | Visitante                    |
| ---------------------------- | ---------- | ---------------------------- | ---------------------------- | ---------- | ---------------------------- |
| Fecha 1                      | Fecha 1    | Fecha 1                      | Fecha 2                      | Fecha 2    | Fecha 2                      |
| Jorge Newbery (P)            | 1 - 2      | Vélez Sarsfield (A)          | Federación Agraria Argentina | 1 - 2      | Jorge Newbery (P)            |
| Ferrocarriles del Estado (C) | 3 - 1      | Federación Agraria Argentina | Vélez Sarsfield (A)          | 3 - 2      | Ferrocarriles del Estado (C) |
| Fecha 3                      | Fecha 3    | Fecha 3                      | Fecha 4                      | Fecha 4    | Fecha 4                      |
| Jorge Newbery (P)            | 1 - 0      | Ferrocarriles del Estado (C) | Vélez Sarsfield (A)          | 3 - 1      | Jorge Newbery (P)            |
| Federación Agraria Argentina | 0 - 1      | Vélez Sarsfield (A)          | Federación Agraria Argentina | 1 - 0      | Ferrocarriles del Estado (C) |
| Fecha 5                      | Fecha 5    | Fecha 5                      | Fecha 6                      | Fecha 6    | Fecha 6                      |
| Jorge Newbery (P)            | 5 - 1      | Federación Agraria Argentina | Ferrocarriles del Estado (C) | 1 - 3      | Jorge Newbery (P)            |
| Ferrocarriles del Estado (C) | 2 - 1      | Vélez Sarsfield (A)          | Vélez Sarsfield (A)          | 3 - 2      | Federación Agraria Argentina |

### Zonas 51 a 60
Zona 51
| Equipo                  | Pts | PJ | PG | PE | PP | GF | GC | Dif |
| ----------------------- | --- | -- | -- | -- | -- | -- | -- | --- |
| Instituto Tráfico       | 15  | 6  | 5  | 0  | 1  | 15 | 8  | 7   |
| Central Norte Argentino | 11  | 6  | 3  | 2  | 1  | 14 | 7  | 7   |
| Unión Friense           | 5   | 6  | 1  | 2  | 3  | 15 | 14 | 1   |
| Pedro Cano              | 3   | 6  | 1  | 0  | 5  | 6  | 21 | -15 |

|  | Clasificado a la Etapa final. |

| Resultados              | Resultados | Resultados        | Resultados        | Resultados | Resultados              |
| Local                   | Resultado  | Visitante         | Local             | Resultado  | Visitante               |
| ----------------------- | ---------- | ----------------- | ----------------- | ---------- | ----------------------- |
| Fecha 1                 | Fecha 1    | Fecha 1           | Fecha 2           | Fecha 2    | Fecha 2                 |
| Central Norte Argentino | 3 - 0      | Pedro Cano        | Instituto Tráfico | 0 - 4      | Central Norte Argentino |
| Unión Friense           | 1 - 4      | Instituto Tráfico | Pedro Cano        | 4 - 3      | Unión Friense           |
| Fecha 3                 | Fecha 3    | Fecha 3           | Fecha 4           | Fecha 4    | Fecha 4                 |
| Central Norte Argentino | 1 - 1      | Unión Friense     | Pedro Cano        | 2 - 3      | Central Norte Argentino |
| Instituto Tráfico       | 2 - 0      | Pedro Cano        | Instituto Tráfico | 3 - 2      | Unión Friense           |
| Fecha 5                 | Fecha 5    | Fecha 5           | Fecha 6           | Fecha 6    | Fecha 6                 |
| Central Norte Argentino | 1 - 2      | Instituto Tráfico | Unión Friense     | 2 - 2      | Central Norte Argentino |
| Unión Friense           | 6 - 0      | Pedro Cano        | Pedro Cano        | 0 - 4      | Instituto Tráfico       |

Zona 52
| Equipo                            | Pts | PJ | PG | PE | PP | GF | GC | Dif |
| --------------------------------- | --- | -- | -- | -- | -- | -- | -- | --- |
| Estudiantes (Santiago del Estero) | 14  | 6  | 4  | 2  | 0  | 10 | 3  | 7   |
| Argentino (Termas de Río Hondo)   | 7   | 6  | 1  | 4  | 1  | 5  | 5  | 0   |
| Sportivo Fernández                | 6   | 6  | 1  | 3  | 2  | 9  | 6  | 3   |
| Barrio Adela                      | 3   | 6  | 0  | 3  | 3  | 6  | 16 | -10 |

|  | Clasificado a la Etapa final. |

| Resultados         | Resultados | Resultados         | Resultados         | Resultados | Resultados         |
| Local              | Resultado  | Visitante          | Local              | Resultado  | Visitante          |
| ------------------ | ---------- | ------------------ | ------------------ | ---------- | ------------------ |
| Fecha 1            | Fecha 1    | Fecha 1            | Fecha 2            | Fecha 2    | Fecha 2            |
| Argentino (TdRH)   | 1 - 1      | Barrio Adela       | Estudiantes (SdE)  | 0 - 0      | Argentino (TdRH)   |
| Sportivo Fernández | 0 - 0      | Estudiantes (SdE)  | Barrio Adela       | 0 - 0      | Sportivo Fernández |
| Fecha 3            | Fecha 3    | Fecha 3            | Fecha 4            | Fecha 4    | Fecha 4            |
| Argentino (TdRH)   | 2 - 1      | Sportivo Fernández | Barrio Adela       | 1 - 1      | Argentino (TdRH)   |
| Estudiantes (SdE)  | 4 - 1      | Barrio Adela       | Estudiantes (SdE)  | 2 - 0      | Sportivo Fernández |
| Fecha 5            | Fecha 5    | Fecha 5            | Fecha 6            | Fecha 6    | Fecha 6            |
| Argentino (TdRH)   | 0 - 1      | Estudiantes (SdE)  | Sportivo Fernández | 1 - 1      | Argentino (TdRH)   |
| Sportivo Fernández | 7 - 1      | Barrio Adela       | Barrio Adela       | 2 - 3      | Estudiantes (SdE)  |

Zona 53
| Equipo                  | Pts | PJ | PG | PE | PP | GF | GC | Dif |
| ----------------------- | --- | -- | -- | -- | -- | -- | -- | --- |
| Sportivo Guzmán         | 7   | 4  | 2  | 1  | 1  | 4  | 3  | 1   |
| Central Norte (Tucumán) | 7   | 4  | 2  | 1  | 1  | 6  | 3  | 3   |
| Deportivo La Florida    | 3   | 4  | 1  | 0  | 3  | 5  | 9  | -4  |

|  | Clasificado a la Etapa final. |

| Resultados                  | Resultados                  | Resultados                  | Resultados                  | Resultados                  | Resultados                  |
| Local                       | Resultado                   | Visitante                   | Local                       | Resultado                   | Visitante                   |
| --------------------------- | --------------------------- | --------------------------- | --------------------------- | --------------------------- | --------------------------- |
| Fecha 1                     | Fecha 1                     | Fecha 1                     | Fecha 2                     | Fecha 2                     | Fecha 2                     |
| Sportivo Guzmán             | 0 - 0                       | Central Norte (T)           | Deportivo La Florida        | 2 - 1                       | Sportivo Guzmán             |
| Libre: Deportivo La Florida | Libre: Deportivo La Florida | Libre: Deportivo La Florida | Libre: Central Norte (T)    | Libre: Central Norte (T)    | Libre: Central Norte (T)    |
| Fecha 3                     | Fecha 3                     | Fecha 3                     | Fecha 4                     | Fecha 4                     | Fecha 4                     |
| Central Norte (T)           | 1 - 0                       | Deportivo La Florida        | Central Norte (T)           | 0 - 1                       | Sportivo Guzmán             |
| Libre: Sportivo Guzmán      | Libre: Sportivo Guzmán      | Libre: Sportivo Guzmán      | Libre: Deportivo La Florida | Libre: Deportivo La Florida | Libre: Deportivo La Florida |
| Fecha 5                     | Fecha 5                     | Fecha 5                     | Fecha 6                     | Fecha 6                     | Fecha 6                     |
| Sportivo Guzmán             | 2 - 1                       | Deportivo La Florida        | Deportivo La Florida        | 2 - 5                       | Central Norte (T)           |
| Libre: Central Norte (T)    | Libre: Central Norte (T)    | Libre: Central Norte (T)    | Libre: Sportivo Guzmán      | Libre: Sportivo Guzmán      | Libre: Sportivo Guzmán      |

Zona 54
| Equipo                         | Pts | PJ | PG | PE | PP | GF | GC | Dif |
| ------------------------------ | --- | -- | -- | -- | -- | -- | -- | --- |
| Deportivo Estrella (Taco Pozo) | 6   | 4  | 1  | 3  | 0  | 7  | 6  | 1   |
| Juventud Unida del Triángulo   | 5   | 4  | 1  | 2  | 1  | 7  | 4  | 3   |
| Belgrano (Monte Quemado)       | 3   | 4  | 0  | 3  | 1  | 5  | 9  | -4  |

|  | Clasificado a la Etapa final. |

| Resultados                          | Resultados                          | Resultados                          | Resultados                          | Resultados                          | Resultados                          |
| Local                               | Resultado                           | Visitante                           | Local                               | Resultado                           | Visitante                           |
| ----------------------------------- | ----------------------------------- | ----------------------------------- | ----------------------------------- | ----------------------------------- | ----------------------------------- |
| Fecha 1                             | Fecha 1                             | Fecha 1                             | Fecha 2                             | Fecha 2                             | Fecha 2                             |
| Juventud Unida del Triángulo        | 5 - 1                               | Belgrano (MQ)                       | Deportivo Estrella (TP)             | 1 - 1                               | Juventud Unida del Triángulo        |
| Libre: Deportivo Estrella (TP)      | Libre: Deportivo Estrella (TP)      | Libre: Deportivo Estrella (TP)      | Libre: Belgrano (MQ)                | Libre: Belgrano (MQ)                | Libre: Belgrano (MQ)                |
| Fecha 3                             | Fecha 3                             | Fecha 3                             | Fecha 4                             | Fecha 4                             | Fecha 4                             |
| Belgrano (MQ)                       | 1 - 1                               | Deportivo Estrella (TP)             | Belgrano (MQ)                       | 0 - 0                               | Juventud Unida del Triángulo        |
| Libre: Juventud Unida del Triángulo | Libre: Juventud Unida del Triángulo | Libre: Juventud Unida del Triángulo | Libre: Deportivo Estrella (TP)      | Libre: Deportivo Estrella (TP)      | Libre: Deportivo Estrella (TP)      |
| Fecha 5                             | Fecha 5                             | Fecha 5                             | Fecha 6                             | Fecha 6                             | Fecha 6                             |
| Juventud Unida del Triángulo        | 1 - 2                               | Deportivo Estrella (TP)             | Deportivo Estrella (TP)             | 3 - 3                               | Belgrano (MQ)                       |
| Libre: Belgrano (MQ)                | Libre: Belgrano (MQ)                | Libre: Belgrano (MQ)                | Libre: Juventud Unida del Triángulo | Libre: Juventud Unida del Triángulo | Libre: Juventud Unida del Triángulo |

Zona 55
| Equipo                 | Pts | PJ | PG | PE | PP | GF | GC | Dif |
| ---------------------- | --- | -- | -- | -- | -- | -- | -- | --- |
| Talleres (Añatuya)     | 10  | 4  | 3  | 1  | 0  | 10 | 4  | 6   |
| San Martín (Quimilí)   | 4   | 4  | 1  | 1  | 2  | 4  | 7  | -3  |
| Unión Talleres Fábrica | 2   | 4  | 0  | 2  | 2  | 3  | 6  | -3  |

|  | Clasificado a la Etapa final. |

| Resultados                    | Resultados                    | Resultados                    | Resultados                    | Resultados                    | Resultados                    |
| Local                         | Resultado                     | Visitante                     | Local                         | Resultado                     | Visitante                     |
| ----------------------------- | ----------------------------- | ----------------------------- | ----------------------------- | ----------------------------- | ----------------------------- |
| Fecha 1                       | Fecha 1                       | Fecha 1                       | Fecha 2                       | Fecha 2                       | Fecha 2                       |
| Unión Talleres Fábrica        | 0 - 1                         | San Martín (Q)                | Talleres (A)                  | 3 - 1                         | Unión Talleres Fábrica        |
| Libre: Talleres (A)           | Libre: Talleres (A)           | Libre: Talleres (A)           | Libre: San Martín (Q)         | Libre: San Martín (Q)         | Libre: San Martín (Q)         |
| Fecha 3                       | Fecha 3                       | Fecha 3                       | Fecha 4                       | Fecha 4                       | Fecha 4                       |
| San Martín (Q)                | 1 - 2                         | Talleres (A)                  | San Martín (Q)                | 1 - 1                         | Unión Talleres Fábrica        |
| Libre: Unión Talleres Fábrica | Libre: Unión Talleres Fábrica | Libre: Unión Talleres Fábrica | Libre: Talleres (A)           | Libre: Talleres (A)           | Libre: Talleres (A)           |
| Fecha 5                       | Fecha 5                       | Fecha 5                       | Fecha 6                       | Fecha 6                       | Fecha 6                       |
| Unión Talleres Fábrica        | 1 - 1                         | Talleres (A)                  | Talleres (A)                  | 4 - 1                         | San Martín (Q)                |
| Libre: San Martín (Q)         | Libre: San Martín (Q)         | Libre: San Martín (Q)         | Libre: Unión Talleres Fábrica | Libre: Unión Talleres Fábrica | Libre: Unión Talleres Fábrica |

Zona 56
| Equipo                              | Pts | PJ | PG | PE | PP | GF | GC | Dif |
| ----------------------------------- | --- | -- | -- | -- | -- | -- | -- | --- |
| Olimpia Oriental (Rosario de Lerma) | 11  | 6  | 3  | 2  | 1  | 10 | 8  | 2   |
| Deportivo San Antonio               | 8   | 6  | 2  | 2  | 2  | 8  | 11 | -3  |
| Villa San Antonio                   | 8   | 6  | 2  | 2  | 2  | 14 | 10 | 4   |
| Unión Correos Castellanos           | 6   | 6  | 2  | 0  | 4  | 10 | 13 | -3  |

|  | Clasificado a la Etapa final. |

| Resultados                | Resultados | Resultados                | Resultados                | Resultados | Resultados                |
| Local                     | Resultado  | Visitante                 | Local                     | Resultado  | Visitante                 |
| ------------------------- | ---------- | ------------------------- | ------------------------- | ---------- | ------------------------- |
| Fecha 1                   | Fecha 1    | Fecha 1                   | Fecha 2                   | Fecha 2    | Fecha 2                   |
| Deportivo San Antonio     | 0 - 0      | Olimpia Oriental (RdL)    | Unión Correos Castellanos | 4 - 0      | Deportivo San Antonio     |
| Villa San Antonio         | 4 - 0      | Unión Correos Castellanos | Olimpia Oriental (RdL)    | 1 - 1      | Villa San Antonio         |
| Fecha 3                   | Fecha 3    | Fecha 3                   | Fecha 4                   | Fecha 4    | Fecha 4                   |
| Deportivo San Antonio     | 2 - 2      | Villa San Antonio         | Olimpia Oriental (RdL)    | 3 - 2      | Deportivo San Antonio     |
| Unión Correos Castellanos | 2 - 0      | Olimpia Oriental (RdL)    | Unión Correos Castellanos | 2 - 4      | Villa San Antonio         |
| Fecha 5                   | Fecha 5    | Fecha 5                   | Fecha 6                   | Fecha 6    | Fecha 6                   |
| Deportivo San Antonio     | 2 - 1      | Unión Correos Castellanos | Villa San Antonio         | 1 - 2      | Deportivo San Antonio     |
| Villa San Antonio         | 2 - 3      | Olimpia Oriental (RdL)    | Olimpia Oriental (RdL)    | 3 - 1      | Unión Correos Castellanos |

Zona 57
| Equipo                | Pts | PJ | PG | PE | PP | GF | GC | Dif |
| --------------------- | --- | -- | -- | -- | -- | -- | -- | --- |
| Atlético Cerrillos    | 14  | 6  | 4  | 2  | 0  | 14 | 4  | 10  |
| Unión Huaytiquina     | 9   | 6  | 2  | 3  | 1  | 11 | 8  | 3   |
| Libertad (San Carlos) | 6   | 6  | 1  | 3  | 2  | 8  | 7  | 1   |
| Rivadavia (Cafayate)  | 3   | 6  | 1  | 0  | 5  | 4  | 18 | -14 |

|  | Clasificado a la Etapa final. |

| Resultados         | Resultados | Resultados        | Resultados        | Resultados | Resultados         |
| Local              | Resultado  | Visitante         | Local             | Resultado  | Visitante          |
| ------------------ | ---------- | ----------------- | ----------------- | ---------- | ------------------ |
| Fecha 1            | Fecha 1    | Fecha 1           | Fecha 2           | Fecha 2    | Fecha 2            |
| Atlético Cerrillos | 2 - 0      | Unión Huaytiquina | Rivadavia (C)     | 1 - 6      | Atlético Cerrillos |
| Libertad (SC)      | 0 - 1      | Rivadavia (C)     | Unión Huaytiquina | 2 - 2      | Libertad (SC)      |
| Fecha 3            | Fecha 3    | Fecha 3           | Fecha 4           | Fecha 4    | Fecha 4            |
| Atlético Cerrillos | 1 - 0      | Libertad (SC)     | Unión Huaytiquina | 1 - 1      | Atlético Cerrillos |
| Rivadavia (C)      | 0 - 1      | Unión Huaytiquina | Rivadavia (C)     | 0 - 3      | Libertad (SC)      |
| Fecha 5            | Fecha 5    | Fecha 5           | Fecha 6           | Fecha 6    | Fecha 6            |
| Atlético Cerrillos | 3 - 1      | Rivadavia (C)     | Libertad (SC)     | 1 - 1      | Atlético Cerrillos |
| Libertad (SC)      | 2 - 2      | Unión Huaytiquina | Unión Huaytiquina | 5 - 1      | Rivadavia (C)      |

Zona 58
| Equipo               | Pts | PJ | PG | PE | PP | GF | GC | Dif |
| -------------------- | --- | -- | -- | -- | -- | -- | -- | --- |
| Deportivo Río Dorado | 12  | 4  | 4  | 0  | 0  | 10 | 0  | 10  |
| Deportivo Quebrachal | 6   | 4  | 2  | 0  | 2  | 10 | 3  | 7   |
| Atlético Ceibalito   | 0   | 4  | 0  | 0  | 4  | 1  | 18 | -17 |

|  | Clasificado a la Etapa final. |

| Resultados                     | Resultados                     | Resultados                     | Resultados                     | Resultados                     | Resultados                     |
| Local                          | Resultado                      | Visitante                      | Local                          | Resultado                      | Visitante                      |
| ------------------------------ | ------------------------------ | ------------------------------ | ------------------------------ | ------------------------------ | ------------------------------ |
| Fecha 1                        | Fecha 1                        | Fecha 1                        | Fecha 2                        | Fecha 2                        | Fecha 2                        |
| Deportivo El Quebrachal        | 0 - 1                          | Deportivo Río Dorado           | Atlético Ceibalito             | 1 - 3                          | Deportivo El Quebrachal        |
| Libre: Atlético Ceibalito      | Libre: Atlético Ceibalito      | Libre: Atlético Ceibalito      | Libre: Deportivo Río Dorado    | Libre: Deportivo Río Dorado    | Libre: Deportivo Río Dorado    |
| Fecha 3                        | Fecha 3                        | Fecha 3                        | Fecha 4                        | Fecha 4                        | Fecha 4                        |
| Deportivo Río Dorado           | 5 - 0                          | Atlético Ceibalito             | Deportivo Río Dorado           | 1 - 0                          | Deportivo El Quebrachal        |
| Libre: Deportivo El Quebrachal | Libre: Deportivo El Quebrachal | Libre: Deportivo El Quebrachal | Libre: Atlético Ceibalito      | Libre: Atlético Ceibalito      | Libre: Atlético Ceibalito      |
| Fecha 5                        | Fecha 5                        | Fecha 5                        | Fecha 6                        | Fecha 6                        | Fecha 6                        |
| Deportivo El Quebrachal        | 7 - 0                          | Atlético Ceibalito             | Atlético Ceibalito             | 0 - 3                          | Deportivo Río Dorado           |
| Libre: Deportivo Río Dorado    | Libre: Deportivo Río Dorado    | Libre: Deportivo Río Dorado    | Libre: Deportivo El Quebrachal | Libre: Deportivo El Quebrachal | Libre: Deportivo El Quebrachal |

Zona 59
| Equipo                   | Pts | PJ | PG | PE | PP | GF | GC | Dif |
| ------------------------ | --- | -- | -- | -- | -- | -- | -- | --- |
| Atlético Normal Rosarino | 10  | 6  | 3  | 1  | 2  | 10 | 7  | 3   |
| Villa Beba               | 9   | 6  | 3  | 0  | 3  | 8  | 10 | -2  |
| Deportivo Michel (Metán) | 8   | 6  | 2  | 2  | 2  | 10 | 10 | 0   |
| Central Norte (Metán)    | 7   | 6  | 2  | 1  | 3  | 9  | 10 | -1  |

|  | Clasificado a la Etapa final. |

| Resultados               | Resultados | Resultados        | Resultados        | Resultados | Resultados               |
| Local                    | Resultado  | Visitante         | Local             | Resultado  | Visitante                |
| ------------------------ | ---------- | ----------------- | ----------------- | ---------- | ------------------------ |
| Fecha 1                  | Fecha 1    | Fecha 1           | Fecha 2           | Fecha 2    | Fecha 2                  |
| Atlético Normal Rosarino | 0 - 1      | Villa Beba        | Deportivo Michel  | 1 - 0      | Atlético Normal Rosarino |
| Central Norte (M)        | 1 - 0      | Deportivo Michel  | Villa Beba        | 2 - 0      | Central Norte (M)        |
| Fecha 3                  | Fecha 3    | Fecha 3           | Fecha 4           | Fecha 4    | Fecha 4                  |
| Atlético Normal Rosarino | 1 - 0      | Central Norte (M) | Villa Beba        | 0 - 2      | Atlético Normal Rosarino |
| Deportivo Michel         | 2 - 1      | Villa Beba        | Deportivo Michel  | 2 - 2      | Central Norte (M)        |
| Fecha 5                  | Fecha 5    | Fecha 5           | Fecha 6           | Fecha 6    | Fecha 6                  |
| Atlético Normal Rosarino | 3 - 3      | Deportivo Michel  | Central Norte (M) | 2 - 4      | Atlético Normal Rosarino |
| Central Norte (M)        | 4 - 1      | Villa Beba        | Villa Beba        | 3 - 2      | Deportivo Michel         |

Zona 60
| Equipo                 | Pts | PJ | PG | PE | PP | GF | GC | Dif |
| ---------------------- | --- | -- | -- | -- | -- | -- | -- | --- |
| Gimnasia y Tiro (Orán) | 13  | 6  | 4  | 1  | 1  | 11 | 6  | 5   |
| Ferro (Santa Rosa)     | 13  | 6  | 4  | 1  | 1  | 13 | 3  | 10  |
| Sportivo Pocitos       | 6   | 6  | 2  | 0  | 4  | 5  | 10 | -5  |
| Coronel Cornejo        | 3   | 6  | 1  | 0  | 5  | 3  | 13 | -10 |

|  | Clasificado a la Etapa final. |

| Resultados       | Resultados | Resultados          | Resultados          | Resultados | Resultados       |
| Local            | Resultado  | Visitante           | Local               | Resultado  | Visitante        |
| ---------------- | ---------- | ------------------- | ------------------- | ---------- | ---------------- |
| Fecha 1          | Fecha 1    | Fecha 1             | Fecha 2             | Fecha 2    | Fecha 2          |
| Ferro (SR)       | 1 - 1      | Gimnasia y Tiro (O) | Sportivo Pocitos    | 0 - 2      | Ferro (SR)       |
| Coronel Cornejo  | 2 - 0      | Sportivo Pocitos    | Gimnasia y Tiro (O) | 2 - 0      | Coronel Cornejo  |
| Fecha 3          | Fecha 3    | Fecha 3             | Fecha 4             | Fecha 4    | Fecha 4          |
| Ferro (SR)       | 3 - 0      | Coronel Cornejo     | Gimnasia y Tiro (O) | 2 - 1      | Ferro (SR)       |
| Sportivo Pocitos | 2 - 3      | Gimnasia y Tiro (O) | Sportivo Pocitos    | 2 - 1      | Coronel Cornejo  |
| Fecha 5          | Fecha 5    | Fecha 5             | Fecha 6             | Fecha 6    | Fecha 6          |
| Ferro (SR)       | 2 - 0      | Sportivo Pocitos    | Coronel Cornejo     | 0 - 4      | Ferro (SR)       |
| Coronel Cornejo  | 0 - 2      | Gimnasia y Tiro (O) | Gimnasia y Tiro (O) | 1 - 2      | Sportivo Pocitos |

### Zonas 61 a 70
Zona 61
| Equipo                  | Pts | PJ | PG | PE | PP | GF | GC | Dif |
| ----------------------- | --- | -- | -- | -- | -- | -- | -- | --- |
| Atlético El Carril      | 10  | 6  | 3  | 1  | 2  | 7  | 9  | -2  |
| Deportivo Luján (Jujuy) | 9   | 6  | 3  | 0  | 3  | 10 | 5  | 5   |
| Pampa Blanca            | 9   | 6  | 3  | 0  | 3  | 9  | 10 | -1  |
| Atlético Cuyaya         | 7   | 6  | 2  | 1  | 3  | 6  | 8  | -2  |

|  | Clasificado a la Etapa final. |

| Resultados          | Resultados | Resultados          | Resultados          | Resultados | Resultados          |
| Local               | Resultado  | Visitante           | Local               | Resultado  | Visitante           |
| ------------------- | ---------- | ------------------- | ------------------- | ---------- | ------------------- |
| Fecha 1             | Fecha 1    | Fecha 1             | Fecha 2             | Fecha 2    | Fecha 2             |
| Pampa Blanca        | 0 - 2      | Atlético El Carril  | Deportivo Luján (J) | 2 - 0      | Pampa Blanca        |
| Atlético Cuyaya     | 2 - 0      | Deportivo Luján (J) | Atlético El Carril  | 0 - 0      | Atlético Cuyaya     |
| Fecha 3             | Fecha 3    | Fecha 3             | Fecha 4             | Fecha 4    | Fecha 4             |
| Pampa Blanca        | 2 - 3      | Atlético Cuyaya     | Atlético El Carril  | 2 - 3      | Pampa Blanca        |
| Deportivo Luján (J) | 1 - 2      | Atlético El Carril  | Deportivo Luján (J) | 2 - 0      | Atlético Cuyaya     |
| Fecha 5             | Fecha 5    | Fecha 5             | Fecha 6             | Fecha 6    | Fecha 6             |
| Pampa Blanca        | 1 - 0      | Deportivo Luján (J) | Atlético Cuyaya     | 1 - 3      | Pampa Blanca        |
| Atlético Cuyaya     | 0 - 1      | Atlético El Carril  | Atlético El Carril  | 0 - 5      | Deportivo Luján (J) |

Zona 62
| Equipo                       | Pts | PJ | PG | PE | PP | GF | GC | Dif |
| ---------------------------- | --- | -- | -- | -- | -- | -- | -- | --- |
| Defensores de Fraile Pintado | 9   | 4  | 3  | 0  | 1  | 6  | 5  | 1   |
| Sportivo Alberdi             | 7   | 4  | 2  | 1  | 1  | 9  | 4  | 5   |
| Atlético El Polo             | 1   | 4  | 0  | 1  | 3  | 2  | 8  | -6  |

|  | Clasificado a la Etapa final. |

| Resultados                          | Resultados                          | Resultados                          | Resultados                          | Resultados                          | Resultados                          |
| Local                               | Resultado                           | Visitante                           | Local                               | Resultado                           | Visitante                           |
| ----------------------------------- | ----------------------------------- | ----------------------------------- | ----------------------------------- | ----------------------------------- | ----------------------------------- |
| Fecha 1                             | Fecha 1                             | Fecha 1                             | Fecha 2                             | Fecha 2                             | Fecha 2                             |
| Defensores de Fraile Pintado        | 2 - 1                               | Sportivo Alberdi                    | Atlético El Polo                    | 1 - 2                               | Defensores de Fraile Pintado        |
| Libre: Atlético El Polo             | Libre: Atlético El Polo             | Libre: Atlético El Polo             | Libre: Sportivo Alberdi             | Libre: Sportivo Alberdi             | Libre: Sportivo Alberdi             |
| Fecha 3                             | Fecha 3                             | Fecha 3                             | Fecha 4                             | Fecha 4                             | Fecha 4                             |
| Sportivo Alberdi                    | 0 - 0                               | Atlético El Polo                    | Sportivo Alberdi                    | 3 - 1                               | Defensores de Fraile Pintado        |
| Libre: Defensores de Fraile Pintado | Libre: Defensores de Fraile Pintado | Libre: Defensores de Fraile Pintado | Libre: Atlético El Polo             | Libre: Atlético El Polo             | Libre: Atlético El Polo             |
| Fecha 5                             | Fecha 5                             | Fecha 5                             | Fecha 6                             | Fecha 6                             | Fecha 6                             |
| Defensores de Fraile Pintado        | 1 - 0                               | Atlético El Polo                    | Atlético El Polo                    | 1 - 5                               | Sportivo Alberdi                    |
| Libre: Sportivo Alberdi             | Libre: Sportivo Alberdi             | Libre: Sportivo Alberdi             | Libre: Defensores de Fraile Pintado | Libre: Defensores de Fraile Pintado | Libre: Defensores de Fraile Pintado |

Zona 63
| Equipo                   | Pts | PJ | PG | PE | PP | GF | GC | Dif |
| ------------------------ | --- | -- | -- | -- | -- | -- | -- | --- |
| Gimnasia y Tiro (Yavi)   | 8   | 4  | 2  | 2  | 0  | 9  | 5  | 4   |
| Deportivo Santa Catalina | 7   | 4  | 2  | 1  | 1  | 8  | 5  | 3   |
| Sportivo Gardelitos      | 1   | 4  | 0  | 1  | 3  | 3  | 10 | -7  |

|  | Clasificado a la Etapa final. |

| Resultados                      | Resultados                      | Resultados                      | Resultados                      | Resultados                      | Resultados                      |
| Local                           | Resultado                       | Visitante                       | Local                           | Resultado                       | Visitante                       |
| ------------------------------- | ------------------------------- | ------------------------------- | ------------------------------- | ------------------------------- | ------------------------------- |
| Fecha 1                         | Fecha 1                         | Fecha 1                         | Fecha 2                         | Fecha 2                         | Fecha 2                         |
| Deportivo Santa Catalina        | 2 - 3                           | Gimnasia y Tiro (Y)             | Sportivo Gardelitos             | 1 - 3                           | Deportivo Santa Catalina        |
| Libre: Sportivo Gardelitos      | Libre: Sportivo Gardelitos      | Libre: Sportivo Gardelitos      | Libre: Gimnasia y Tiro (Y)      | Libre: Gimnasia y Tiro (Y)      | Libre: Gimnasia y Tiro (Y)      |
| Fecha 3                         | Fecha 3                         | Fecha 3                         | Fecha 4                         | Fecha 4                         | Fecha 4                         |
| Gimnasia y Tiro (Y)             | 4 - 1                           | Sportivo Gardelitos             | Gimnasia y Tiro (Y)             | 1 - 1                           | Deportivo Santa Catalina        |
| Libre: Deportivo Santa Catalina | Libre: Deportivo Santa Catalina | Libre: Deportivo Santa Catalina | Libre: Sportivo Gardelitos      | Libre: Sportivo Gardelitos      | Libre: Sportivo Gardelitos      |
| Fecha 5                         | Fecha 5                         | Fecha 5                         | Fecha 6                         | Fecha 6                         | Fecha 6                         |
| Deportivo Santa Catalina        | 2 - 0                           | Sportivo Gardelitos             | Sportivo Gardelitos             | 1 - 1                           | Gimnasia y Tiro (Y)             |
| Libre: Gimnasia y Tiro (Y)      | Libre: Gimnasia y Tiro (Y)      | Libre: Gimnasia y Tiro (Y)      | Libre: Deportivo Santa Catalina | Libre: Deportivo Santa Catalina | Libre: Deportivo Santa Catalina |

Zona 64
| Equipo               | Pts | PJ | PG | PE | PP | GF | GC | Dif |
| -------------------- | --- | -- | -- | -- | -- | -- | -- | --- |
| San Martín (Formosa) | 12  | 6  | 3  | 3  | 0  | 18 | 5  | 13  |
| Deportivo Formosa    | 9   | 6  | 2  | 3  | 1  | 12 | 11 | 1   |
| Rolando Hertelendy   | 9   | 6  | 2  | 3  | 1  | 12 | 8  | 4   |
| Libertad (Clorinda)  | 1   | 6  | 0  | 1  | 5  | 5  | 23 | -18 |

|  | Clasificado a la Etapa final. |

| Resultados         | Resultados | Resultados        | Resultados        | Resultados | Resultados         |
| Local              | Resultado  | Visitante         | Local             | Resultado  | Visitante          |
| ------------------ | ---------- | ----------------- | ----------------- | ---------- | ------------------ |
| Fecha 1            | Fecha 1    | Fecha 1           | Fecha 2           | Fecha 2    | Fecha 2            |
| Rolando Hertelendy | 2 - 0      | Libertad (C)      | Deportivo Formosa | 1 - 1      | Rolando Hertelendy |
| San Martín (F)     | 3 - 0      | Deportivo Formosa | Libertad (C)      | 0 - 1      | San Martín (F)     |
| Fecha 3            | Fecha 3    | Fecha 3           | Fecha 4           | Fecha 4    | Fecha 4            |
| Rolando Hertelendy | 1 - 1      | San Martín (F)    | Libertad (C)      | 0 - 4      | Rolando Hertelendy |
| Deportivo Formosa  | 4 - 2      | Libertad (C)      | Deportivo Formosa | 1 - 1      | San Martín (F)     |
| Fecha 5            | Fecha 5    | Fecha 5           | Fecha 6           | Fecha 6    | Fecha 6            |
| Rolando Hertelendy | 1 - 3      | Deportivo Formosa | San Martín (F)    | 3 - 3      | Rolando Hertelendy |
| San Martín (F)     | 9 - 0      | Libertad (C)      | Deportivo Formosa | 3 - 3      | Libertad (C)       |

Zona 65
| Equipo                       | Pts | PJ | PG | PE | PP | GF | GC | Dif |
| ---------------------------- | --- | -- | -- | -- | -- | -- | -- | --- |
| Atlético Laguna Blanca       | 8   | 4  | 2  | 2  | 0  | 9  | 4  | 5   |
| 8 de diciembre               | 5   | 4  | 1  | 2  | 1  | 3  | 5  | -2  |
| Juventud (Laguna Naick Neck) | 3   | 4  | 1  | 0  | 3  | 5  | 8  | -3  |

|  | Clasificado a la Etapa final. |

| Resultados                    | Resultados                    | Resultados                    | Resultados                    | Resultados                    | Resultados                    |
| Local                         | Resultado                     | Visitante                     | Local                         | Resultado                     | Visitante                     |
| ----------------------------- | ----------------------------- | ----------------------------- | ----------------------------- | ----------------------------- | ----------------------------- |
| Fecha 1                       | Fecha 1                       | Fecha 1                       | Fecha 2                       | Fecha 2                       | Fecha 2                       |
| Juventud (LNN)                | 3 - 0                         | 8 de diciembre                | Atlético Laguna Blanca        | 4 - 0                         | Juventud (LNN)                |
| Libre: Atlético Laguna Blanca | Libre: Atlético Laguna Blanca | Libre: Atlético Laguna Blanca | Libre: 8 de diciembre         | Libre: 8 de diciembre         | Libre: 8 de diciembre         |
| Fecha 3                       | Fecha 3                       | Fecha 3                       | Fecha 4                       | Fecha 4                       | Fecha 4                       |
| 8 de diciembre                | 1 - 1                         | Atlético Laguna Blanca        | 8 de diciembre                | 1 - 0                         | Juventud (LNN)                |
| Libre: Juventud (LNN)         | Libre: Juventud (LNN)         | Libre: Juventud (LNN)         | Libre: Atlético Laguna Blanca | Libre: Atlético Laguna Blanca | Libre: Atlético Laguna Blanca |
| Fecha 5                       | Fecha 5                       | Fecha 5                       | Fecha 6                       | Fecha 6                       | Fecha 6                       |
| Juventud (LNN)                | 2 - 3                         | Atlético Laguna Blanca        | Atlético Laguna Blanca        | 1 - 1                         | 8 de diciembre                |
| Libre: 8 de diciembre         | Libre: 8 de diciembre         | Libre: 8 de diciembre         | Libre: Juventud (LNN)         | Libre: Juventud (LNN)         | Libre: Juventud (LNN)         |

Zona 66
| Equipo                | Pts | PJ | PG | PE | PP | GF | GC | Dif |
| --------------------- | --- | -- | -- | -- | -- | -- | -- | --- |
| Libertad (Formosa)    | 12  | 6  | 4  | 0  | 2  | 14 | 9  | 5   |
| Defensores de Formosa | 10  | 6  | 3  | 1  | 2  | 15 | 12 | 3   |
| Chacra 8              | 7   | 6  | 2  | 1  | 3  | 12 | 12 | 0   |
| Deportivo Tablita     | 5   | 6  | 1  | 2  | 3  | 6  | 14 | -8  |

|  | Clasificado a la Etapa final. |

| Resultados            | Resultados | Resultados            | Resultados            | Resultados | Resultados            |
| Local                 | Resultado  | Visitante             | Local                 | Resultado  | Visitante             |
| --------------------- | ---------- | --------------------- | --------------------- | ---------- | --------------------- |
| Fecha 1               | Fecha 1    | Fecha 1               | Fecha 2               | Fecha 2    | Fecha 2               |
| Deportivo Tablita     | 2 - 1      | Libertad (F)          | Chacra 8              | 5 - 1      | Deportivo Tablita     |
| Defensores de Formosa | 3 - 2      | Chacra 8              | Libertad (F)          | 4 - 2      | Defensores de Formosa |
| Fecha 3               | Fecha 3    | Fecha 3               | Fecha 4               | Fecha 4    | Fecha 4               |
| Deportivo Tablita     | 1 - 4      | Defensores de Formosa | Libertad (F)          | 2 - 0      | Deportivo Tablita     |
| Chacra 8              | 1 - 3      | Libertad (F)          | Chacra 8              | 1 - 3      | Defensores de Formosa |
| Fecha 5               | Fecha 5    | Fecha 5               | Fecha 6               | Fecha 6    | Fecha 6               |
| Deportivo Tablita     | 1 - 1      | Chacra 8              | Defensores de Formosa | 1 - 1      | Deportivo Tablita     |
| Defensores de Formosa | 2 - 3      | Libertad (F)          | Libertad (F)          | 1 - 2      | Chacra 8              |

Zona 67
| Equipo                            | Pts | PJ | PG | PE | PP | GF | GC | Dif |
| --------------------------------- | --- | -- | -- | -- | -- | -- | -- | --- |
| Obreros Unidos (Corzuela)         | 10  | 4  | 3  | 1  | 0  | 9  | 2  | 7   |
| Empleados de Comercio (Quitilipi) | 5   | 4  | 1  | 2  | 1  | 4  | 4  | 0   |
| San Lorenzo (Quitilipi)           | 1   | 4  | 0  | 1  | 3  | 2  | 9  | -7  |

|  | Clasificado a la Etapa final. |

| Resultados                       | Resultados                       | Resultados                       | Resultados                       | Resultados                       | Resultados                       |
| Local                            | Resultado                        | Visitante                        | Local                            | Resultado                        | Visitante                        |
| -------------------------------- | -------------------------------- | -------------------------------- | -------------------------------- | -------------------------------- | -------------------------------- |
| Fecha 1                          | Fecha 1                          | Fecha 1                          | Fecha 2                          | Fecha 2                          | Fecha 2                          |
| San Lorenzo (Q)                  | 1 - 1                            | Empleados de Comercio (Q)        | Obreros Unidos (C)               | 2 - 0                            | San Lorenzo (Q)                  |
| Libre: Obreros Unidos (C)        | Libre: Obreros Unidos (C)        | Libre: Obreros Unidos (C)        | Libre: Empleados de Comercio (Q) | Libre: Empleados de Comercio (Q) | Libre: Empleados de Comercio (Q) |
| Fecha 3                          | Fecha 3                          | Fecha 3                          | Fecha 4                          | Fecha 4                          | Fecha 4                          |
| Empleados de Comercio (Q)        | 0 - 0                            | Obreros Unidos (C)               | Empleados de Comercio (Q)        | 2 - 0                            | San Lorenzo (Q)                  |
| Libre: San Lorenzo (Q)           | Libre: San Lorenzo (Q)           | Libre: San Lorenzo (Q)           | Libre: Obreros Unidos (C)        | Libre: Obreros Unidos (C)        | Libre: Obreros Unidos (C)        |
| Fecha 5                          | Fecha 5                          | Fecha 5                          | Fecha 6                          | Fecha 6                          | Fecha 6                          |
| San Lorenzo (Q)                  | 1 - 4                            | Obreros Unidos (C)               | Obreros Unidos (C)               | 3 - 1                            | Empleados de Comercio (Q)        |
| Libre: Empleados de Comercio (Q) | Libre: Empleados de Comercio (Q) | Libre: Empleados de Comercio (Q) | Libre: San Lorenzo (Q)           | Libre: San Lorenzo (Q)           | Libre: San Lorenzo (Q)           |

Zona 68
| Equipo                                 | Pts | PJ | PG | PE | PP | GF | GC | Dif |
| -------------------------------------- | --- | -- | -- | -- | -- | -- | -- | --- |
| Juventud Agraria Cooperativista        | 10  | 6  | 3  | 1  | 2  | 13 | 9  | 4   |
| Cooperativa Villa Berthet              | 9   | 6  | 3  | 0  | 3  | 5  | 11 | -6  |
| Libertad (Charata)                     | 8   | 6  | 2  | 2  | 2  | 12 | 9  | 3   |
| Centro Juvenil Agrario (Santa Sylvina) | 7   | 6  | 2  | 1  | 3  | 10 | 11 | -1  |

|  | Clasificado a la Etapa final. |

| Resultados                      | Resultados | Resultados                      | Resultados                      | Resultados | Resultados                      |
| Local                           | Resultado  | Visitante                       | Local                           | Resultado  | Visitante                       |
| ------------------------------- | ---------- | ------------------------------- | ------------------------------- | ---------- | ------------------------------- |
| Fecha 1                         | Fecha 1    | Fecha 1                         | Fecha 2                         | Fecha 2    | Fecha 2                         |
| Centro Juvenil Agrario (SS)     | 1 - 0      | Cooperativa Villa Berthet       | Juventud Agraria Cooperativista | 3 - 0      | Centro Juvenil Agrario (SS)     |
| Libertad (C)                    | 1 - 2      | Juventud Agraria Cooperativista | Cooperativa Villa Berthet       | 2 - 1      | Libertad (C)                    |
| Fecha 3                         | Fecha 3    | Fecha 3                         | Fecha 4                         | Fecha 4    | Fecha 4                         |
| Centro Juvenil Agrario (SS)     | 2 - 2      | Libertad (C)                    | Cooperativa Villa Berthet       | 1 - 0      | Centro Juvenil Agrario (SS)     |
| Juventud Agraria Cooperativista | 5 - 0      | Cooperativa Villa Berthet       | Juventud Agraria Cooperativista | 1 - 1      | Libertad (C)                    |
| Fecha 5                         | Fecha 5    | Fecha 5                         | Fecha 6                         | Fecha 6    | Fecha 6                         |
| Centro Juvenil Agrario (SS)     | 5 - 1      | Juventud Agraria Cooperativista | Libertad (C)                    | 4 - 2      | Centro Juvenil Agrario (SS)     |
| Libertad (C)                    | 3 - 0      | Cooperativa Villa Berthet       | Cooperativa Villa Berthet       | 2 - 1      | Juventud Agraria Cooperativista |

Zona 69
| Equipo                               | Pts | PJ | PG | PE | PP | GF | GC | Dif |
| ------------------------------------ | --- | -- | -- | -- | -- | -- | -- | --- |
| Don Orione                           | 13  | 6  | 4  | 1  | 1  | 10 | 2  | 8   |
| Villa Alvear                         | 10  | 6  | 3  | 1  | 2  | 12 | 8  | 4   |
| América (General José de San Martín) | 6   | 6  | 2  | 0  | 4  | 9  | 12 | -3  |
| Central Norte (Resistencia)          | 6   | 6  | 2  | 0  | 4  | 8  | 17 | -9  |

|  | Clasificado a la Etapa final. |

| Resultados        | Resultados | Resultados        | Resultados        | Resultados | Resultados        |
| Local             | Resultado  | Visitante         | Local             | Resultado  | Visitante         |
| ----------------- | ---------- | ----------------- | ----------------- | ---------- | ----------------- |
| Fecha 1           | Fecha 1    | Fecha 1           | Fecha 2           | Fecha 2    | Fecha 2           |
| América (GJdSM)   | 2 - 1      | Villa Alvear      | Central Norte (R) | 2 - 1      | América (GJdSM)   |
| Don Orione        | 4 - 0      | Central Norte (R) | Villa Alvear      | 0 - 0      | Don Orione        |
| Fecha 3           | Fecha 3    | Fecha 3           | Fecha 4           | Fecha 4    | Fecha 4           |
| América (GJdSM)   | 0 - 1      | Don Orione        | Villa Alvear      | 3 - 1      | América (GJdSM)   |
| Central Norte (R) | 4 - 2      | Villa Alvear      | Central Norte (R) | 0 - 1      | Don Orione        |
| Fecha 5           | Fecha 5    | Fecha 5           | Fecha 6           | Fecha 6    | Fecha 6           |
| América (GJdSM)   | 5 - 2      | Central Norte (R) | Don Orione        | 3 - 0      | América (GJdSM)   |
| Don Orione        | 1 - 2      | Villa Alvear      | Villa Alvear      | 4 - 0      | Central Norte (R) |

Zona 70
| Equipo                                     | Pts | PJ | PG | PE | PP | GF | GC | Dif |
| ------------------------------------------ | --- | -- | -- | -- | -- | -- | -- | --- |
| San Lorenzo (Presidencia Roque Sáenz Peña) | 14  | 6  | 4  | 2  | 0  | 9  | 4  | 5   |
| Unión (Pampa Alegría)                      | 11  | 6  | 3  | 2  | 1  | 12 | 4  | 8   |
| Unión (Machagai)                           | 8   | 6  | 2  | 2  | 2  | 10 | 6  | 4   |
| Deportivo Las Garcitas                     | 0   | 6  | 0  | 0  | 6  | 5  | 22 | -17 |

|  | Clasificado a la Etapa final. |

| Resultados             | Resultados | Resultados             | Resultados             | Resultados | Resultados             |
| Local                  | Resultado  | Visitante              | Local                  | Resultado  | Visitante              |
| ---------------------- | ---------- | ---------------------- | ---------------------- | ---------- | ---------------------- |
| Fecha 1                | Fecha 1    | Fecha 1                | Fecha 2                | Fecha 2    | Fecha 2                |
| San Lorenzo (PRSP)     | 2 - 0      | Unión (PA)             | Unión (M)              | 0 - 0      | San Lorenzo (PRSP)     |
| Deportivo Las Garcitas | 1 - 3      | Unión (M)              | Unión (PA)             | 7 - 1      | Deportivo Las Garcitas |
| Fecha 3                | Fecha 3    | Fecha 3                | Fecha 4                | Fecha 4    | Fecha 4                |
| San Lorenzo (PRSP)     | 1 - 0      | Deportivo Las Garcitas | Unión (PA)             | 0 - 0      | San Lorenzo (PRSP)     |
| Unión (M)              | 1 - 1      | Unión (PA)             | Unión (M)              | 5 - 0      | Deportivo Las Garcitas |
| Fecha 5                | Fecha 5    | Fecha 5                | Fecha 6                | Fecha 6    | Fecha 6                |
| San Lorenzo (PRSP)     | 2 - 1      | Unión (M)              | Deportivo Las Garcitas | 3 - 4      | San Lorenzo (PRSP)     |
| Deportivo Las Garcitas | 0 - 2      | Unión (PA)             | Unión (PA)             | 2 - 0      | Unión (M)              |

### Zonas 71 a 73
Zona 71
| Equipo              | Pts | PJ | PG | PE | PP | GF | GC | Dif |
| ------------------- | --- | -- | -- | -- | -- | -- | -- | --- |
| Atlético Garuhapé   | 13  | 6  | 4  | 1  | 1  | 12 | 6  | 6   |
| Sportivo Eldorado   | 10  | 6  | 3  | 1  | 2  | 12 | 8  | 4   |
| Victoria (Misiones) | 9   | 6  | 3  | 0  | 3  | 10 | 12 | -2  |
| Deportivo Galaxia   | 3   | 6  | 1  | 0  | 5  | 6  | 14 | -8  |

|  | Clasificado a la Etapa final. |

| Resultados        | Resultados | Resultados        | Resultados        | Resultados | Resultados        |
| Local             | Resultado  | Visitante         | Local             | Resultado  | Visitante         |
| ----------------- | ---------- | ----------------- | ----------------- | ---------- | ----------------- |
| Fecha 1           | Fecha 1    | Fecha 1           | Fecha 2           | Fecha 2    | Fecha 2           |
| Deportivo Galaxia | 0 - 3      | Atlético Garuhapé | Victoria (M)      | 2 - 1      | Deportivo Galaxia |
| Sportivo Eldorado | 2 - 1      | Victoria (M)      | Atlético Garuhapé | 1 - 0      | Sportivo Eldorado |
| Fecha 3           | Fecha 3    | Fecha 3           | Fecha 4           | Fecha 4    | Fecha 4           |
| Deportivo Galaxia | 1 - 3      | Sportivo Eldorado | Atlético Garuhapé | 1 - 0      | Deportivo Galaxia |
| Victoria (M)      | 0 - 2      | Atlético Garuhapé | Victoria (M)      | 2 - 1      | Sportivo Eldorado |
| Fecha 5           | Fecha 5    | Fecha 5           | Fecha 6           | Fecha 6    | Fecha 6           |
| Deportivo Galaxia | 3 - 1      | Victoria (M)      | Sportivo Eldorado | 4 - 1      | Deportivo Galaxia |
| Sportivo Eldorado | 2 - 2      | Atlético Garuhapé | Atlético Garuhapé | 3 - 4      | Victoria (M)      |

Zona 72
| Equipo                               | Pts | PJ | PG | PE | PP | GF | GC | Dif |
| ------------------------------------ | --- | -- | -- | -- | -- | -- | -- | --- |
| Deportivo Madariaga                  | 12  | 4  | 4  | 0  | 0  | 21 | 3  | 18  |
| Juventud Unida (Gobernador Virasoro) | 4   | 4  | 1  | 1  | 2  | 6  | 15 | -9  |
| Luz y Fuerza (Gobernador Virasoro)   | 1   | 4  | 0  | 1  | 3  | 1  | 10 | -9  |

|  | Clasificado a la Etapa final. |

| Resultados                 | Resultados                 | Resultados                 | Resultados                 | Resultados                 | Resultados                 |
| Local                      | Resultado                  | Visitante                  | Local                      | Resultado                  | Visitante                  |
| -------------------------- | -------------------------- | -------------------------- | -------------------------- | -------------------------- | -------------------------- |
| Fecha 1                    | Fecha 1                    | Fecha 1                    | Fecha 2                    | Fecha 2                    | Fecha 2                    |
| Juventud Unida (GV)        | 0 - 0                      | Luz y Fuerza (GV)          | Deportivo Madariaga        | 10 - 1                     | Juventud Unida (GV)        |
| Libre: Deportivo Madariaga | Libre: Deportivo Madariaga | Libre: Deportivo Madariaga | Libre: Luz y Fuerza (GV)   | Libre: Luz y Fuerza (GV)   | Libre: Luz y Fuerza (GV)   |
| Fecha 3                    | Fecha 3                    | Fecha 3                    | Fecha 4                    | Fecha 4                    | Fecha 4                    |
| Luz y Fuerza (GV)          | 0 - 5                      | Deportivo Madariaga        | Luz y Fuerza (GV)          | 1 - 3                      | Juventud Unida (GV)        |
| Libre: Juventud Unida (GV) | Libre: Juventud Unida (GV) | Libre: Juventud Unida (GV) | Libre: Deportivo Madariaga | Libre: Deportivo Madariaga | Libre: Deportivo Madariaga |
| Fecha 5                    | Fecha 5                    | Fecha 5                    | Fecha 6                    | Fecha 6                    | Fecha 6                    |
| Juventud Unida (GV)        | 2 - 4                      | Deportivo Madariaga        | Deportivo Madariaga        | 2 - 0                      | Luz y Fuerza (GV)          |
| Libre: Luz y Fuerza (GV)   | Libre: Luz y Fuerza (GV)   | Libre: Luz y Fuerza (GV)   | Libre: Juventud Unida (GV) | Libre: Juventud Unida (GV) | Libre: Juventud Unida (GV) |

Zona 73
| Equipo                       | Pts | PJ | PG | PE | PP | GF | GC | Dif |
| ---------------------------- | --- | -- | -- | -- | -- | -- | -- | --- |
| Central Goya                 | 12  | 4  | 4  | 0  | 0  | 17 | 1  | 16  |
| Centro Estrada (Bella Vista) | 4   | 4  | 1  | 1  | 2  | 7  | 10 | -3  |
| Sportivo Benjamín Matienzo   | 1   | 4  | 0  | 1  | 3  | 4  | 17 | -13 |

|  | Clasificado a la Etapa final. |

| Resultados                        | Resultados                        | Resultados                        | Resultados                        | Resultados                        | Resultados                        |
| Local                             | Resultado                         | Visitante                         | Local                             | Resultado                         | Visitante                         |
| --------------------------------- | --------------------------------- | --------------------------------- | --------------------------------- | --------------------------------- | --------------------------------- |
| Fecha 1                           | Fecha 1                           | Fecha 1                           | Fecha 2                           | Fecha 2                           | Fecha 2                           |
| Central Goya                      | 4 - 0                             | Sportivo Benjamín Matienzo        | Centro Estrada (BV)               | 1 - 2                             | Central Goya                      |
| Libre: Centro Estrada (BV)        | Libre: Centro Estrada (BV)        | Libre: Centro Estrada (BV)        | Libre: Sportivo Benjamín Matienzo | Libre: Sportivo Benjamín Matienzo | Libre: Sportivo Benjamín Matienzo |
| Fecha 3                           | Fecha 3                           | Fecha 3                           | Fecha 4                           | Fecha 4                           | Fecha 4                           |
| Sportivo Benjamín Matienzo        | 1 - 1                             | Centro Estrada (BV)               | Sportivo Benjamín Matienzo        | 0 - 7                             | Central Goya                      |
| Libre: Central Goya               | Libre: Central Goya               | Libre: Central Goya               | Libre: Centro Estrada (BV)        | Libre: Centro Estrada (BV)        | Libre: Centro Estrada (BV)        |
| Fecha 5                           | Fecha 5                           | Fecha 5                           | Fecha 6                           | Fecha 6                           | Fecha 6                           |
| Central Goya                      | 4 - 0                             | Centro Estrada (BV)               | Centro Estrada (BV)               | 5 - 3                             | Sportivo Benjamín Matienzo        |
| Libre: Sportivo Benjamín Matienzo | Libre: Sportivo Benjamín Matienzo | Libre: Sportivo Benjamín Matienzo | Libre: Central Goya               | Libre: Central Goya               | Libre: Central Goya               |

### Tabla de segundos
| Equipo                                | Pts | PJ | PG | PE | PP | GF | GC | Dif |
| ------------------------------------- | --- | -- | -- | -- | -- | -- | -- | --- |
| Ramsar Juniors                        | 9   | 4  | 3  | 0  | 1  | 7  | 4  | 3   |
| Talleres (San Antonio Oeste)          | 7   | 4  | 2  | 1  | 1  | 10 | 3  | 7   |
| Social San Carlos (Capitán Sarmiento) | 7   | 4  | 2  | 1  | 1  | 12 | 6  | 6   |
| Sportivo Alberdi                      | 7   | 4  | 2  | 1  | 1  | 9  | 4  | 5   |
| Deportivo Santa Catalina              | 7   | 4  | 2  | 1  | 1  | 8  | 5  | 3   |
| Atlético Diamantino                   | 7   | 4  | 2  | 1  | 0  | 7  | 4  | 3   |
| Central Norte (Tucumán)               | 7   | 4  | 2  | 1  | 1  | 6  | 3  | 3   |
| Comercio e Industria (Urdampilleta)   | 7   | 4  | 2  | 1  | 1  | 7  | 5  | 2   |
| Deportivo Los Sureños                 | 7   | 4  | 2  | 1  | 1  | 8  | 7  | 1   |
| Unión Arroyo Seco                     | 7   | 4  | 2  | 1  | 1  | 8  | 7  | 1   |
| Atlético Las Flores                   | 7   | 4  | 2  | 1  | 1  | 5  | 4  | 1   |
| Atlético Argentino (Saladillo)        | 7   | 4  | 2  | 1  | 1  | 5  | 6  | -1  |
| Deportivo Quebrachal                  | 6   | 4  | 2  | 0  | 2  | 10 | 3  | 7   |
| Estrella Norte                        | 6   | 4  | 2  | 0  | 2  | 10 | 8  | 2   |
| Defensores del Carmen                 | 6   | 4  | 1  | 3  | 0  | 6  | 4  | 2   |
| Petroquímica (Comodoro Rivadavia)     | 6   | 4  | 2  | 0  | 2  | 6  | 4  | 2   |
| Comunicaciones (Concordia)            | 6   | 4  | 2  | 0  | 2  | 5  | 3  | 2   |
| San Nicolás (Malagueño)               | 6   | 4  | 1  | 3  | 0  | 10 | 9  | 1   |
| Defensores de Buena Parada            | 6   | 4  | 2  | 0  | 2  | 7  | 6  | 1   |
| Deportivo Algarrobal                  | 6   | 4  | 2  | 0  | 2  | 6  | 6  | 0   |
| Escuela Tabarez                       | 6   | 4  | 2  | 0  | 2  | 6  | 6  | 0   |
| Unión Alem Progresista                | 6   | 4  | 2  | 0  | 2  | 6  | 7  | -1  |
| San Carlos (Eugenio Bustos)           | 6   | 4  | 2  | 0  | 2  | 4  | 5  | -1  |
| Juventud Unida del Triángulo          | 5   | 4  | 1  | 2  | 1  | 7  | 4  | 3   |
| Social Ascensión                      | 5   | 4  | 1  | 2  | 1  | 5  | 2  | 3   |
| Atlético Río Tercero                  | 5   | 4  | 1  | 2  | 1  | 6  | 4  | 2   |
| Empleados de Comercio (Quitilipi)     | 5   | 4  | 1  | 2  | 1  | 4  | 4  | 0   |
| 8 de diciembre                        | 5   | 4  | 1  | 2  | 1  | 3  | 5  | -2  |
| La Libertad                           | 4   | 4  | 1  | 1  | 2  | 7  | 6  | 1   |
| Centenario (Neuquén)                  | 4   | 4  | 0  | 4  | 0  | 4  | 4  | 0   |
| Centro Estrada (Bella Vista)          | 4   | 4  | 1  | 1  | 2  | 7  | 10 | -3  |
| San Martín (Quimilí)                  | 4   | 4  | 1  | 1  | 2  | 4  | 7  | -3  |
| Ciclón (Chivilcoy)                    | 4   | 4  | 1  | 1  | 2  | 6  | 11 | -5  |
| Juventud Unida (Gobernador Virasoro)  | 4   | 4  | 1  | 1  | 2  | 6  | 15 | -9  |
| Argentino (Trenque Lauquen)           | 4   | 4  | 1  | 1  | 2  | 3  | 12 | -9  |

|  | Clasificado a la Etapa Final. |

## Fase Eliminatoria

### Primera fase
Los cruces se dieron a conocer entre el 2 y el 7 de marzo. Los partidos de ida se disputaron entre el 13 y el 16 de ese mes, mientras que los de vuelta fueron entre el 20 y el 25.
| Local - Vuelta                             | Global        | Local - Ida                      | Ida   | Vuelta |
| ------------------------------------------ | ------------- | -------------------------------- | ----- | ------ |
| Camioneros (Río Grande)                    | (5) 3 - 3 (4) | Atlético Santa Cruz              | 1 - 2 | 2 - 1  |
| Banfield (Puerto Deseado)                  | 7 - 3         | Lasserre FC                      | 3 - 2 | 4 - 1  |
| Fontana (Trevelin)                         | 7 - 5         | San Lorenzo (Perito Moreno)      | 3 - 3 | 4 - 2  |
| Deportivo Rincón                           | 7 - 0         | Estrella del Sur                 | 2 - 0 | 5 - 0  |
| Deportivo Chichinales                      | (5) 2 - 2 (3) | Peña Azul y Oro                  | 2 - 2 | 0 - 0  |
| Sansinena                                  | 2 - 0         | All Boys (Santa Rosa)            | 0 - 0 | 2 - 0  |
| Huracán (Tres Arroyos)                     | (6) 1 - 1 (7) | Atlético Estudiantes (Olavarría) | 0 - 1 | 1 - 0  |
| El Fortín (Olavarría)                      | 7 - 2         | El Nacional (Tres Arroyos)       | 6 - 1 | 1 - 1  |
| Barrio Traut                               | 5 - 2         | Independiente (Bolívar)          | 2 - 1 | 3 - 1  |
| Independiente (Tandil)                     | 2 - 1         | El León (General Madariaga)      | 1 - 1 | 1 - 0  |
| Coronel Brandsen                           | 3 - 4         | Deportivo Chascomús              | 0 - 3 | 3 - 1  |
| Atlético Chascomús                         | (4) 1 - 1 (5) | Villa Montoro                    | 0 - 0 | 1 - 1  |
| Círculo Deportivo (CNO)                    | 6 - 1         | Parque de Deportes Labardén      | 4 - 1 | 2 - 0  |
| Argentino (Pergamino)                      | 3 - 5         | Villa Belgrano                   | 2 - 3 | 1 - 2  |
| Sportsman                                  | 4 - 3         | Sportivo Barracas (Colón)        | 1 - 1 | 3 - 2  |
| Atlético Pilar                             | (3) 1 - 1 (5) | Mutual UTA                       | 0 - 0 | 1 - 1  |
| Gimnasia y Esgrima (Chivilcoy)             | 2 - 1         | Belgrano (Zárate)                | 1 - 0 | 1 - 1  |
| Atlético Baradero                          | 1 - 3         | Belgrano (San Nicolás)           | 0 - 2 | 1 - 1  |
| Belgrano (Santa Isabel)                    | 3 - 2         | Jorge Ross                       | 0 - 0 | 3 - 2  |
| Central Argentino                          | 5 - 2         | Jorge Newbery (Rufino)           | 4 - 2 | 1 - 0  |
| Bella Vista (Córdoba)                      | 1 - 4         | Colón (Colonia Caroya)           | 0 - 2 | 1 - 2  |
| Sampacho                                   | 1 - 0         | Colegiales (Villa Mercedes)      | 0 - 0 | 1 - 0  |
| Aviador Origone                            | (6) 2 - 2 (5) | Dolores BAP                      | 1 - 1 | 1 - 1  |
| Defensores del Oeste                       | 3 - 2         | San Martín (Monte Comán)         | 0 - 2 | 3 - 0  |
| Real del Padre                             | 4 - 5         | Atlético Pilares                 | 1 - 2 | 3 - 3  |
| Deportivo Pucará                           | 0 - 4         | Andes Talleres                   | 0 - 3 | 0 - 1  |
| Leonardo Murialdo                          | 12 - 2        | Sergi Sport                      | 2 - 2 | 10 - 0 |
| Peñaflor                                   | 1 - 3         | Árbol Verde                      | 0 - 2 | 1 - 1  |
| San Miguel (San Juan)                      | 5 - 7         | Juventud Unida (Pocito)          | 2 - 5 | 3 - 2  |
| San Martín Iglesia (Rodeo)                 | 9 - 3         | Progreso (Tinogasta)             | 2 - 1 | 7 - 2  |
| San Luis (Belén)                           | 5 - 2         | Argentino (La Florida)           | 0 - 2 | 5 - 0  |
| Instituto Tráfico                          | (4) 5 - 5 (2) | Américo Tesorieri (Catamarca)    | 3 - 5 | 2 - 0  |
| Vélez Sarsfield (Andalgalá)                | (4) 3 - 3 (1) | Central Norte Argentino          | 3 - 2 | 0 - 1  |
| Estudiantes (Santiago del Estero)          | 3 - 2         | Jorge Newbery (Pomán)            | 1 - 2 | 2 - 0  |
| Sportivo Guzmán                            | 3 - 2         | Argentino (Termas de Río Hondo)  | 2 - 2 | 1 - 0  |
| Atlético Normal Rosarino                   | 7 - 4         | Unión Huaytiquina                | 3 - 2 | 4 - 2  |
| Atlético Cerrillos                         | 3 - 2         | Villa Beba                       | 1 - 1 | 2 - 1  |
| Olimpia Oriental (Rosario de Lerma)        | 4 - 6         | Deportivo Luján (Jujuy)          | 1 - 3 | 3 - 3  |
| Atlético El Carril                         | 6 - 5         | Deportivo San Antonio            | 2 - 2 | 4 - 3  |
| Gimnasia y Tiro (Orán)                     | 0 - 3         | Defensores de Fraile Pintado     | 0 - 2 | 0 - 1  |
| Gimnasia y Tiro (Yavi)                     | (3) 4 - 4 (4) | Ferro (Santa Rosa)               | 2 - 3 | 2 - 1  |
| Deportivo Estrella (Taco Pozo)             | (2) 3 - 3 (4) | Unión (Pampa Alegría)            | 1 - 2 | 2 - 1  |
| Deportivo Río Dorado                       | (4) 1 - 1 (2) | Juventud Agraria Cooperativista  | 1 - 1 | 0 - 0  |
| Obreros Unidos (Corzuela)                  | 3 - 0         | Cooperativa Villa Berthet        | 1 - 0 | 2 - 0  |
| Libertad (Formosa)                         | 1 - 3         | Villa Alvear                     | 0 - 1 | 1 - 2  |
| Don Orione                                 | 1 - 3         | Defensores de Formosa            | 0 - 1 | 1 - 2  |
| San Martín (Formosa)                       | 1 - 0         | Atlético Laguna Blanca           | 0 - 0 | 1 - 0  |
| San Lorenzo (Presidencia Roque Sáenz Peña) | (4) 0 - 0 (2) | Deportivo Formosa                | 0 - 0 | 0 - 0  |
| Atlético Garuhapé                          | 2 - 4         | Deportivo Madariaga              | 1 - 2 | 1 - 2  |
| Central Goya                               | 7 - 1         | Sportivo Eldorado                | 2 - 0 | 5 - 1  |
| Ferro DHO (San Cristóbal)                  | 4 - 3         | Talleres (Añatuya)               | 1 - 1 | 3 - 2  |
| Atlético Uruguay                           | 4 - 0         | Ramsar Juniors                   | 1 - 0 | 3 - 0  |
| Juventud Urdinarrain                       | 1 - 2         | Deportivo María Auxiliadora      | 1 - 2 | 0 - 0  |
| Argentino (Franck)                         | 5 - 3         | Sportivo Urquiza (Paraná)        | 3 - 3 | 2 - 1  |
| Unión Agrarios Cerrito                     | 3 - 1         | Social La Bianca                 | 0 - 1 | 3 - 0  |
| Atlético Neuquén                           | 6 - 2         | Estudiantes (Concordia)          | 4 - 0 | 2 - 2  |

### Segunda fase
Los partidos de ida se disputaron entre el 28 y el 30 de marzo, mientras que los de vuelta fueron el 4 y el 5 de abril.
| Local - Vuelta                             | Global        | Local - Ida                       | Ida   | Vuelta |
| ------------------------------------------ | ------------- | --------------------------------- | ----- | ------ |
| Camioneros (Río Grande)                    | 5 - 3         | Banfield (Puerto Deseado)         | 1 - 3 | 4 - 0  |
| Deportivo Rincón                           | 8 - 3         | Fontana (Trevelín)                | 4 - 3 | 4 - 0  |
| Sansinena                                  | 4 - 0         | Deportivo Chichinales             | 0 - 0 | 4 - 0  |
| Atlético Estudiantes (Olavarría)           | 1 - 3         | El Fortín (Olavarría)             | 1 - 2 | 0 - 1  |
| Barrio Traut                               | (2) 4 - 4 (3) | Independiente (Tandil)            | 1 - 1 | 3 - 3  |
| Villa Montoro                              | 3 - 2         | Deportivo Chascomús               | 3 - 1 | 0 - 1  |
| Círculo Deportivo (CNO)                    | [ 17 ]        | Villa Belgrano                    | 1 - 2 | 1 - 0  |
| Sportsman                                  | 3 - 1         | Mutual UTA                        | 1 - 0 | 2 - 1  |
| Gimnasia y Esgrima (Chivilcoy)             | 3 - 4         | Belgrano (San Nicolás)            | 1 - 3 | 2 - 1  |
| Central Argentino                          | (2) 3 - 3 (3) | Belgrano (Santa Isabel)           | 1 - 2 | 2 - 1  |
| Colón (Colonia Caroya)                     | 4 - 2         | Sampacho                          | 2 - 0 | 2 - 2  |
| Defensores del Oeste                       | (6) 1 - 1 (5) | Aviador Origone                   | 0 - 1 | 1 - 0  |
| Andes Talleres                             | 1 - 0         | Atlético Pilares                  | 1 - 0 | 0 - 0  |
| Árbol Verde                                | (8) 1 - 1 (7) | Leonardo Murialdo                 | 0 - 0 | 1 - 1  |
| Juventud Unida (Pocito)                    | (1) 5 - 5 (3) | San Martín Iglesia (Rodeo)        | 3 - 4 | 2 - 1  |
| San Luis (Belén)                           | 0 - 2         | Instituto Tráfico                 | 0 - 1 | 0 - 1  |
| Vélez Sarsfiel (Andalgalá)                 | 0 - 3         | Estudiantes (Santiago del Estero) | 0 - 2 | 0 - 1  |
| Sportivo Guzmán                            | 3 - 1         | Atlético Normal Rosarino          | 2 - 0 | 1 - 1  |
| Deportivo Luján (Jujuy)                    | 4 - 3         | Atlético Cerrillos                | 3 - 2 | 1 - 1  |
| Atlético El Carril                         | 1 - 2         | Defensores de Fraile Pintado      | 0 - 1 | 1 - 1  |
| Ferro (Santa Rosa)                         | (4) 2 - 2 (5) | Unión (Pampa Alegría)             | 1 - 2 | 1 - 0  |
| Deportivo Río Dorado                       | 3 - 0         | Obreros Unidos (Corzuela)         | 1 - 0 | 2 - 0  |
| Defensores de Formosa                      | 4 - 2         | Villa Alvear                      | 0 - 2 | 4 - 0  |
| San Lorenzo (Presidencia Roque Sáenz Peña) | 0 - 4         | San Martín (Formosa)              | 0 - 1 | 0 - 3  |
| Deportivo Madariaga                        | (5) 5 - 5 (4) | Central Goya                      | 1 - 3 | 4 - 2  |
| Ferro DHO (San Cristóbal)                  | 1 - 6         | Atlético Uruguay                  | 1 - 3 | 0 - 3  |
| Argentino (Franck)                         | 6 - 2         | Deportivo María Auxiliadora       | 3 - 1 | 3 - 1  |
| Atlético Neuquén                           | (4) 1 - 1 (3) | Unión Agrarios Cerrito            | 1 - 1 | 0 - 0  |

### Tercera fase
Los partidos de ida se disputaron entre el 10 y el 12 de abril, mientras que los de vuelta el 18 y el 19 de abril.
| Local - Vuelta               | Global        | Local - Ida                       | Ida   | Vuelta |
| ---------------------------- | ------------- | --------------------------------- | ----- | ------ |
| Deportivo Rincón             | 3 - 1         | Camioneros (Río Grande)           | 0 - 1 | 3 - 0  |
| Sansinena                    | 5 - 1         | El Fortín (Olavarría)             | 2 - 1 | 3 - 0  |
| Villa Montoro                | 3 - 0         | Independiente (Tandil)            | 0 - 0 | 3 - 0  |
| Círculo Deportivo (CNO)      | 1 - 2         | Sportsman                         | 0 - 1 | 1 - 1  |
| Belgrano (San Nicolás)       | (4) 2 - 2 (2) | Belgrano (Santa Isabel)           | 1 - 1 | 1 - 1  |
| Defensores del Oeste         | 1 - 3         | Colón (Colonia Caroya)            | 0 - 1 | 1 - 2  |
| Árbol Verde                  | (5) 3 - 3 (6) | Andes Talleres                    | 2 - 2 | 1 - 1  |
| Instituto Tráfico            | 0 - 4         | San Martín Iglesia (Rodeo)        | 0 - 2 | 0 - 2  |
| Sportivo Guzmán              | 3 - 2         | Estudiantes (Santiago del Estero) | 1 - 1 | 2 - 1  |
| Defensores de Fraile Pintado | (3) 2 - 2 (5) | Deportivo Luján (Jujuy)           | 0 - 2 | 2 - 0  |
| Unión (Pampa Alegría)        | (5) 1 - 1 (4) | Deportivo Río Dorado              | 0 - 0 | 1 - 1  |
| San Martín (Formosa)         | 3 - 2         | Defensores de Formosa             | 2 - 1 | 1 - 1  |
| Atlético Uruguay             | 6 - 1         | Deportivo Madariaga               | 0 - 1 | 6 - 0  |
| Atlético Neuquén             | 2 - 5         | Argentino (Franck)                | 1 - 3 | 1 - 2  |

### Cuarta fase
Los partidos de ida se disputaron el 26 y el 27 de abril, mientras que los de vuelta el 2 y el 3 de mayo.
| Local - Vuelta         | Global        | Local - Ida                | Ida   | Vuelta |
| ---------------------- | ------------- | -------------------------- | ----- | ------ |
| Sansinena              | 4 - 1         | Deportivo Rincón           | 1 - 1 | 3 - 0  |
| Sportsman              | (2) 3 - 3 (1) | Villa Montoro              | 2 - 3 | 1 - 0  |
| Belgrano (San Nicolás) | 2 - 0         | Colón (Colonia Caroya)     | 0 - 0 | 2 - 0  |
| Andes Talleres         | (3) 2 - 2 (4) | San Martín Iglesia (Rodeo) | 0 - 2 | 2 - 0  |
| Sportivo Guzmán        | 4 - 0         | Deportivo Luján (Jujuy)    | 2 - 0 | 2 - 0  |
| Unión (Pampa Alegría)  | 2 - 7         | San Martín (Formosa)       | 0 - 4 | 2 - 3  |
| Atlético Uruguay       | 5 - 1         | Argentino (Franck)         | 1 - 0 | 4 - 1  |